# Tlaxcala
Tlaxcala, oficialmente el Estado Libre y Soberano de Tlaxcala, es uno de los treinta y un estados que, junto con la Ciudad de México, conforman los Estados Unidos Mexicanos. Su capital es Tlaxcala de Xicohténcatl y, su ciudad más poblada, San Pablo del Monte. Está ubicado en la región este del país, limitando al noroeste con Hidalgo, al norte, este y sur con Puebla, y al oeste con el Estado de México.
Con 1 342 977 habitantes en 2020, es el quinto estado menos poblado —por delante de Nayarit, Campeche, Baja California Sur y Colima—, con 4016 km2, el menos extenso, y con 291.32 hab./km2, el tercero más densamente poblado, por detrás del Estado de México y Morelos.
Fue fundado el 9 de diciembre de 1856. Se divide internamente en 60 municipios. Los antiguos tlaxcaltecas se aliaron con los españoles para derrotar a los mexicas, tras años de dominio por parte de estos, por lo que esta alianza les permitió permanecer casi intactos durante 300 años de periodo virreinal. Fue reconocido como territorio federal de México en la Constitución de 1824, bajo dependencia del gobierno de Puebla. En 1857 se convirtió en el vigésimo segundo estado de la república. Su administración territorial también cambió pasando de municipios a partidos, distritos y de nuevo a municipios. Entre agosto y octubre de 1995 se crearon dieciséis ayuntamientos nuevos.
La mayor parte de la economía del estado se basa en la agricultura, la industria ligera y el turismo. La industria del turismo se basa en la larga historia de Tlaxcala con los principales lugares de interés como lo son los sitios arqueológicos como Cacaxtla y las construcciones coloniales en los alrededores de la ciudad de Tlaxcala.
El territorio de Tlaxcala tiene dos grandes llanos: el de Calpulalpan y Huamantla. Tiene un clima templado la mayor parte del año, que permite una gran diversidad de flora y fauna. Esto propició que se asentaran grupos humanos hace más de 8000 años en el cerro de La Gloria y se fundara el poblado de Atlihuetzia.
En la época prehispánica, Tlaxcala fue de las zonas más pobladas por culturas como la olmeca-xicallanca al sur, la cual habitó mil años antes de Cristo, y los otomíes al norte. La altitud media del estado es de 2230 m s. n. m. (metros sobre el nivel del mar), propiciando un clima templado-subhúmedo en la parte centro-sur, semifrío-subhúmedo al norte y frío en las cercanías del volcán La Malinche; el punto más alto del estado.

## Toponimia

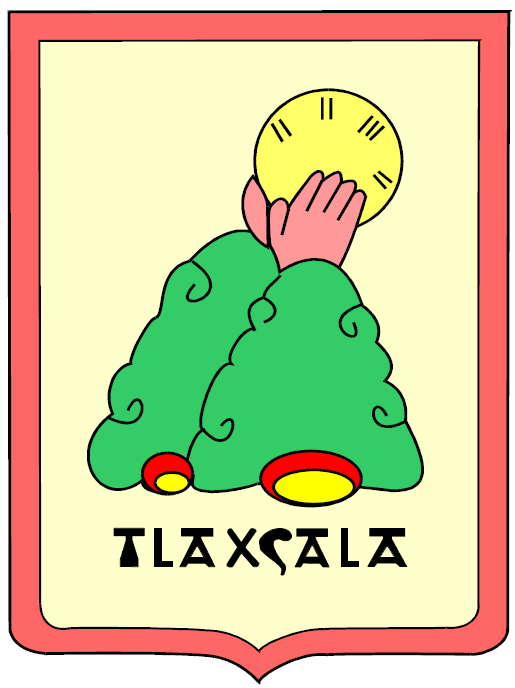
Escudo de Tlaxcala.

El punto final de la peregrinación tlaxcalteca fue la sierra de Tepeticpac y el sitio escogido para la fundación del señorío se llamó Texcallac (AFI: [teʃkal:ak]), que en opinión de don Diego Muñoz Camargo significa «despeñadero», describiendo de esta manera el lugar al que los había conducido el dios Camaxtli.
Por corrupción fonética, Texcallac fue cambiado a Tlaxcalla (AFI: [tɬaʃkal:a]), lo que modificó su significado de «despeñadero» a «lugar de tortillas o pan de maíz», pues en opinión de los lingüistas, la palabra Tlaxcala proviene del náhuatl «tlaxcalli» (AFI: [tɬaʃkal:i]) que quiere decir tortilla, pero que al modificar la terminación lli por lla, el sustantivo pasa de singular a plural, significando lugar de tortillas.
Incluso, el glifo que simboliza la palabra Tlaxcala consiste en dos cerros de los que emergen dos manos haciendo una tortilla.
La letra «x» en el nombre del estado históricamente representaba el fonema /ʃ/ (una fricativa postalveolar sorda, el sonido de la «sh» actual), sonido que era escrito como X en el español antiguo al momento de la colonización española y, después, en los alfabetos de lenguas indígenas de América codificados por los españoles durante la época virreinal. Debido a cambios fonéticos en el idioma, el fonema /ʃ/ pasó a pronunciarse como una fricativa velar sorda (representada como /x/ en el Alfabeto Fonético Internacional, el sonido de la actual «j») al principio de una palabra y de forma intervocálica, mientras que pasó a pronunciarse como /s/ al final de una sílaba. De esta forma, Tlaxcala pasó de pronunciarse [tlaʃkala] a [tlaskala]. En 1815, se realizó una reforma ortográfica del idioma español establecida por la RAE, la cual promulgó que la letra «x» pase a ser reemplazada por la letra «j» en palabras que históricamente tenían el fonema /ʃ/ al principio de una palabra e intervocálicamente, dejando a la letra «x» con la pronunciación actual /ks/. Sin embargo, varios topónimos mexicanos retuvieron la letra a pesar de la reforma (incluido el mismo nombre del país, México). Debido a esta situación, surgió la pronunciación [tlaks.kala] como una pronunciación ortográfica del topónimo.

## Símbolos

### Bandera tlaxcalteca

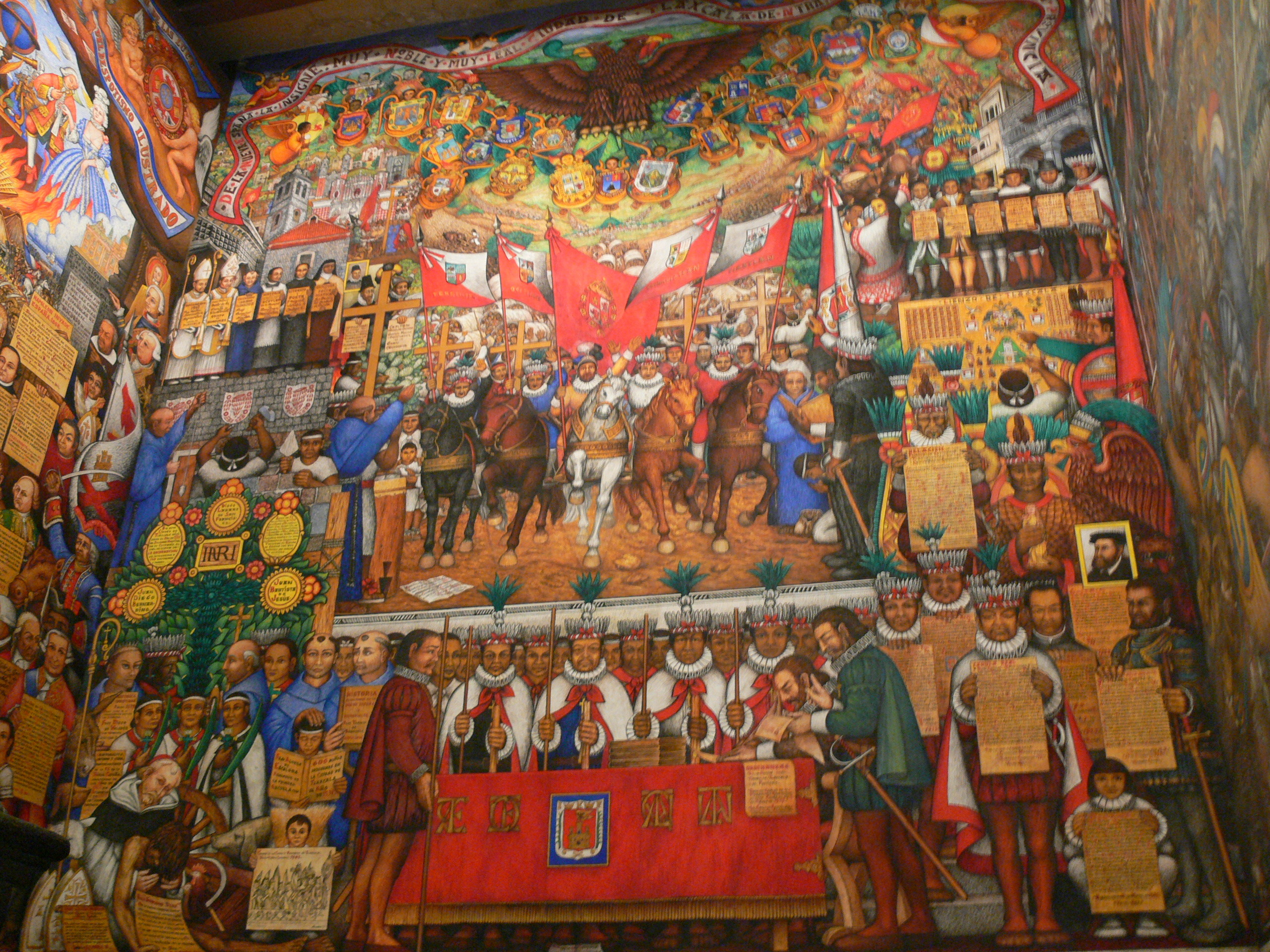
La Bandera de Tlaxcala fue pintada por Desiderio Xochitiotzin en el interior del palacio de gobierno.

Según las crónicas de Bernal Díaz del Castillo, en su Historia verdadera de la conquista de la Nueva España, se apunta que los colores distintivos de la República de Tlaxcallan comprendían el blanco y rojo, los cuales eran llevados en estandartes e insignias.
Por esta razón, y contando ya Tlaxcala con escudo de armas, los habitantes de la provincia determinaron enarbolar una bandera que mantuviese el mismo pasado indígena y los colores representativos de la República anterior a la conquista. El resurgimiento de la bandera de Tlaxcala ha reforzado la identidad del estado a nivel nacional e internacional, razón por la cual el gobierno estatal la porta como un símbolo de respeto y de cohesión.
En el año 2011, el municipio de Tlaxcala de Xicohténcatl dio reconocimiento legal a la bandera de Tlaxcala como símbolo de identidad estatal: a pesar de ser una de las banderas más antiguas que existen dentro de los Estados Unidos Mexicanos y de que no tenía ningún reconocimiento oficial, fue la segunda bandera estatal del país por detrás de Jalisco.
En el año de 1535, Tlaxcala se convirtió en la primera ciudad acreedora del escudo de armas por el rey Felipe II junto con el título de «Muy noble y muy leal ciudad de Tlaxcala».

### Escudo

Escudo de armas del Estado de Tlaxcala

El escudo data del 22 de abril de 1535, en la ciudad de Madrid, España, y fue expedido por el emperador Carlos V, y su descripción es la siguiente: El regio escudo que Carlos V y su señora madre, la reina doña Juana, otorgó a la ciudad de Tlaxcala, está realizado en un fondo rojo del que resalta un castillo de oro con puertas y ventanas azules de tres torres, destacando en la intermedia un pabellón con un águila rampante que señorea sobre un campo color oro.
Las dos primeras letras corresponden a las iniciales de la pareja real Isabel de Portugal y Carlos V, mientras que la tercera alude al infante Felipe II de España, heredero del trono. Entre los espacios de las iniciales destacan las dos coronas reales que corresponden a los monarcas citados. En el borde inferior se observa en el centro dos huesos amarillos cruzados a manera de aspas, y en los extremos dos calaveras, los ramos de palma verde simbolizan la gloria y grandeza de España, y grandeza y gloria de Tlaxcala.
Las letras provienen de las iniciales de los reyes de la Corona española. La letra I proviene del nombre en latín de la reina doña Juana I de Castilla conocida como Juana «La loca», madre de Carlos I quien fuera rey de España y emperador del Sacro Imperio Romano Germánico durante la primera mitad del siglo XVI, periodo durante el cual se realizó la conquista de México, y a quien corresponde la letra K (Karolus). La letra F proviene de la inicial del rey Felipe II, hijo de Carlos V, que otorgó el título de «Muy noble y muy leal» a la ciudad de Tlaxcala. El castillo del campo de gules suele ser un símbolo del Reino de Castilla, que por extensión lo es a menudo de la Corona de Castilla y los reyes de España. El águila de sable que porta en el pabellón, de oro, es un símbolo del Sacro Imperio Romano Germánico. También simboliza la victoria de las batallas ganadas. Y cabe mencionar que el castillo en el cual se encuentra ubicada la bandera con el águila es símbolo de fortaleza y poder, grandeza y sabiduría.

### Himno a Tlaxcala
El Himno a Tlaxcala fue compuesto por Carlos Cea y Díaz, quien fue distinguido en el Estado de Tlaxcala por esta obra. Asimismo, se le otorgó la ciudadanía tlaxcalteca, sin haber nacido en la entidad. El 26 de octubre de 1986, una calle de Tlaxcala recibió su nombre, el Gobierno en pleno le rindió homenaje de bienvenida como tlaxcalteca en el Paraninfo de la Universidad Autónoma de Tlaxcala, donde fue nombrado Huésped Distinguido de la Ciudad.

## Historia

### Prehispánica

#### Tlaxcallan

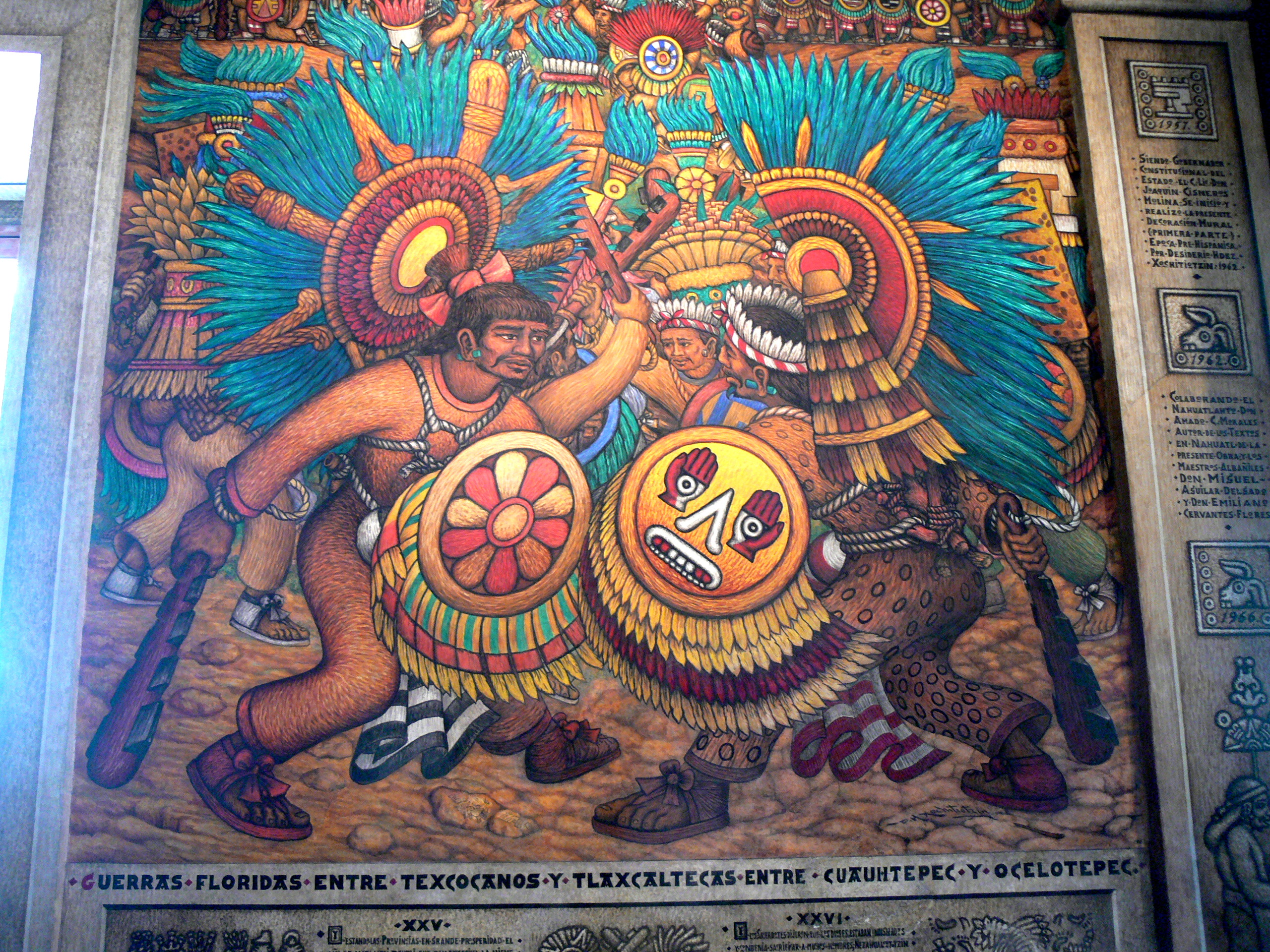
Guerras Floridas

Tlaxcala y Tenochtitlán surgieron en el mundo indígena con dos concepciones políticas diferentes, las cuales chocarían inevitablemente. Tlaxcala desarrolló un sistema de ciudades-estados que conformaron una república, mientras que México-Tenochtitlán se convirtió en imperio.
Durante muchos años los enemigos de Tlaxcala intentaron incursionar en su territorio, sin lograr conquistar un solo palmo de terreno. A su vez, Tlaxcala no pudo ir más allá de sus fronteras, hasta que los mexicas en el año de 1504, conjuntamente con sus aliados huexotzincas y cholultecas, lanzaron una ofensiva bajo el reinado de Moctezuma II, siendo derrotados ante el empuje de los tlaxcaltecas; un segundo ataque también fue desarticulado, teniendo que replegarse los aztecas y sus aliados.
En estas guerras fue hecho prisionero el legendario Tlahuicole, quien se convirtió en símbolo de la dignidad y de la lucha por la autonomía de los tlaxcaltecas. Como consecuencia de estas guerras, las ciudades-estado de Tlaxcala fueron sometidas a un bloqueo económico, que les impidió comerciar con los pueblos del Golfo y de Centroamérica, así como con los del valle de México.
El mito de Quetzalcóatl fue común a los pueblos de origen náhuatl, entre ellos los tlaxcaltecas. Según el historiador más antiguo de Tlaxcala, Diego de Muñoz Camargo, Quetzalcóatl, dentro de la concepción religiosa de los tlaxcaltecas, era hijo de su dios Camaxtli, quien desposó a Cuatlicue en su peregrinar por las provincias de Culhuacán, Teotlacochcalco y Teohuitznahuac. El vaticinio de su retorno, coincide con la aparición de las primeras expediciones españolas y se convertiría en una catástrofe con la llegada de Hernán Cortés.

### Conquista

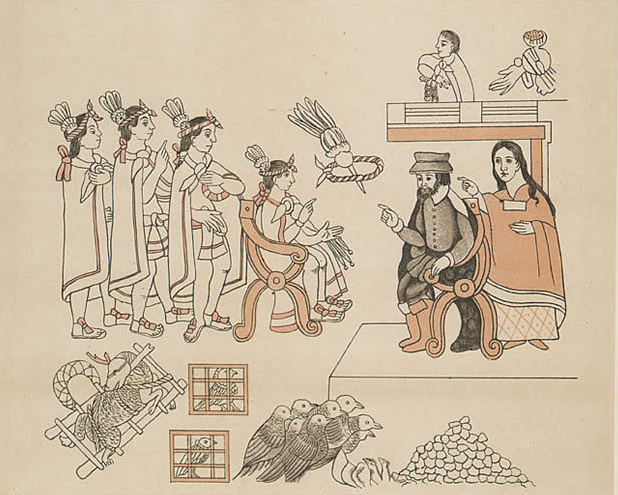
El conquistador Cortés y la Malinche, lienzo de Tlaxcala.

Cuando Cortés solicitó la venia del Senado tlaxcalteca para transitar por su territorio rumbo a Tenochtitlán, mediante la embajada de cuatro principales cempoaltecas, la mayor oposición a dejarlos pasar provino del senador Xicohténcatl Axayacatzin de Tizatlán, quien gobernaba el señorío con su padre Xicohténcatl-Huehuétl.
Xicohténcatl Axayacatzin argumentó en el Senado que el vaticinio de la llegada de los hombres blancos y barbados podía ser un engaño y que esos caminantes del oriente, tal vez no fueran los que esperaban. Dijo, además, «que los castillos flotantes eran resultado del trabajo humano, que se admira porque no se ha visto». Propuso la reunión de los cuatro señoríos «para que mirasen a los extranjeros como tiranos de la patria y de los dioses». Este discurso, contrario a la opinión de Maxixcatzin, señor de Ocotelulco, decidió los enfrentamientos con los españoles.
Cortés penetró al territorio de Tlaxcala por la cañada que hoy se conoce como La Mancera. En Tecoantzinco tuvieron su primer enfrentamiento los españoles con las huestes del señor de Tecoac. El 2 de septiembre de 1519, Xicohténcatl enfrentó a Cortés en el desfiladero de Tecoantzinco, con resultados adversos. Al día siguiente combatió en los llanos del mismo lugar, sin que viesen coronados sus esfuerzos las armas tlaxcaltecas. La deserción de las divisiones de Ocotelulco y las de Tepeticpac, por las intrigas de Maxixcatzin, disminuyó las fuerzas del Xicohténcatl quien, pensando que los hombres rubios ganaban con el apoyo del sol, intentó vencerlos en una justa nocturna, que también le fue adversa.

### Virreinato

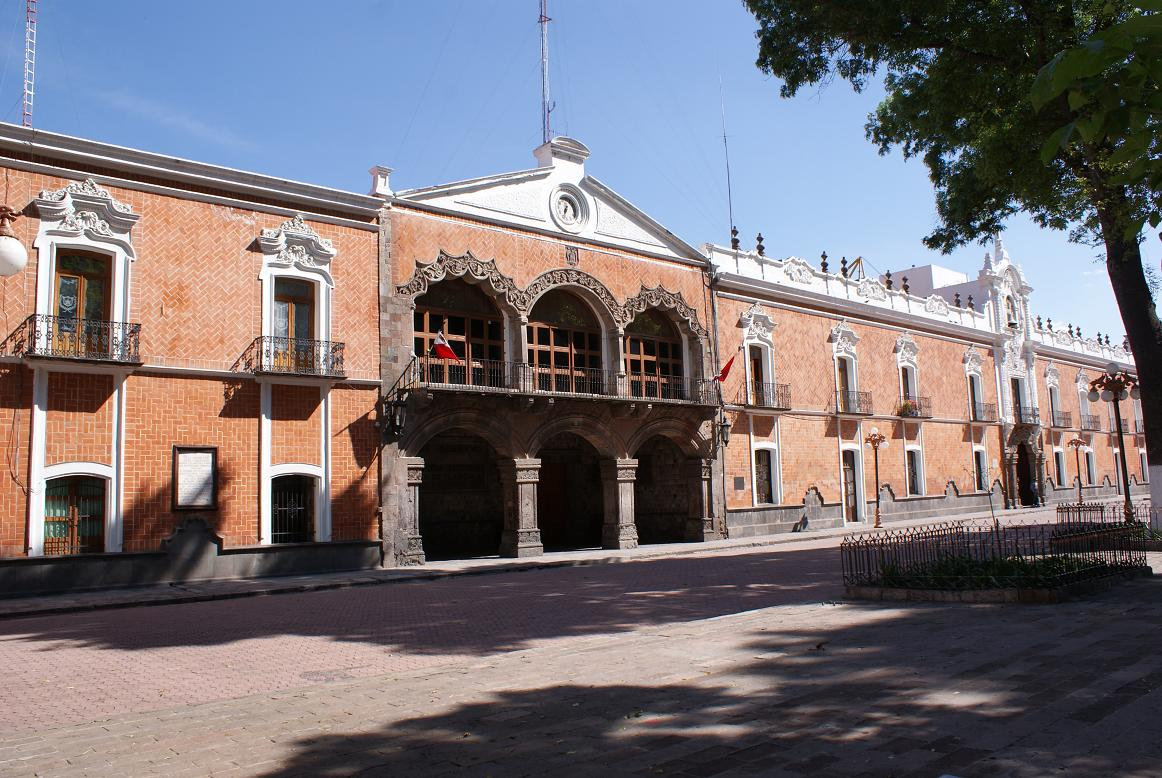
Palacio de Gobierno construido durante el nacimiento de la ciudad de Tlaxcala, 1545.

Una vez consolidada la ocupación de la Nueva España, el virreinato fue dividido territorialmente en cinco provincias mayores, siendo una de ellas la de Tlaxcala. La provincia era gobernada por un alcalde mayor, del que dependían los cuatro senadores de Tlaxcala. A finales del siglo XVI, el gobierno español elevó la alcaldía mayor a gobernación con facultades para ejercer actos de justicia, pero con ello también desapareció el Senado tlaxcalteca. En adelante, los senadores fueron llamados simplemente alcaldes mayores. Estos, a su vez, tenían la facultad de nombrar un gobernador indígena, quien conjuntamente con los regidores designados por los caciques, integraban el Cabildo o República de Naturales.
La población comenzó a reducirse desde los enfrentamientos con los españoles y la toma de Tenochtitlán, así como su participación con los capitanes de Cortés en varias expediciones, descubrimientos y conquistas, de las cuales muchos ya no regresaron. Otro factor que influyó en el abatimiento de la población fue la colonización de las regiones mineras, lo que implicó la migración de pobladores a los actuales territorios de San Luis Potosí, Sonora, Coahuila, Texas, etc.

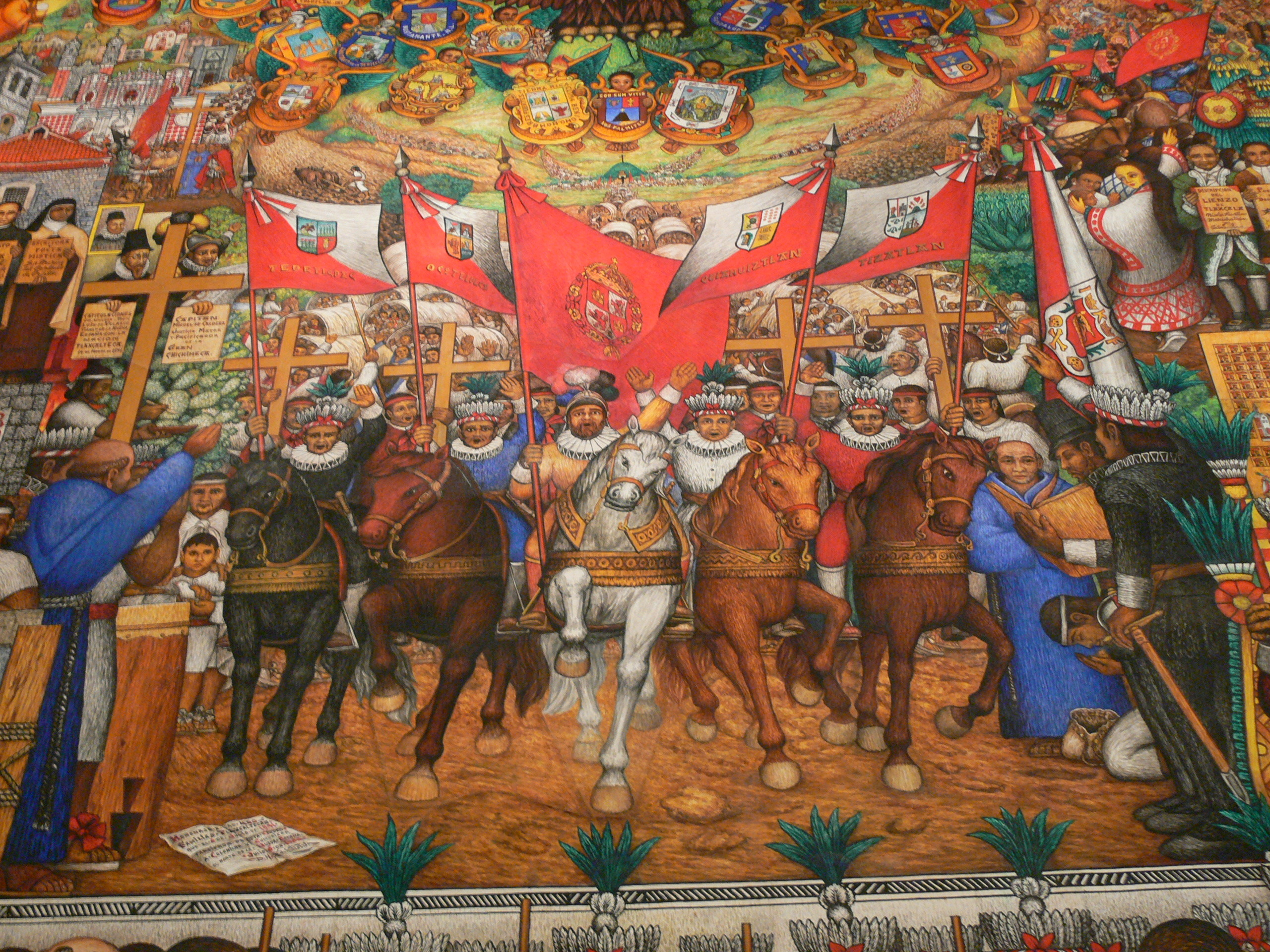
Partida de las 400 familias tlaxcaltecas con la encomienda de colonizar el norte del país

Siguiendo la actual autopista de San Martín Texmelucan a Tlaxcala, todavía se observan las ruinas de la capilla de Nuestra Señora de las Nieves, lugar donde se reunieron las carretas en las que se trasladaron al norte del país las 400 familias que fueren a poblar, pacificar y culturizar lo que se conocía en esa época como «La Gran Chichimeca».
En el campo tlaxcalteca fueron apareciendo amplias y solariegas casas, con numerosas habitaciones y amplios corredores, donde podían observarse arquerías talladas por manos indígenas; capillas para el culto religioso con altares decorados e imágenes escultóricas, y lienzos que hablan del refinado gusto de sus propietarios. Asimismo se construyeron trojes, almacenes, corrales para el ganado, talleres de mecánica para el arreglo de los instrumentos de labranza y pozos profundos para el riego. Gradualmente se fueron transformando en pujantes haciendas y ranchos, cuyos vestigios todavía pueden observarse a la orilla de los caminos asfaltados de Tlaxcala.
Pero con las haciendas también llegó la concentración de la propiedad. Para mediados del siglo  XVIII, 217 haciendas concentraban poco menos de la mitad del territorio de la provincia. Las condiciones de los trabajadores de las haciendas y ranchos fue de una explotación menos intensa de la que se efectuó en otras provincias de la Nueva España, pues siempre contaron con la protección del Cabildo indígena, quien se ocupó de la contratación de los tlaquehuales (trabajadores estacionarios), controlando el pago de tributos que por ellos deberían de pagar los hacendados, además de vigilar que no los retuvieran por endeudamientos onerosos.

### Independencia

El Territorio de Tlaxcala en el México de 1824

Ante la debilidad de la monarquía española para enfrentar la ocupación napoleónica, la Junta Central Gubernativa convocó a las provincias americanas a elegir diputados que las representaran en las Cortes de Cádiz. Tlaxcala no fue llamada por tener un gobierno de excepción. Solo la tenacidad del Cabildo indígena, que nuevamente invocó los servicios prestados a la Corona y los privilegios que esta le otorgó, entre ellos el de «Ciudad Insigne, Muy Noble y Muy Leal», corrigieron el olvido. Tlaxcala eligió a los hermanos Manuel y Miguel de Lardizábal, descendientes de vascos, y al doctor José Miguel Guridi y Alcocer, quienes participaron en la elaboración de la Constitución de Cádiz y en honor de la cual, la ciudad de Tlaxcala designó a su plaza de armas como «Plaza de la Constitución».
El resurgimiento de la tendencia anexionista que ya había fracasado durante la administración colonial, tenía su fuente de sustentación en los obrajeros, comerciantes, hacendados y parte del clero de Tlaxcala, en su mayoría de origen español o criollo, con intereses más cercanos a Puebla.
El Ayuntamiento de Tlaxcala, conjuntamente con los de Chiautempan, Nativitas, Teolocholco, Xaltocan y Zacatelco, conminaron a sus representantes ante el Congreso, para que defendieran a Tlaxcala como un Estado Libre y Soberano dentro de la Unión. La batalla en el Congreso y en los medios periodísticos la dieron los diputados Blázquez, Romero, Amador, González de la Cruz, Reyes y Zimerman, bajo la estrategia política que diseñó Joaquín de las Piedras, Jefe Político de Tlaxcala.
El prestigiado legislador José Miguel Guridi y Alcocer, protestó enérgicamente ante el Congreso por la pretensión de Puebla y de los malos hijos de Tlaxcala, logrando frenar las ambiciones mezquinas de los anexionistas. Después de una larga y prolija discusión, Tlaxcala no fue anexado como parte del estado de Puebla, quedando como territorio de la Federación. En 1836 cuando los estados fueron transformados en departamentos, el territorio de Tlaxcala quedó incluido dentro del Departamento de México, hasta el mes de mayo de 1847, en que Tlaxcala recobró su calidad de territorio.

### Reforma
En 1853, Santa Ana regresa a la Presidencia de la República, mediante una asonada. En marzo de 1854 don Juan Álvarez proclama el Plan de Ayutla, que se propone derrocar a Santa Ana y restablecer el régimen federal. Al año siguiente el abogado tlaxcalteca Guillermo Valle, y sus partidarios, se adhieren al Plan de Ayutla y, al triunfo de este, es reconocido como Jefe Político de Tlaxcala, integrando un Consejo de Gobierno y expidiendo un estatuto orgánico con carácter provisional, a través del cual se propone organizar políticamente el territorio tlaxcalteca.

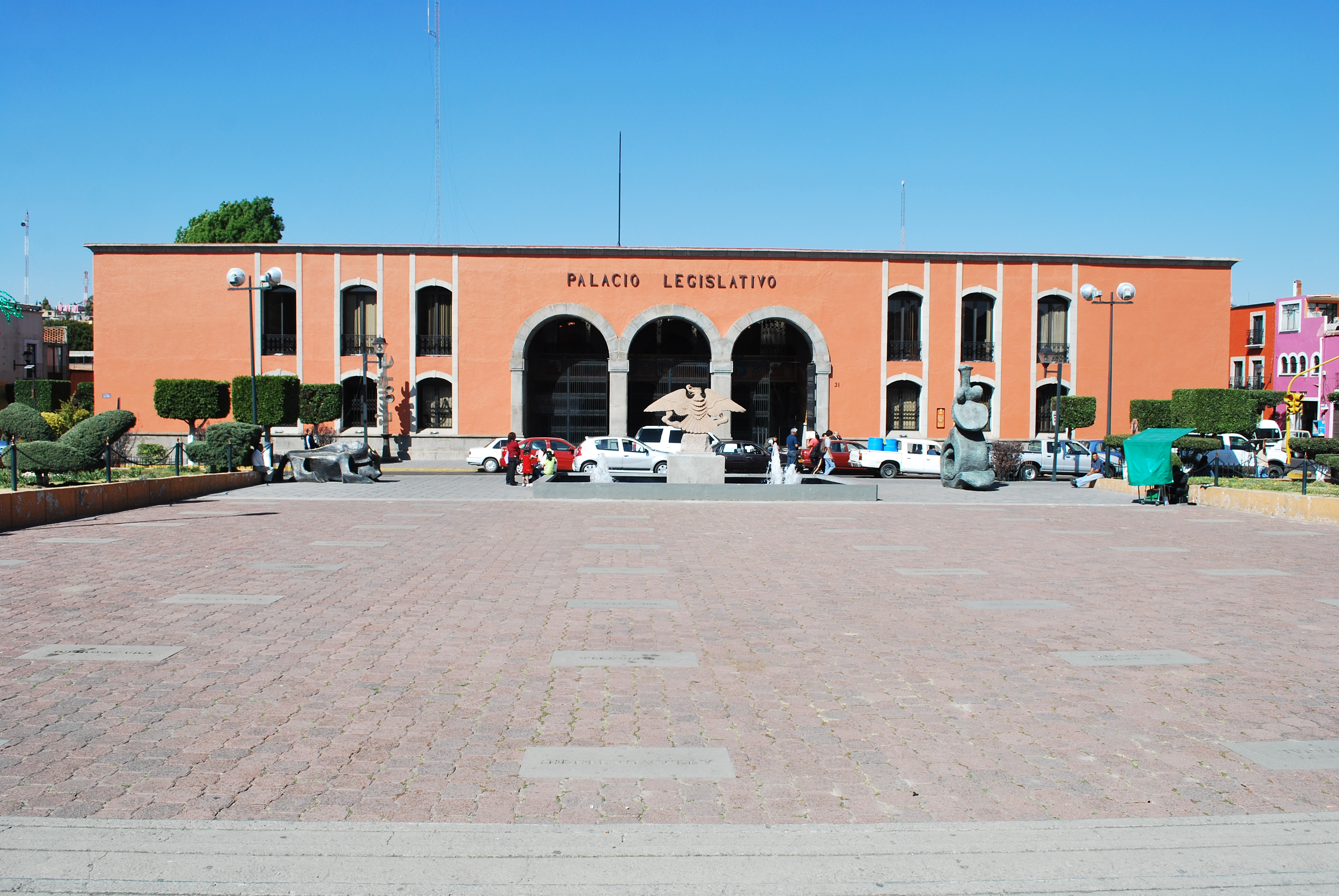
Congreso constituyente, actual Palacio Legislativo sede del Congreso del Estado de Tlaxcala

Con el triunfo del Plan de Ayutla se convocó a un Congreso Constituyente. Tlaxcala envió dos representantes, quienes llevaban al seno del legislativo la vieja demanda de que se le considerara como estado libre y soberano dentro de la Unión, y no solamente como un territorio.
El diputado Mariano Sánchez hizo una amplia defensa histórica de la lucha tlaxcalteca por obtener su autonomía, así como una exposición en la que demostraba la solvencia económica y social de la entidad. En sesión solemne del 9 de diciembre de 1856, los legisladores aprobaron por abrumadora mayoría la propuesta de que Tlaxcala dejara la condición de territorio y asumiera la de estado libre y soberano. Por fin, después de muchos avatares en su lucha por la autonomía, la tenacidad y la razón histórica se impusieron felizmente. Al año siguiente, Guillermo Valle fue elegido gobernador del estado por el Congreso Constituyente de Tlaxcala.
La administración de Miguel Lira y Ortega fue de pacificación y recuperación para la maltrecha economía tlaxcalteca. Promulgó una nueva Constitución en la que incluía las Leyes de Reforma; expidió la Ley de Educación Primaria; creó nuevos municipios y dio amplio apoyo a la construcción de vías férreas. Se incorporó Tlaxcala a la nueva tecnología textil con el establecimiento de 6 nuevas fábricas de hilados y tejidos. Dedicó además parte substancial del presupuesto a la apertura y mantenimiento de caminos. Lira y Ortega apoyó al presidente Benito Juárez contra los intentos de Porfirio Díaz para desplazarlo del poder ejecutivo. A la muerte de Juárez, Sebastián Lerdo de Tejada impuso a Melquiades Carbajal en la gubernatura, saliendo Miguel Lira y Ortega a un exilio voluntario hacia Puebla.

### Revolución Mexicana
Los fundadores del Partido Antirreeleccionista de Tlaxcala fueron Juan Cuamatzi, Marcos Hernández Xolocotzi, Antonio Hidalgo, Diego y Trinidad Sánchez, Severiano Pulido y otros. En las principales poblaciones se establecieron secciones de la organización política denominada centros antirreeleccionistas. Por otra parte, los antirreeleccionistas locales reconocían el liderazgo regional de la Junta Revolucionaria de Puebla, dirigida por Aquiles Serdán. La Junta Revolucionaria acuerda levantarse en armas el día 26 de mayo de 1910, tanto en Puebla como en Tlaxcala. Los revolucionarios de Santa Cruz Tlaxcala y de otras poblaciones se concentran en Contla y apresan al presidente municipal Nicolás Reyes, quien escapa al pasar por donde hay un enfrentamiento con la policía. Los revolucionarios sorpresivamente recibieron órdenes de la Junta Revolucionaria de suspender el alzamiento hasta nueva indicación. Juan Cuamatzi y sus seguidores se dirigieron al cerro Blanco donde acordaron disolverse en pequeños grupos y esperar nuevas instrucciones.
Durante la lucha de facciones a nivel nacional, surgen fisuras entre los revolucionarios tlaxcaltecas. Pedro M. Morales, expresidente del Partido Maderista, se incorpora a las filas de Francisco Villa y Domingo Arenas a las de Emiliano Zapata. Solamente Máximo Rojas se mantuvo firme en las filas del ejército constitucionalista, quien transforma el viejo Partido Maderista en el Partido Liberal Constitucionalista Tlaxcalteca. Domingo Arenas observó con más cuidado los acontecimientos. En diciembre de 1916, abandonó las filas zapatistas reincorporándose a las del constitucionalismo. Don Venustiano Carranza lo nombró comandante militar de la Cuenca del Alto Atoyac en Puebla y Tlaxcala. Tanto Máximo Rojas como Domingo Arenas se dedicaron a intervenir las propiedades de los enemigos de la Revolución, es decir, de los más connotados miembros de la Liga de Agricultores. Pero Domingo Arenas fue más allá, repartió haciendas y ranchos en las regiones bajo su mando sin mayor trámite burocrático, practicando los ideales agraristas que le eran propios.
Mendoza maniobró para que Rafael Apango fuera candidato al gobierno del estado por el Partido Liberal Constitucionalista. Los arenistas, a través del Partido Liberal Tlaxcalteca, postularon a Antonio Mora quien, al ser derrotado, se levantó en armas, uniéndose a Cirilo Arenas, hermano de Domingo Arenas. La captura y el fusilamiento de Mora y Arenas en Calpulalpan, además de la muerte de Máximo Rojas por los rebeldes huertistas, ayudó a consolidar el poder del grupo de Ignacio Mendoza, quien fue gobernador con el apoyo de su antecesor, Rafael Apango. En 1927, la ciudad de Tlaxcala empezó nuevamente a estabilizarse después de los hechos bélicos.

### Época contemporánea
La Reforma Agraria había sustituido al régimen de la hacienda y había creado la base de subsistencia de las familias, las cuales fueron dotadas con parcelas ejidales cuya extensión alcanzaba un promedio de cuatro hectáreas. Los minifundistas contaban con una hectárea por familia. Algunas propiedades fueron denunciadas como latifundios simulados, por lo que a fines de 1972 fueron afectadas, destacando Santa María Zoapila, Sultepec, Piedras Negras, el Rosario y Mazioahuiz, beneficiando a 750 campesinos.

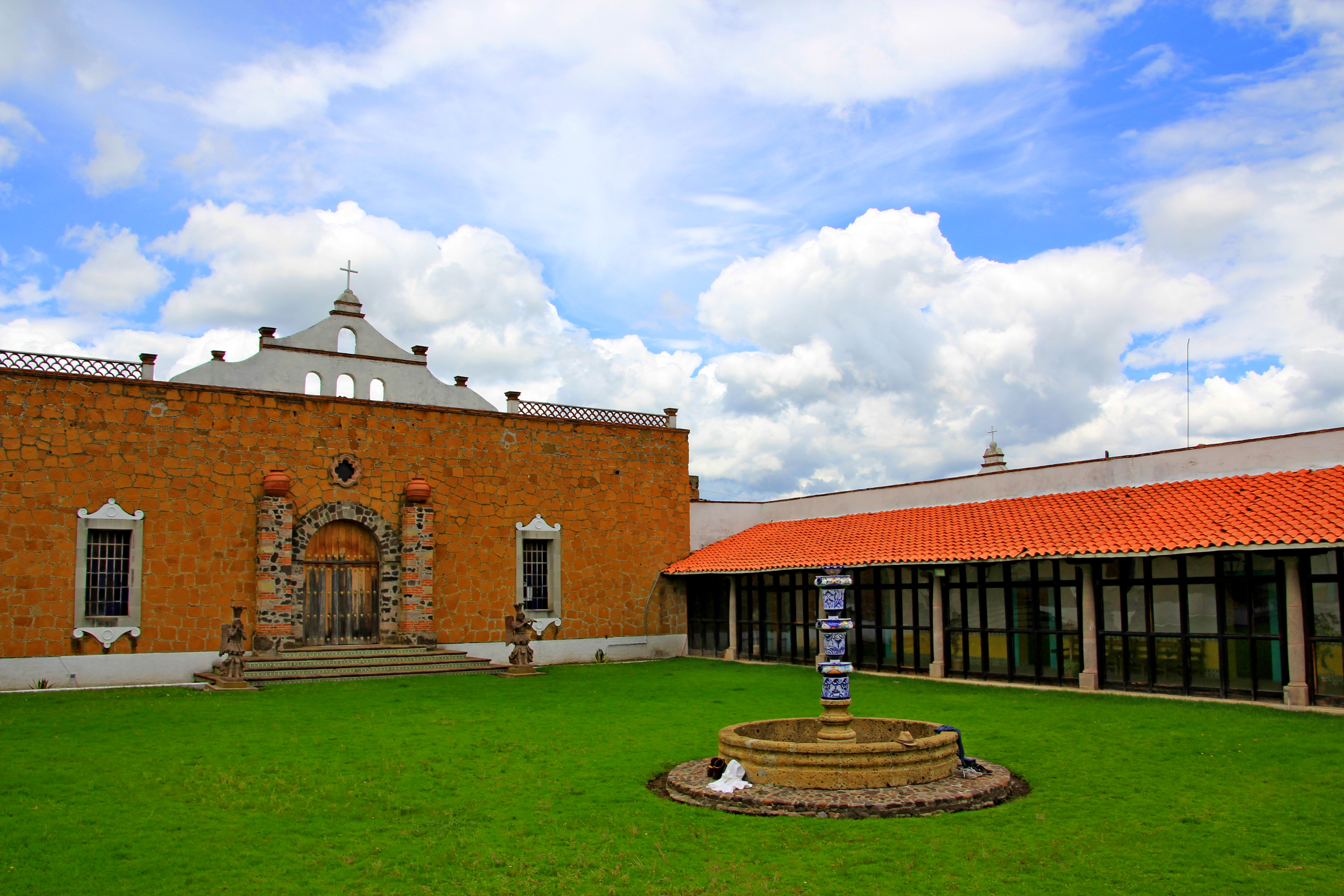
Hacienda pulquera de Tlaxco

En estas condiciones asume la gubernatura de Tlaxcala el Lic. Emilio Sánchez Piedras, quien se propone llevar a la práctica una política de modernización de las bases de la economía tlaxcalteca. Con una amplia claridad, percibió que la solución al problema de las invasiones de tierras se encontraba fuera del sector agrícola, pues se requería como mínimo un millón de hectáreas para satisfacer la demanda de los campesinos sin tierras.

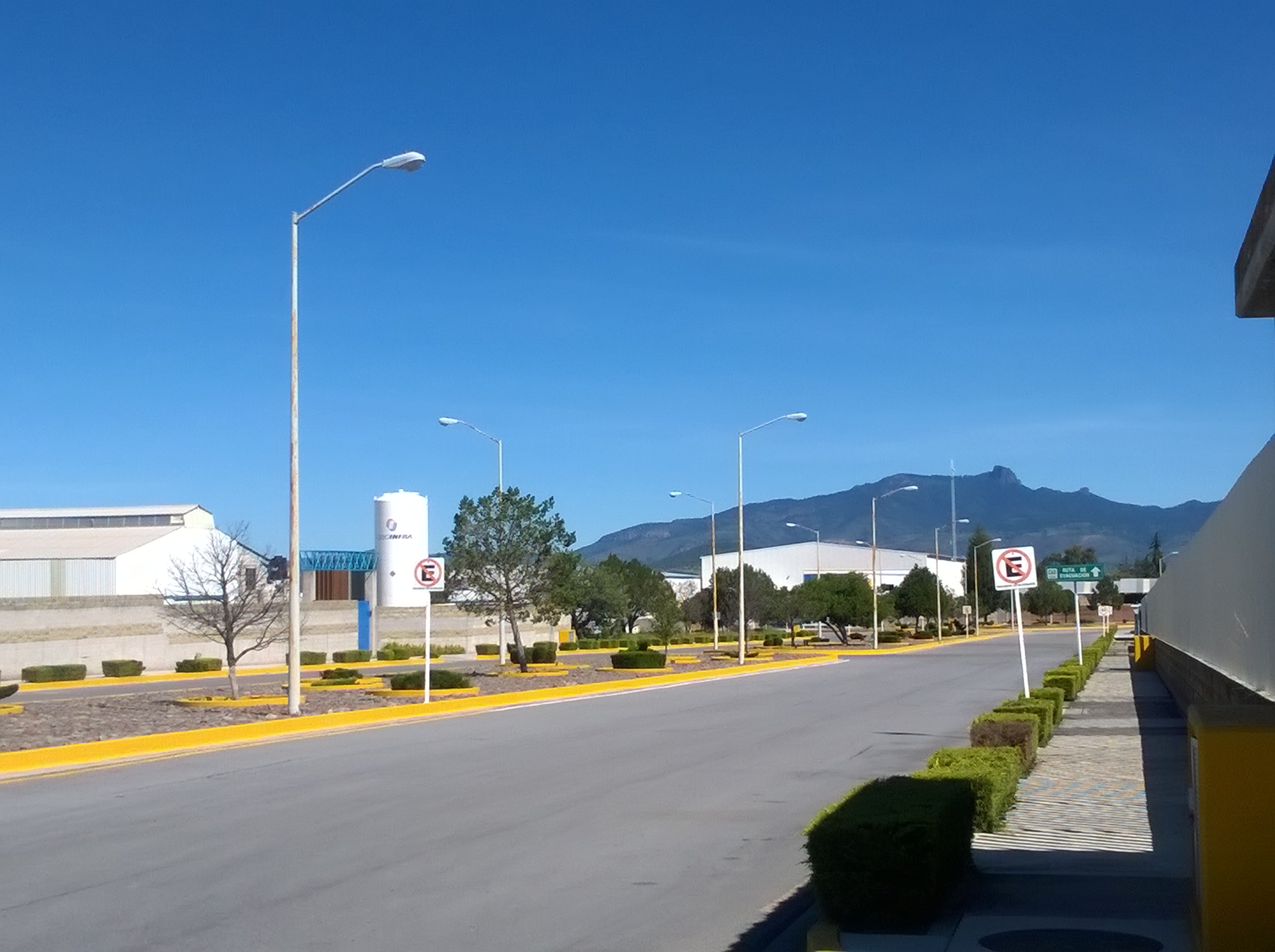
Ciudad industrial Xicohténcatl III

No había esa tierra disponible en Tlaxcala, incluso, si se hubiera puesto en práctica una política de adquisición de tierras privadas. Sánchez Piedras atemperó los conflictos agrarios mediante una política de ampliación de la planta industrial, de tal manera que las fábricas renovaran industrias de transformación y mejoraran los talleres familiares y artesanales de maquila.
Así, con un programa de largo plazo, Sánchez Piedras convenció a un importante número de industriales acerca de la conveniencia de invertir en Tlaxcala. Con esos propósitos funda en 1977 el Instituto para el Desarrollo Industrial y Turístico de Tlaxcala.
Durante su gestión se instalaron 250 empresas en los parques industriales construidos en 8 municipios, los cuales generaron 33 200 empleos. Tlaxcala es, desde entonces, un ejemplo de la política de descentralización industrial. La historia de Tlaxcala no puede entenderse sin recordar la historia de los cuatro señoríos prehispánicos de Tepeticpac, Ocotelulco, Tizatlán y Quiahuixtlán, cuyos pobladores concurrieron a la fundación de la capital de Tlaxcala en el siglo XVI.

## Geografía

### Localización

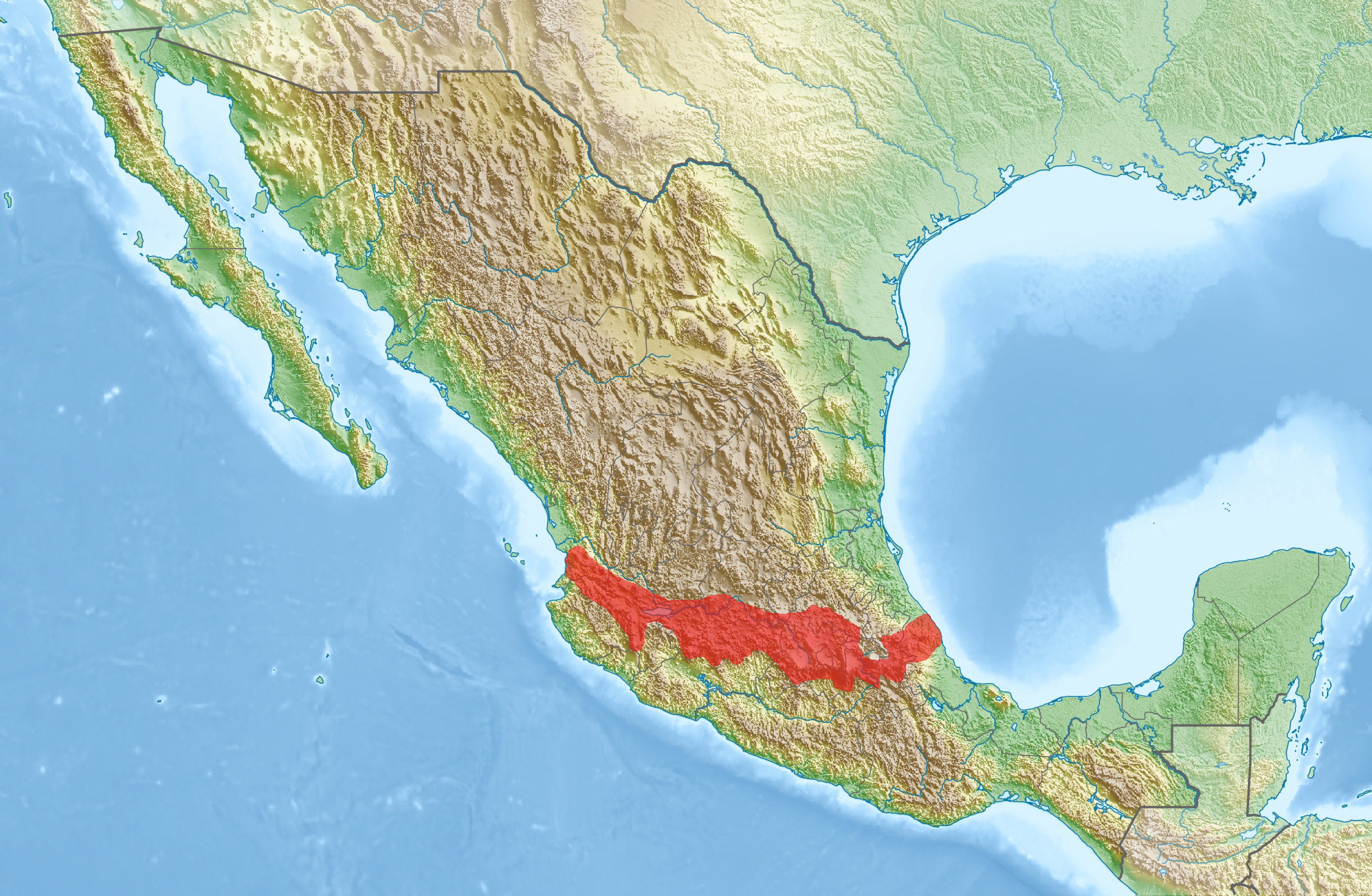
Eje Neovolcánico Transversal

El estado se localiza en la parte centro-oriente del país entre las coordenadas 19° 44′ y 19° 06′ Norte y 97° 438′ y 98° 46′ Oeste.
Limita en su mayor parte con Puebla al norte, este y sur, al oeste con el Estado de México y al noroeste con Hidalgo. La entidad se localiza en la región del Eje Neovolcánico, que atraviesa como un cinturón la parte central de México, de oriente a poniente, hasta alcanzar el mar por ambos lados. En el paisaje se distinguen volcanes, sierras volcánicas y llanos extensos que una vez fueron lagos acorralados entre montañas y bosques, pastizales y matorrales de clima templado.

### Extensión

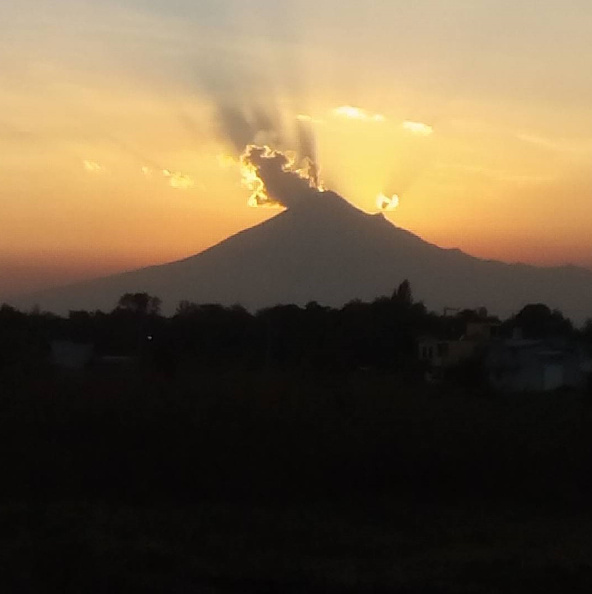
Volcán Popocatépetl visto desde Zacatelco (sur de Tlaxcala)

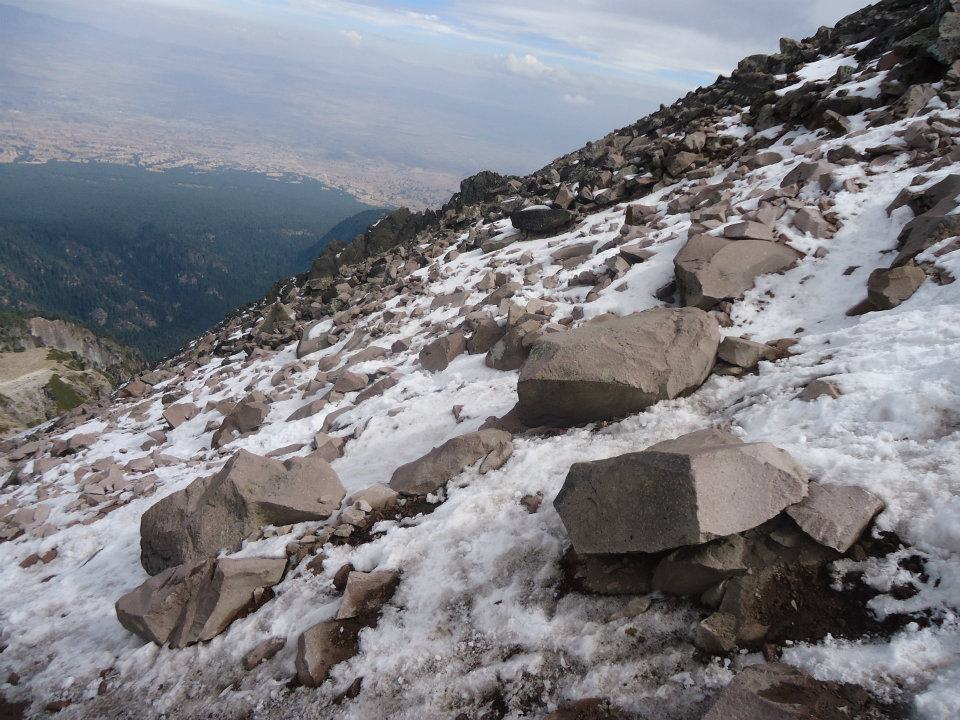
Pendiente del volcán Malintzin, el sexto volcán más grande de México.

El estado de Tlaxcala cuenta con una superficie de 4016 km2, lo cual representa el 0.2 % del territorio nacional. Es la entidad federativa más pequeña, solamente mayor que la Ciudad de México. Está dividido en 6 distritos judiciales y 60 municipios, con 794 poblaciones. Tlaxcala tiene la forma de un rombo, con el eje mayor en el sentido estesudeste-oesnoroeste. Su vértice oriental se encuentra en las laderas más orientales de la sierra de Huamantla y el occidente en las de la Sierra Nevada, al norte del Iztaccíhuatl.
Sus extremos septentrional y meridional se localizan en las cumbres de dos volcanes. Respectivamente el Huintetépetl, al norte de Tlaxco; y el Malintzin (Malinche o Matlalcuéyetl) que domina sobre el panorama tlaxcalteca, con una altitud de 4461 m s. n. m. (metros sobre el nivel del mar) Tlaxcala forma parte del Eje Neovolcánico que atraviesa como un cinturón parte del México central y se extiende de oriente a poniente hacia el mar. Limita al oeste con la Sierra Nevada, caracterizada por sus imponentes volcanes: el Popocatépetl, el Iztaccíhuatl, Tláloc y otros; hacia el este, con el macizo montañoso que va desde el cofre de Perote hasta el pico de Orizaba.
Sus grandes llanos, atrapados por las altas sierras volcánicas, están cortados por cañadas y barrancas, y tienen en la Malintzin un volcán que, situado en la parte sur del estado, se eleva hasta alcanzar 4640 m s. n. m. y es uno de sus símbolos distintivos. Su clima es templado con excepción de la cumbre del Malintzin, donde es frío. La época de lluvias va de abril hasta fines de octubre, de ahí que su agricultura sea temporal.

### Relieve

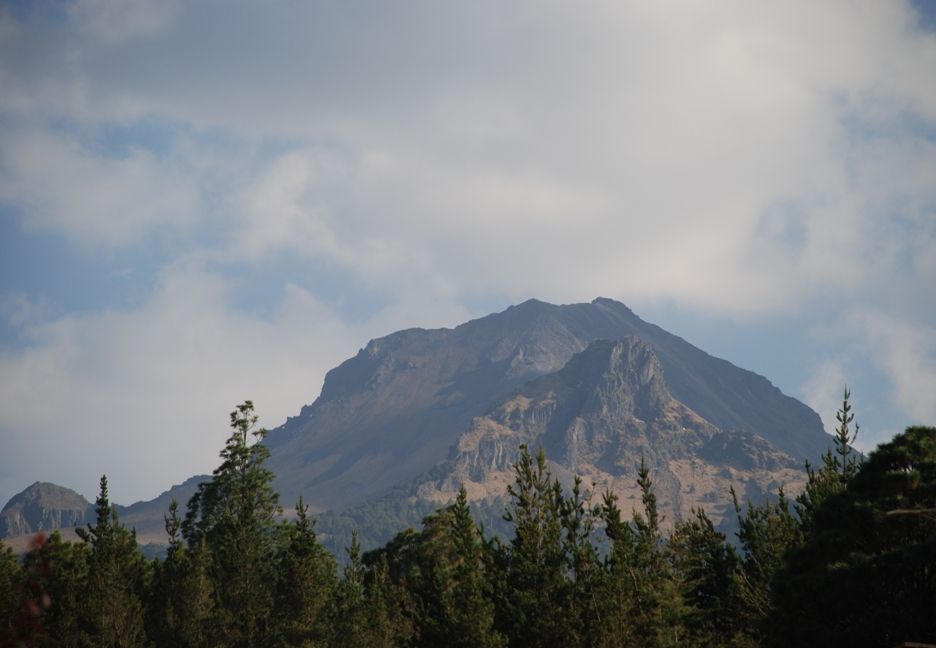
Tlachichihuatzi.

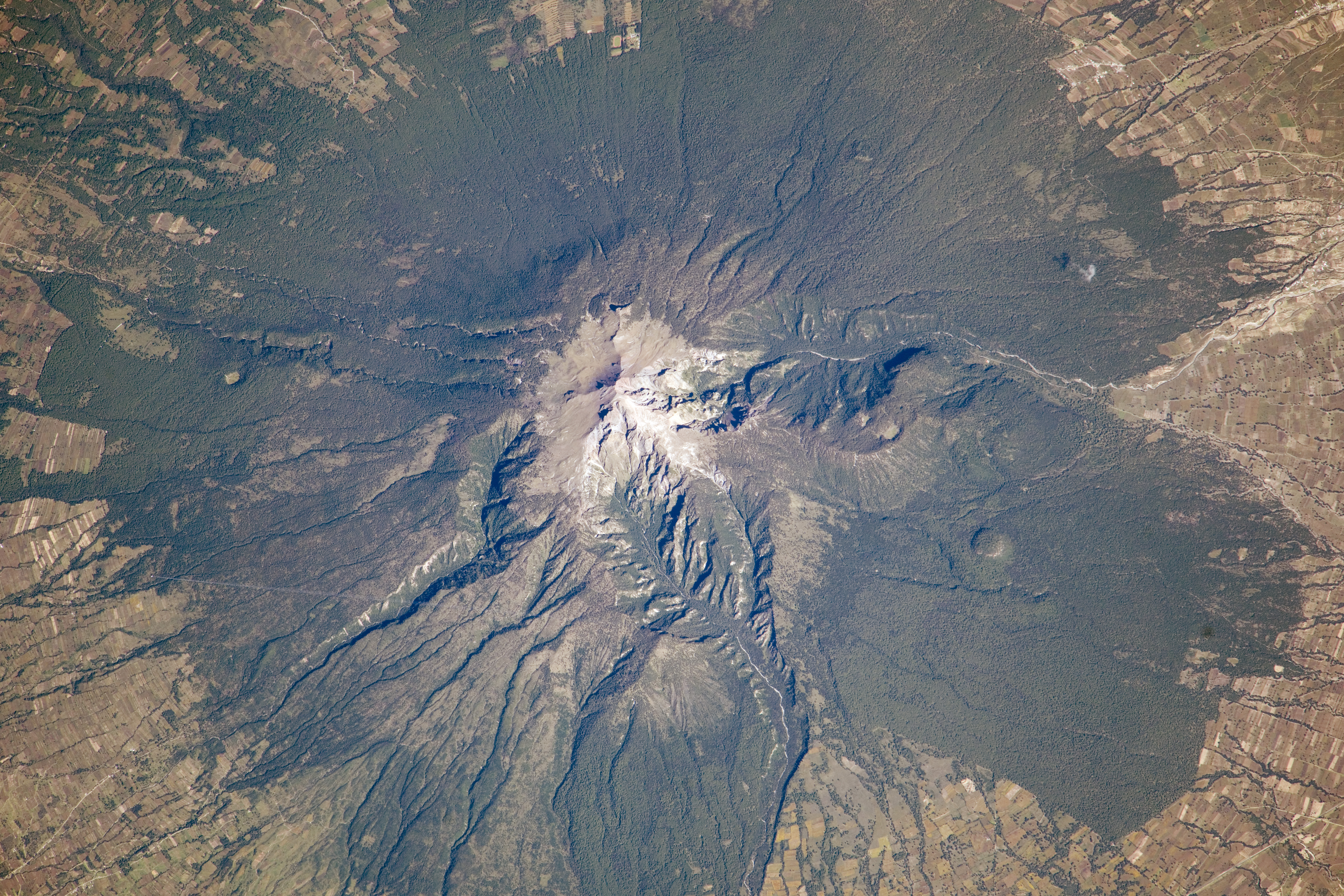
Vista satelital del volcán La Malinche

La superficie estatal queda comprendida en la provincia fisiográfica: Eje Neovolcánico. En el estado existe una llanura que se extiende en el noroccidente y suroriente de la delimitación estatal.
La zona occidental la conforman sierras de origen ígneo extrusivo o volcánico (se forman cuando el magma o roca derretida sale de las profundidades hacia la superficie de la Tierra) tal es el caso del volcán La Malinche, con una altitud de 4420 m s. n. m. (metros sobre el nivel del mar), separada por una llanura y lomerío.
Hacia el norte hay una sierra en la parte noroccidental que ha desarrollado un lomerío. En la parte oriental hay lomeríos, sierras y una pequeña sierra con forma de meseta en donde se encuentran elevaciones superiores a 3200 m s. n. m., la poblaciones más altas del estado son Calpulalpan y Tlaxco, con 2591 y 2588 m s. n. m., respectivamente, mientras que la altura más baja se localiza en el suroccidente del estado con 2200 m s. n. m.

### Clima

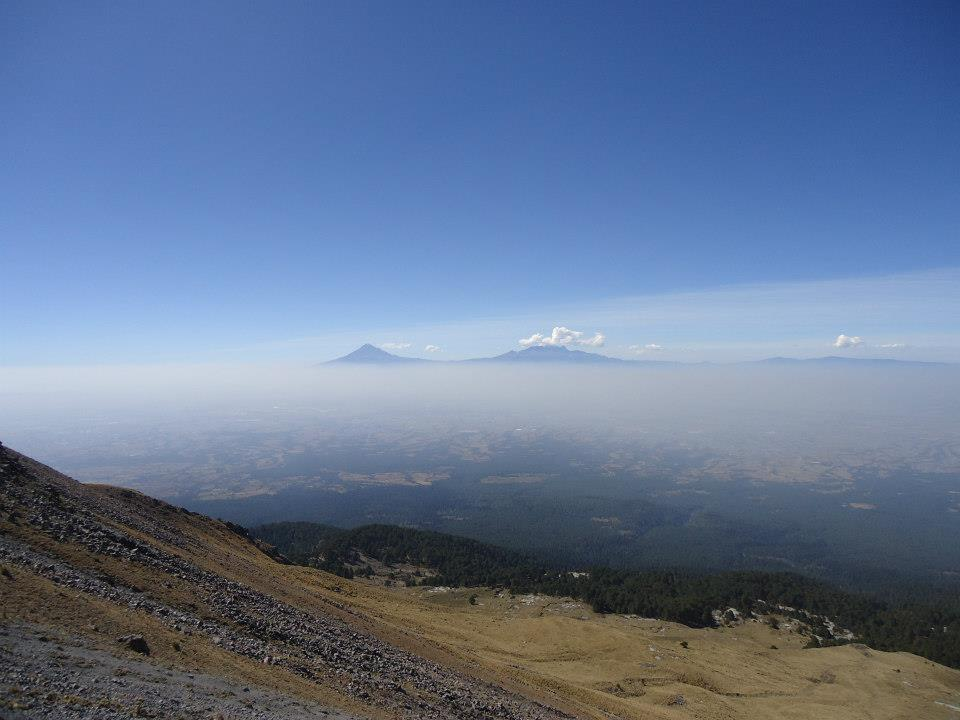
Valle de Tlaxcala.

El 99.2 % de la superficie del estado presenta clima templado subhúmedo, el 0.6 % presenta clima seco y semiseco, localizado hacia la región este, el restante 0.2 % presenta clima frío, localizado en la cumbre de La Malinche. La temperatura media anual es de 14 °C. La temperatura máxima promedio es de alrededor de 25 °C y se presenta en los meses de abril y mayo. La temperatura mínima promedio es de 1.5 °C en el mes de enero.
La precipitación media estatal es de 720 mm anuales; las lluvias se presentan en verano en los meses de junio a septiembre. En el estado de Tlaxcala la agricultura que se ejerce en su mayoría es de temporal y el clima templado subhúmedo de la región favorece el desarrollo de diversos cultivos como maíz, haba, frijol, lechuga, espinaca, amaranto, alfalfa, ajo, cebolla y col, entre otros.
En el municipio de San Damián Texoloc, el clima es templado subhúmedo con lluvias casi regulares en los meses de julio a septiembre con vientos mínimos. Los meses que presentan elevadas temperaturas son marzo-junio con temperaturas máximas de 24.3 °C y la mínima con 7.2 °C. Debido a estas temperaturas, sus principales cultivos son maíz, frijol y alfalfa.
En el municipio de Tlaxco, el clima es semifrío con lluvias regulares en los meses de julio a octubre. Los meses con elevadas temperaturas son mayo a julio llegando a los 28 °C y en los meses de noviembre a febrero tiene una mínima de temperatura llegando algunos días por debajo de −1 °C. El mes de diciembre presenta heladas continuas. Su principal agricultura es maíz, cebada y trigo, entre otras.

Paisajes bioclimáticos de Tlaxcala
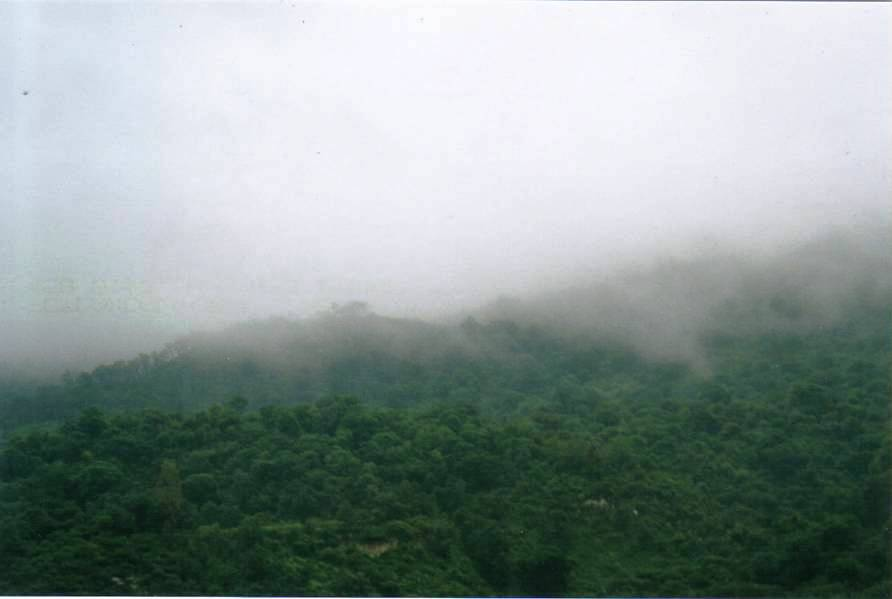
Sierra de Tlaxcala Tlaxcala de Xicohténcatl
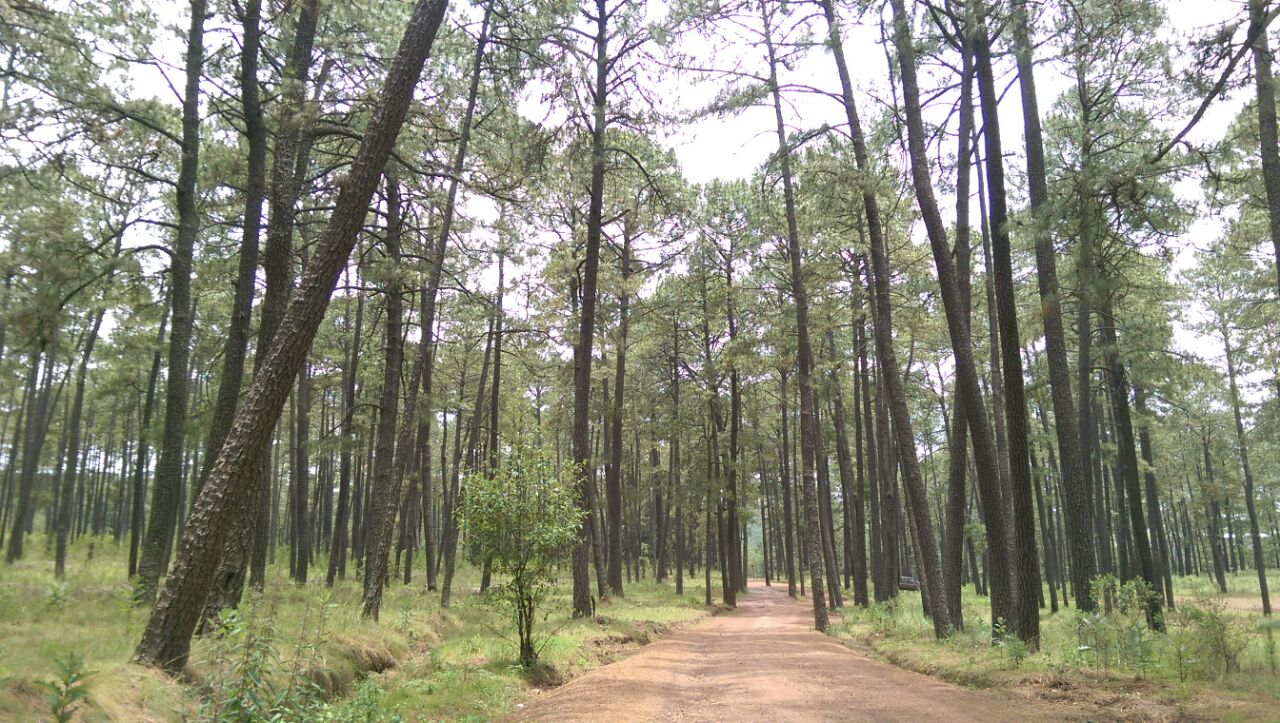
Bosque de Tepuente Nanacamilpa
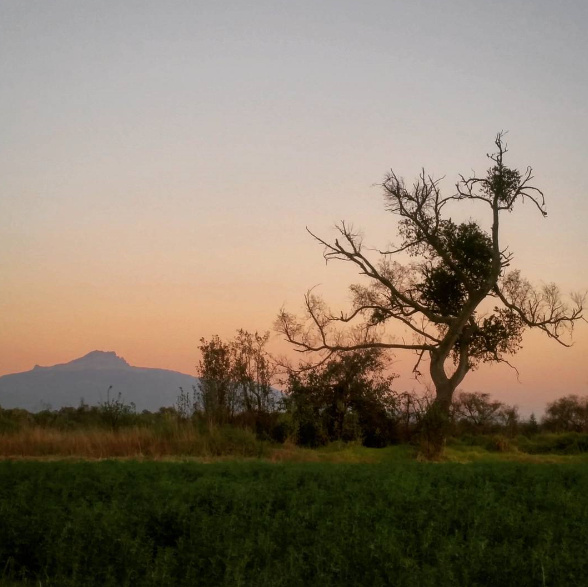
La Vega Zacatelco
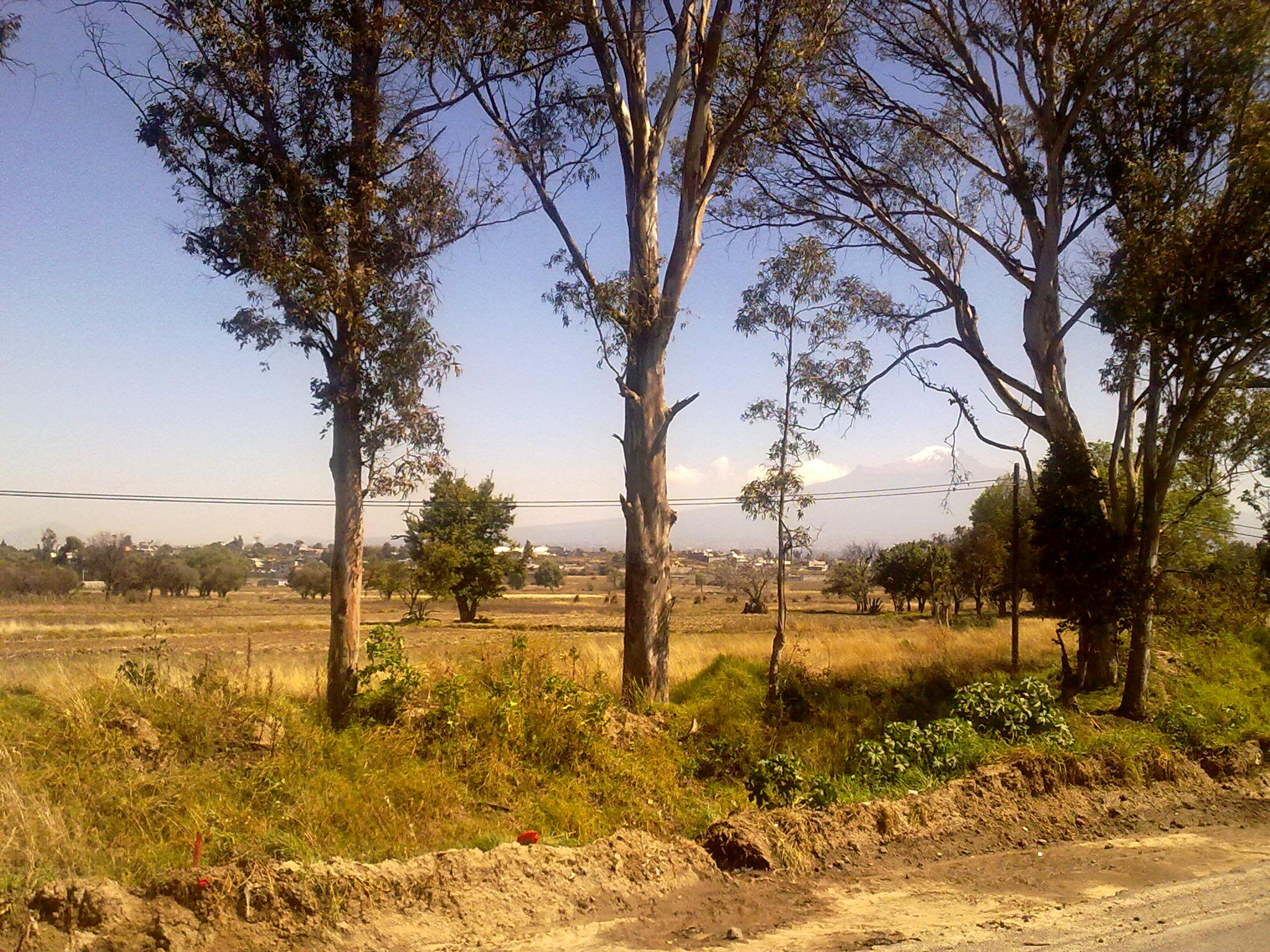
Guadalupe Acuitlapilco
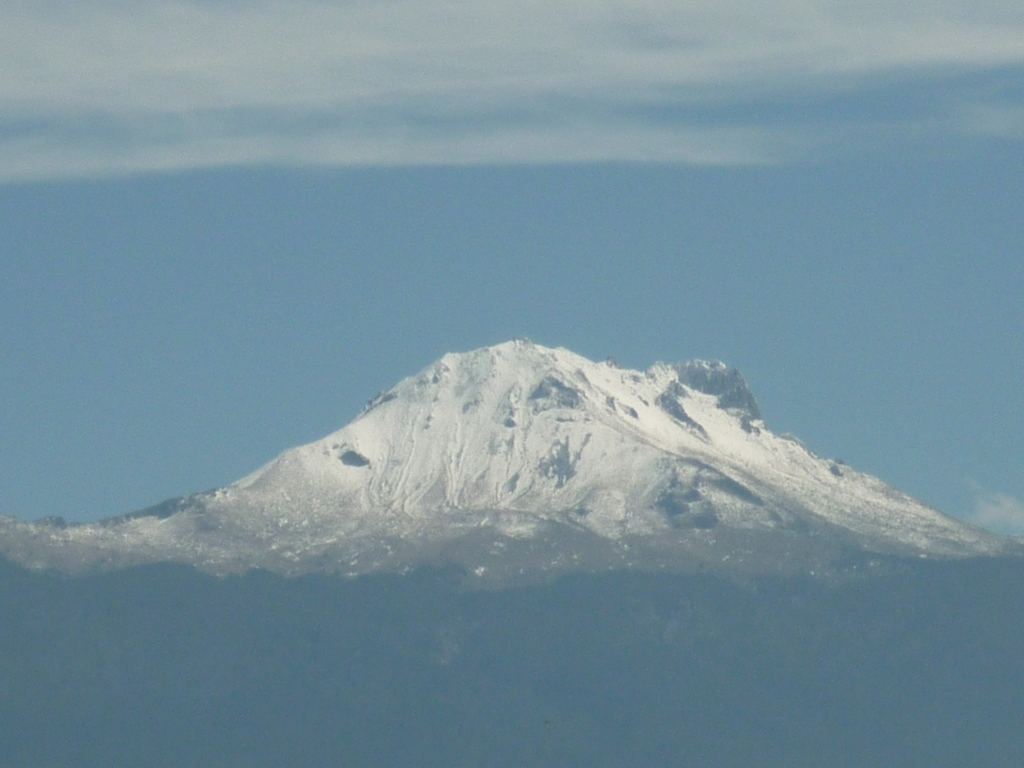
Volcán La Malinche Valle de Tlaxcala
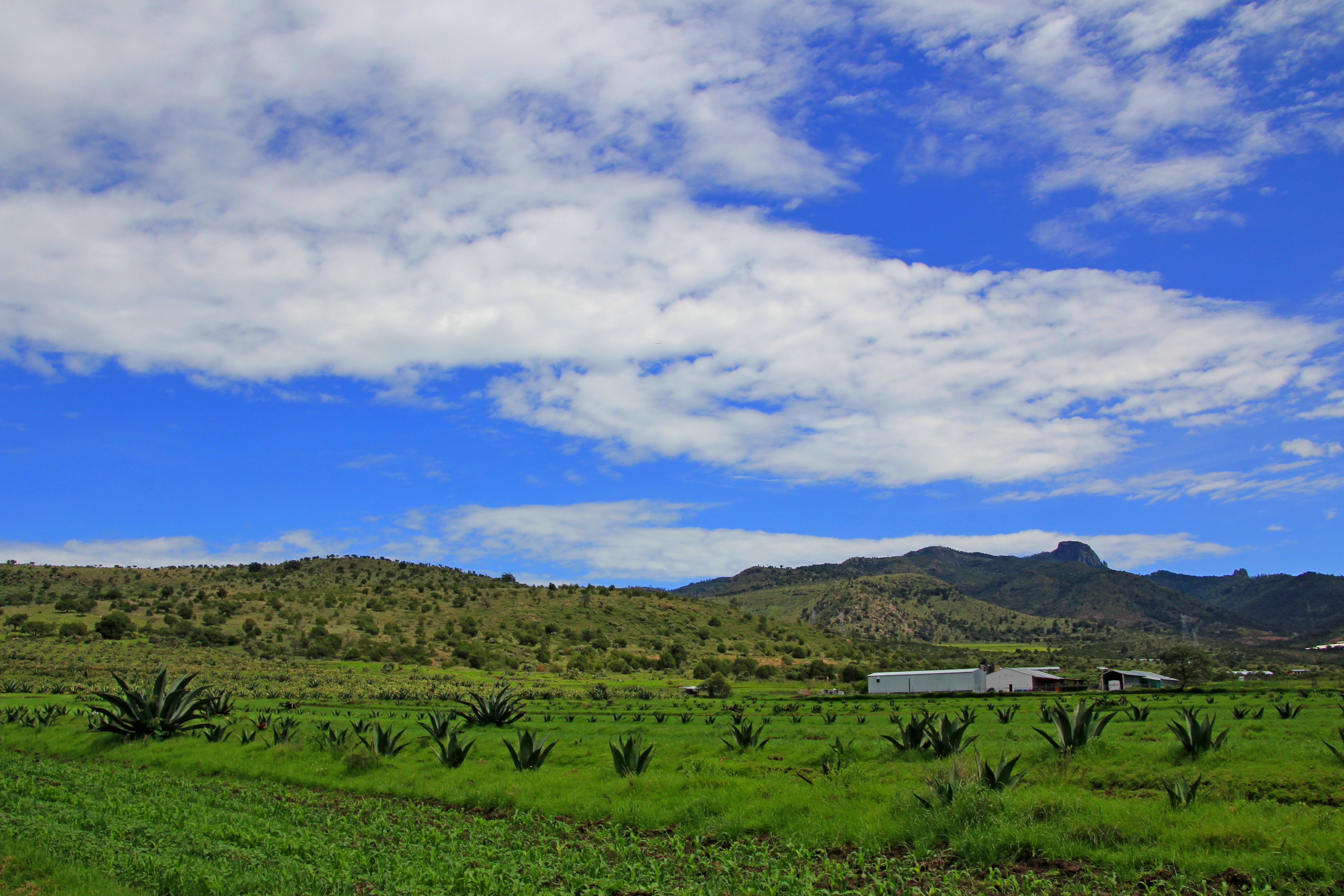
Sierra de Tlaxco Tlaxco
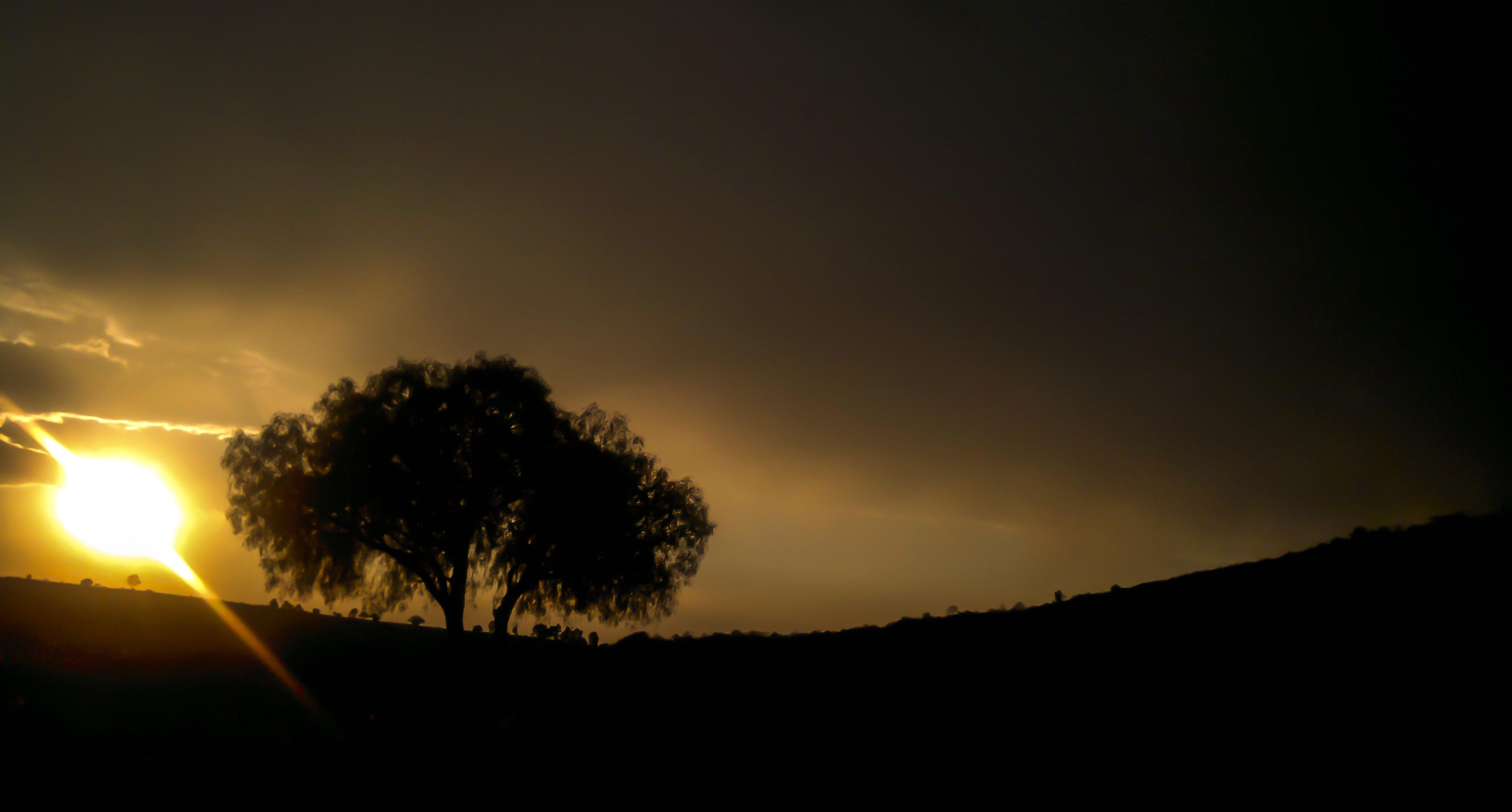
Colinas de Tepeyanco Tepeyanco
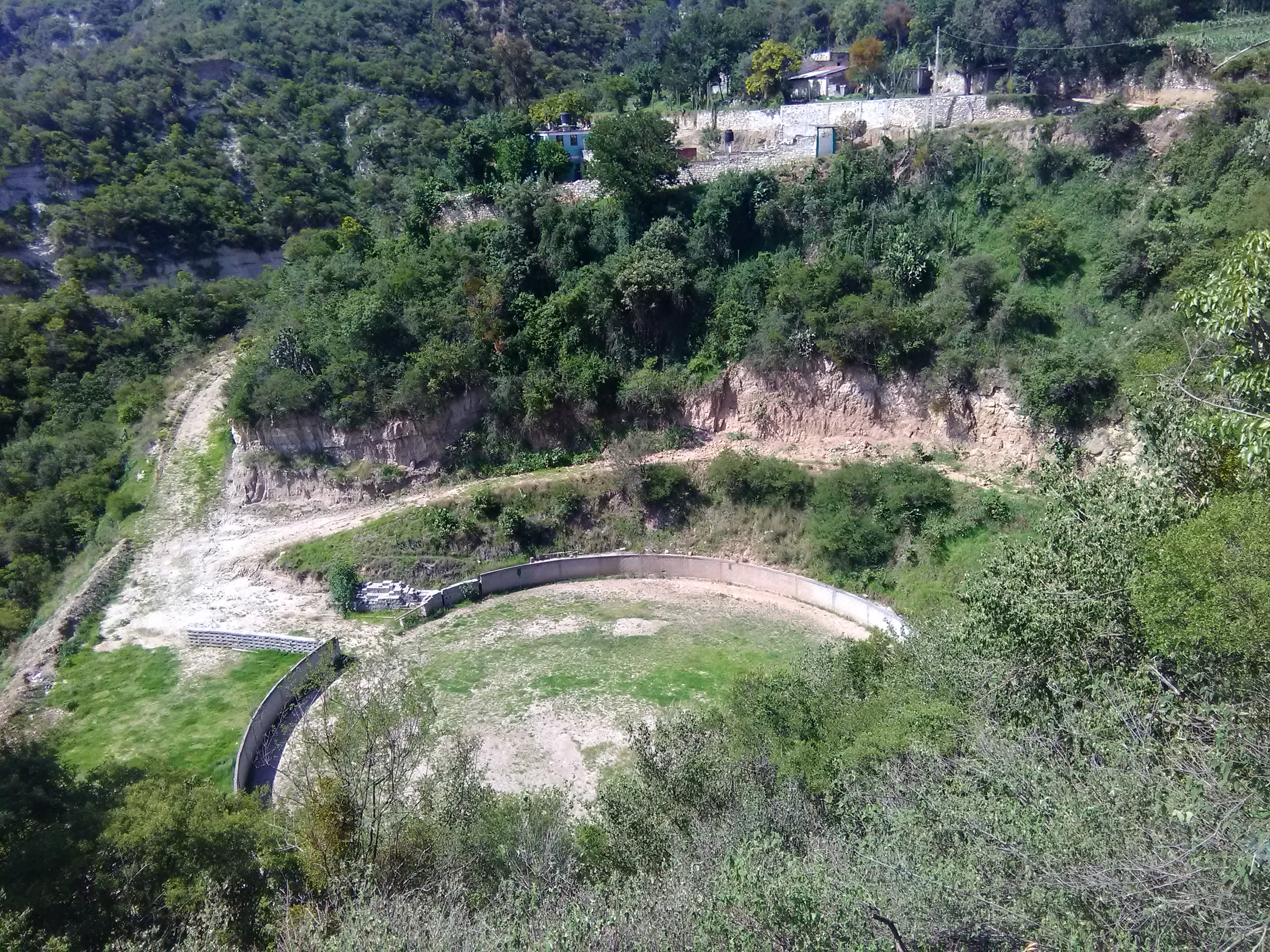
Los Reyes Quiahuitztlán Totolac
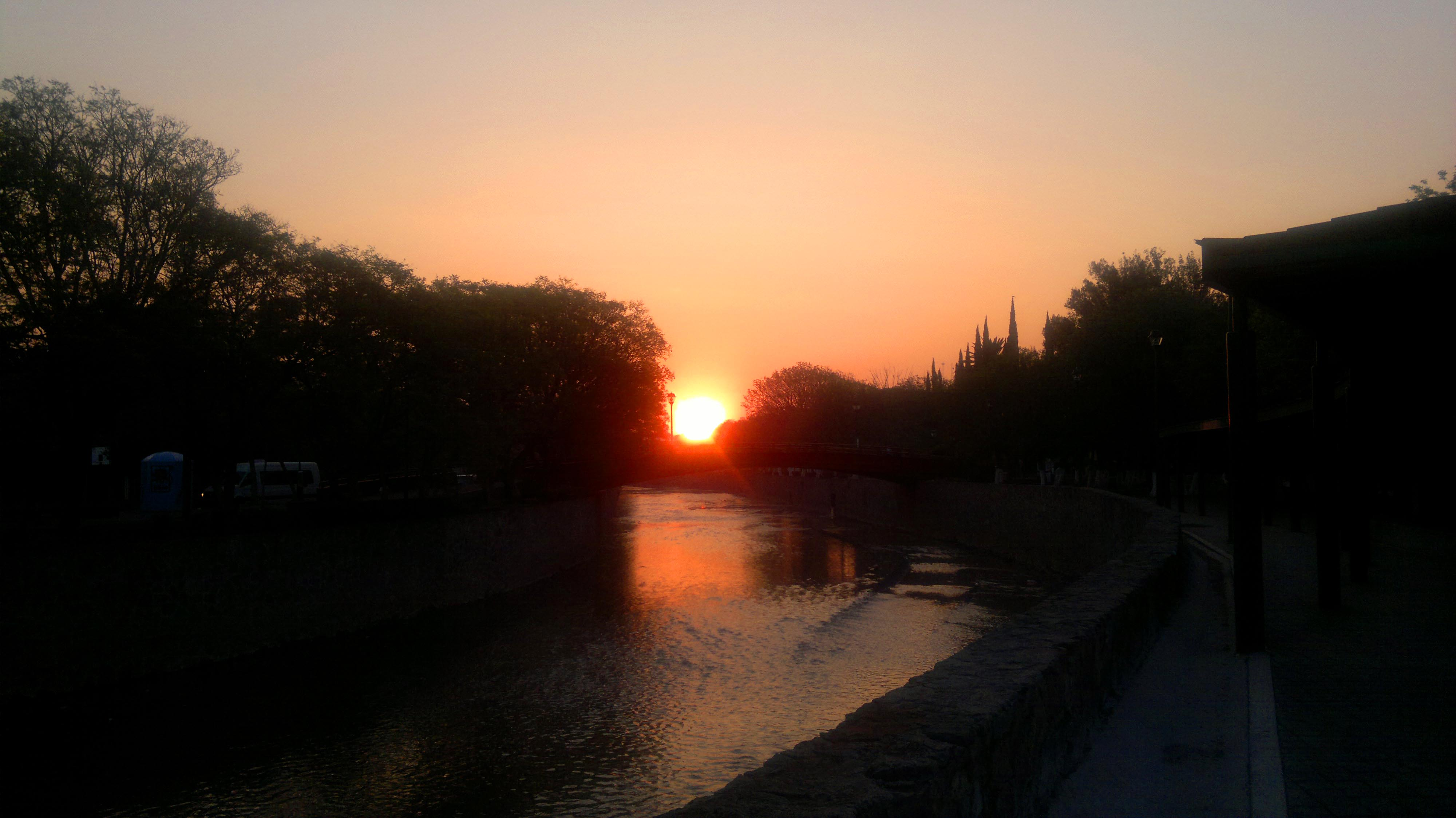
Río Zahuapan Tlaxcala de Xicohténcatl
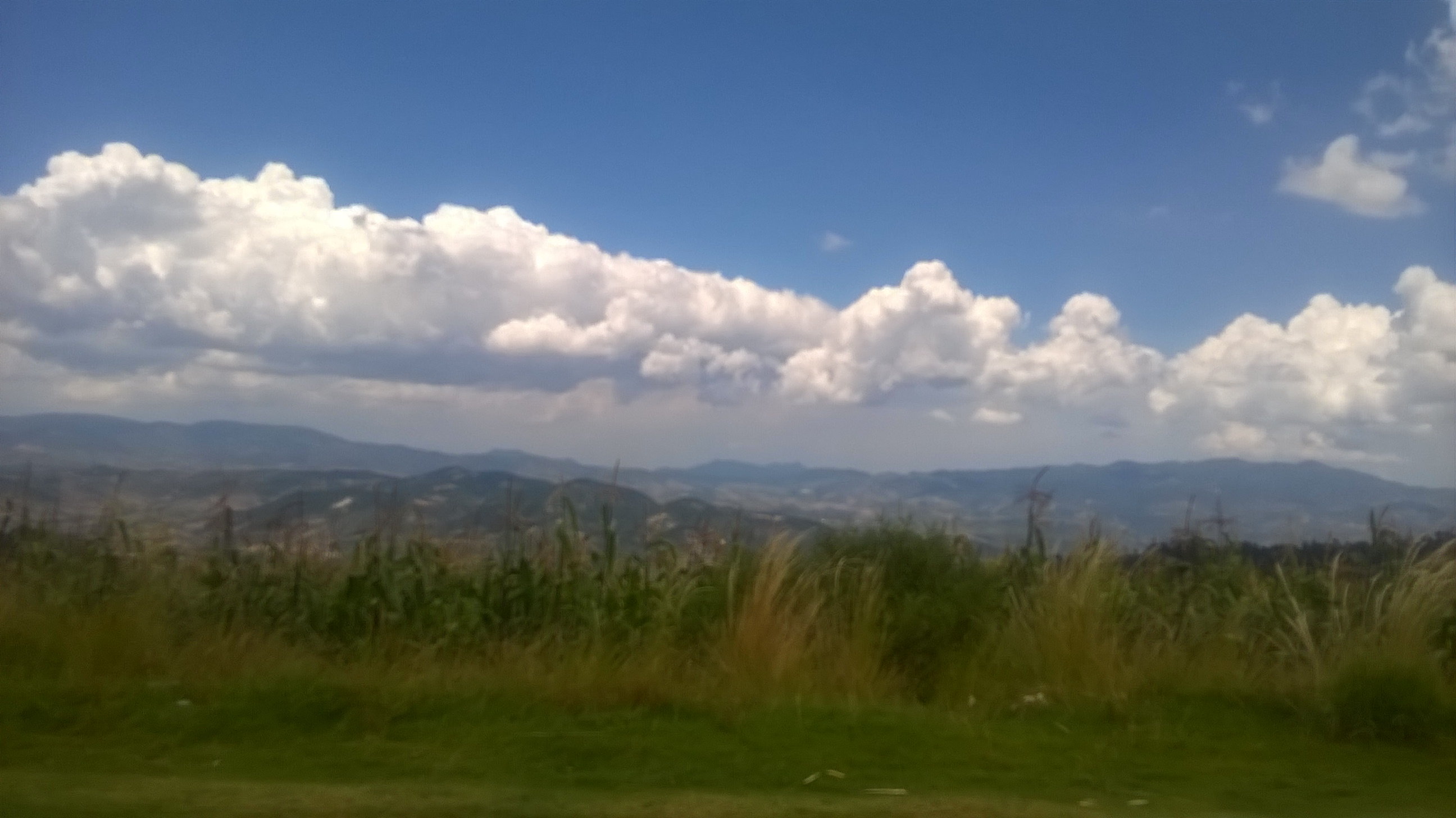
Villa Real Terrenate
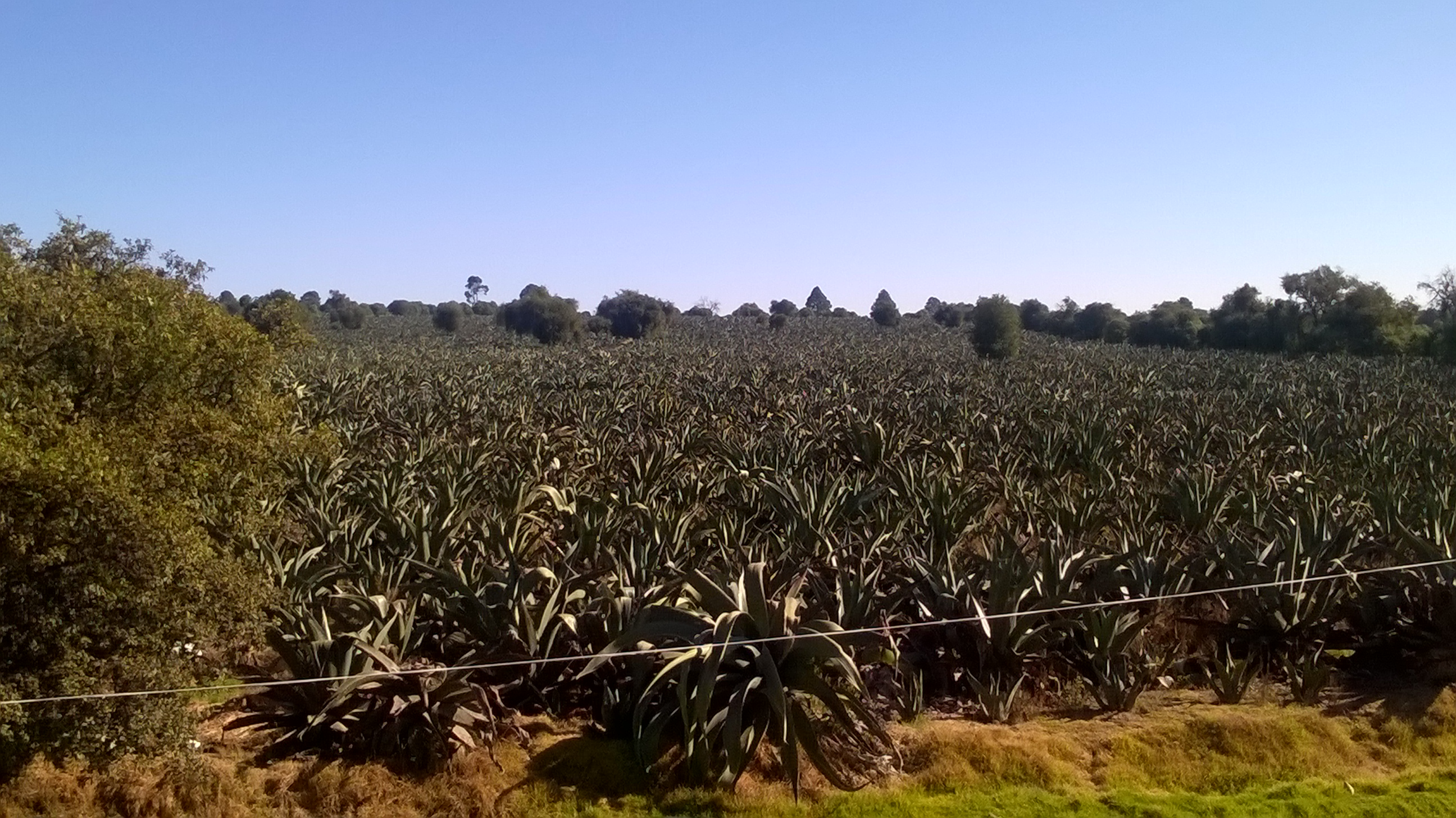
Rancho del Razo Nanacamilpa

### Flora y fauna
Tlaxcala cuenta únicamente con el 17 % de su superficie cubierta de vegetación natural. La otra parte son cultivos agrícolas, asentamientos humanos y dedicados a otro tipo de actividades, y es en las áreas naturales donde se localiza la mayor diversidad y abundancia de fauna. A la fecha se tienen identificadas 280 especies de aves, de las cuales 35 son aves canoras y de ornato. La más alta riqueza de fauna se encuentra en la región de La Malinche y en la región noroeste del estado. Respecto a los mamíferos, las especies más frecuentes son los conejos y tlacuaches, y entre las especies de poblaciones bajas se encuentran los coyotes, armadillos, mapaches y gato montés.
La flora se encuentra comprendida de maguey, árboles frutales (ciruelo, chabacano, chirimoya, durazno, guayaba, higo, lima, limón, manzana, naranjo, nogal, pera, perón tejocote), uva y xoconochtle. Entre la fauna doméstica existen ganados vacuno, ovino, caprino, porcino, asnal y equino, aves de corral, perros y gatos. En cuanto a la fauna silvestre se halla, ardillas, armadillos, cacomixtle, conejo, coyote, liebre, murciélago, onza, rata casera y de campo, ratón, tejón, tlacuache, tuza, zorro, zorrillo, lechuza, lagartija, víbora de cascabel, cenzontle y zopilote.

Flora y Fauna del estado de Tlaxcala
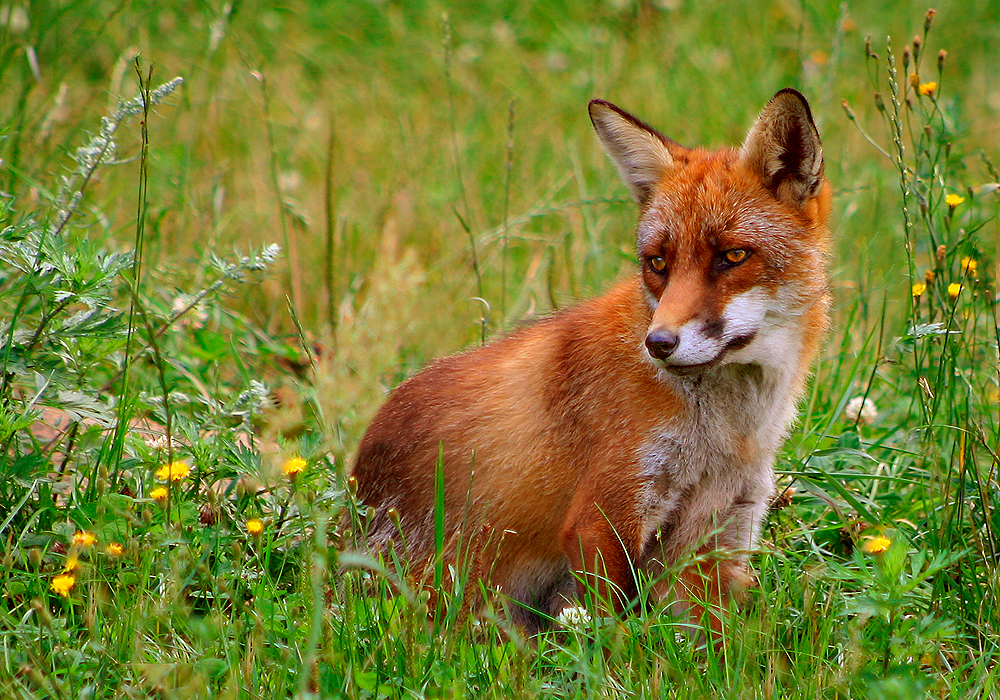
Vulpes
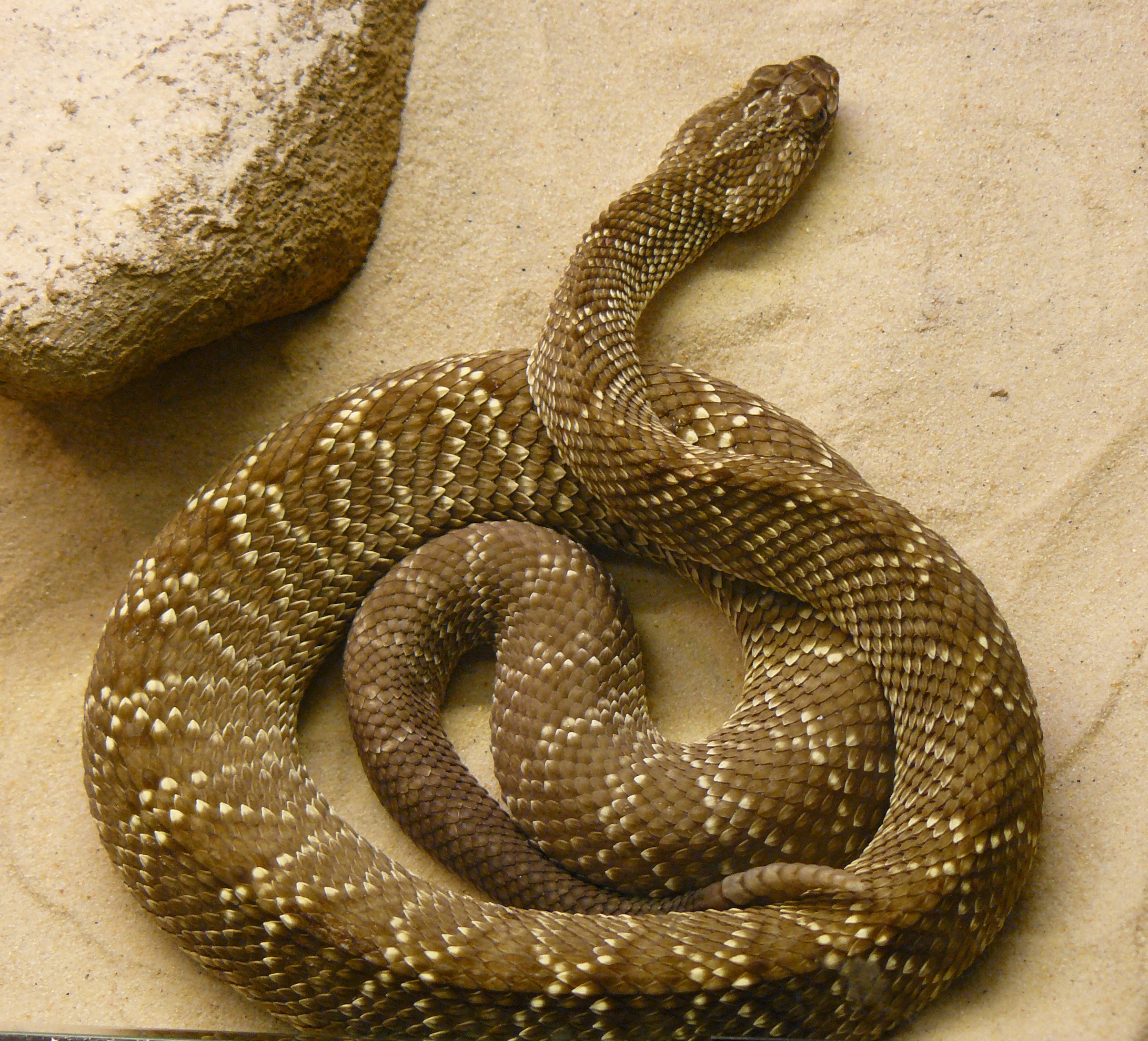
Crotalus
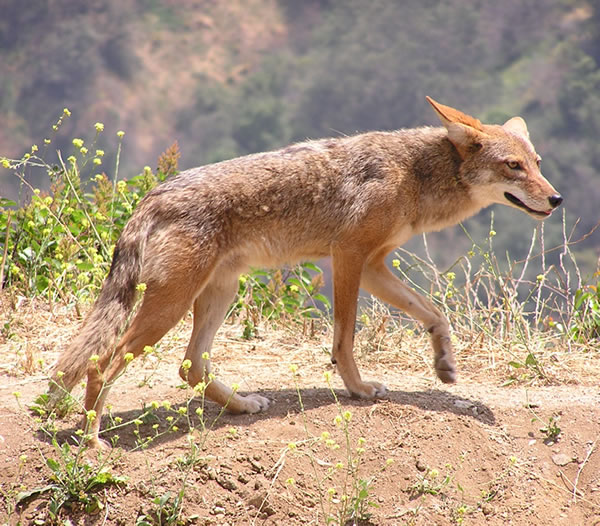
Canis latrans
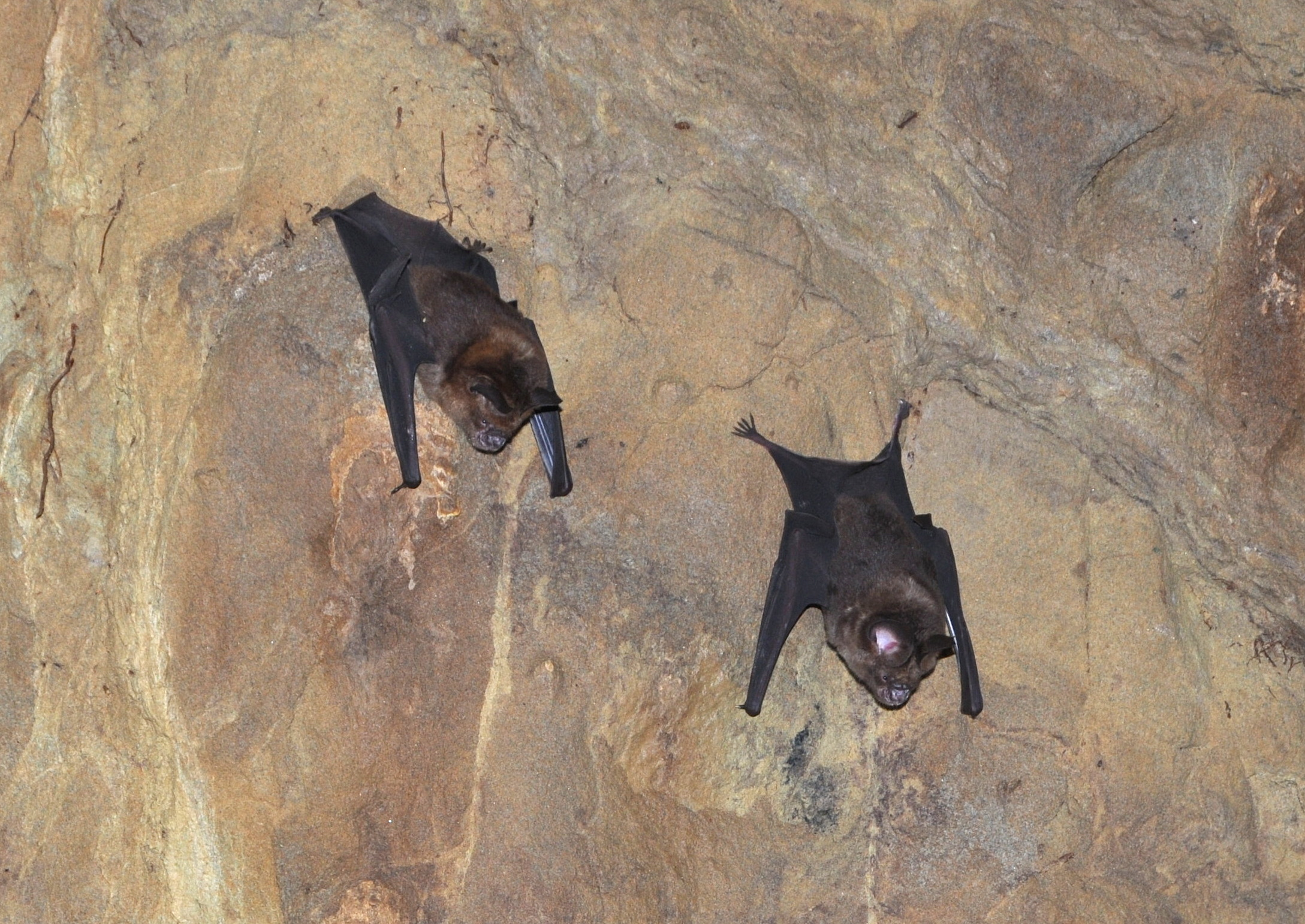
Chiroptera
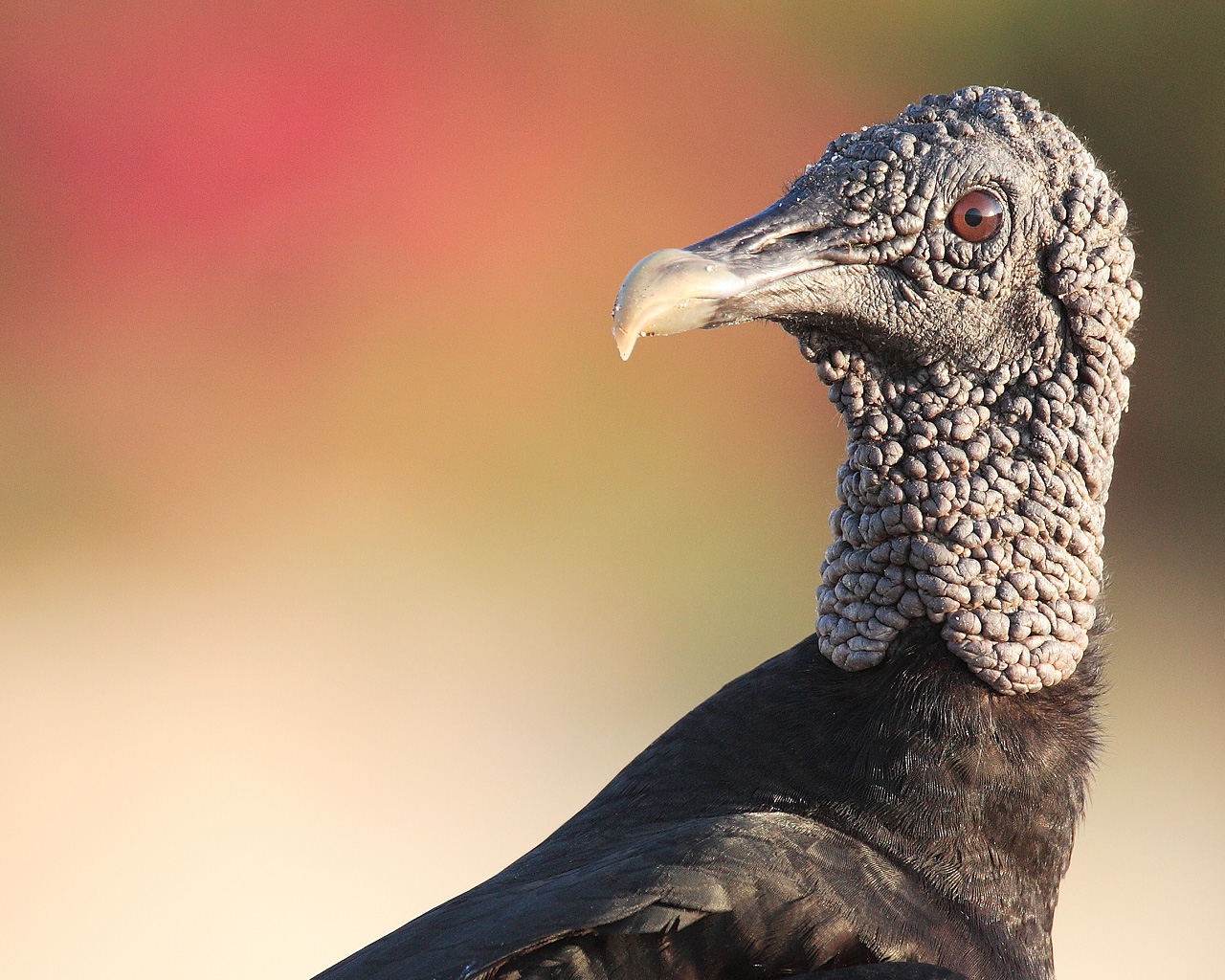
Coragyps atratus
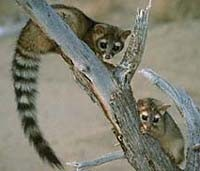
Bassariscus astutus
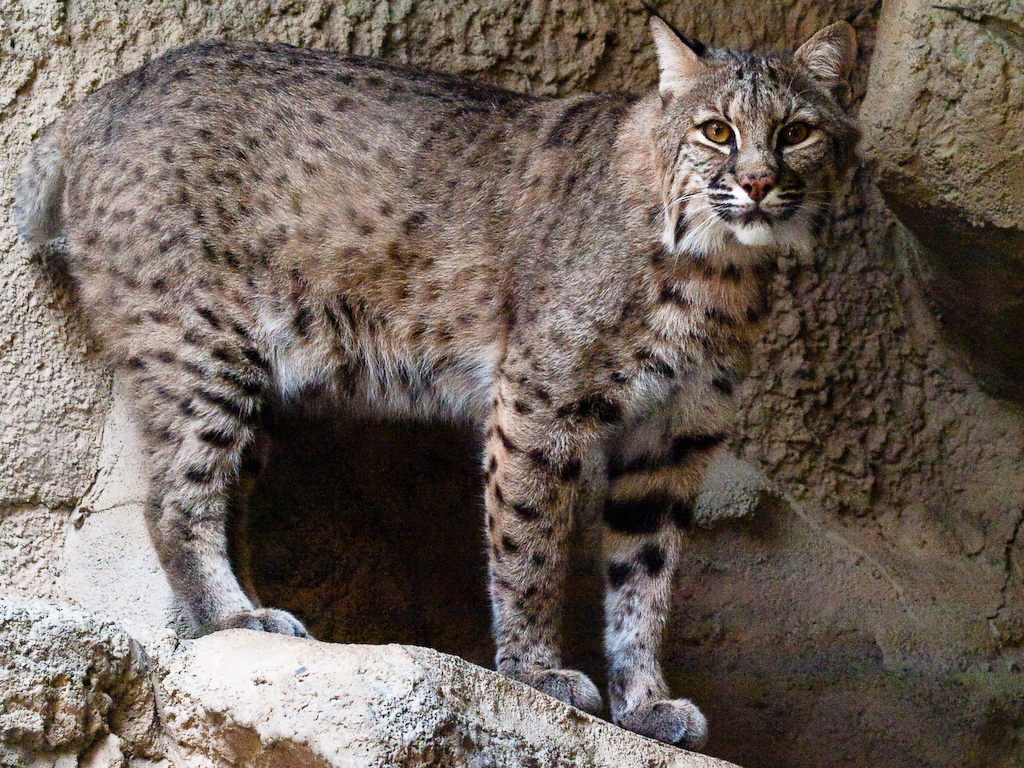
Lynx rufus
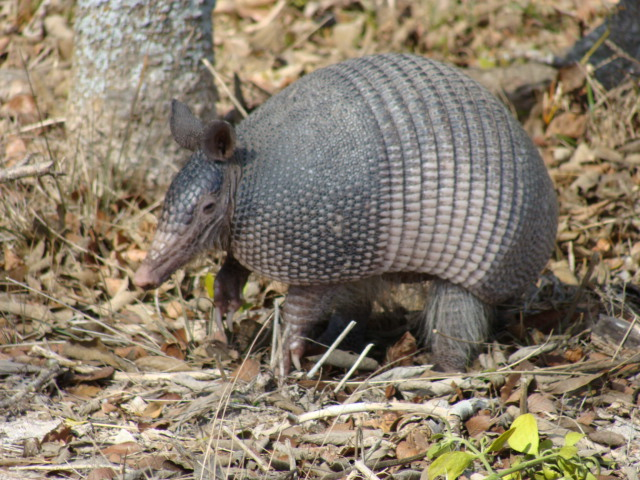
Dasypodidae
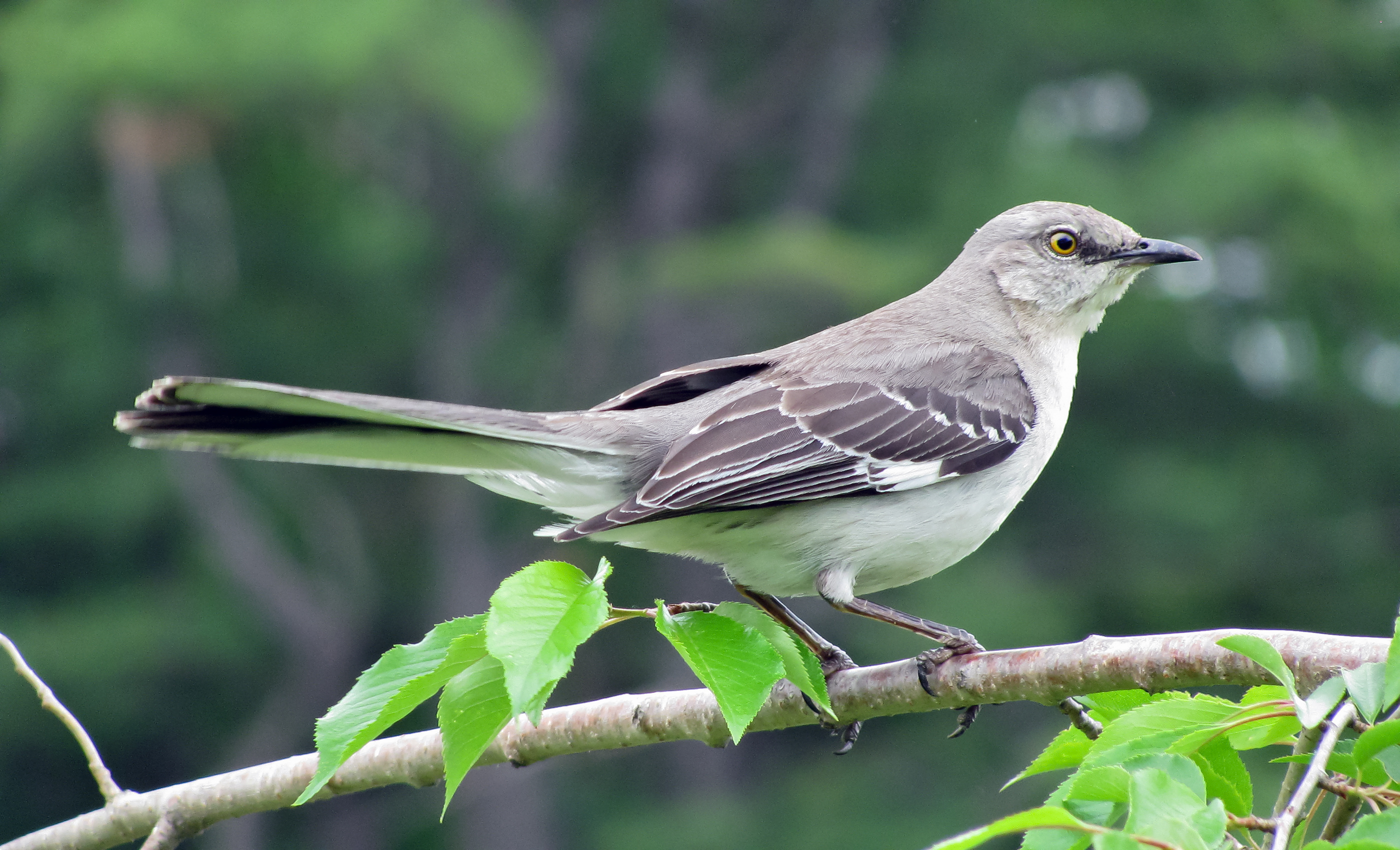
Mimus polyglottos
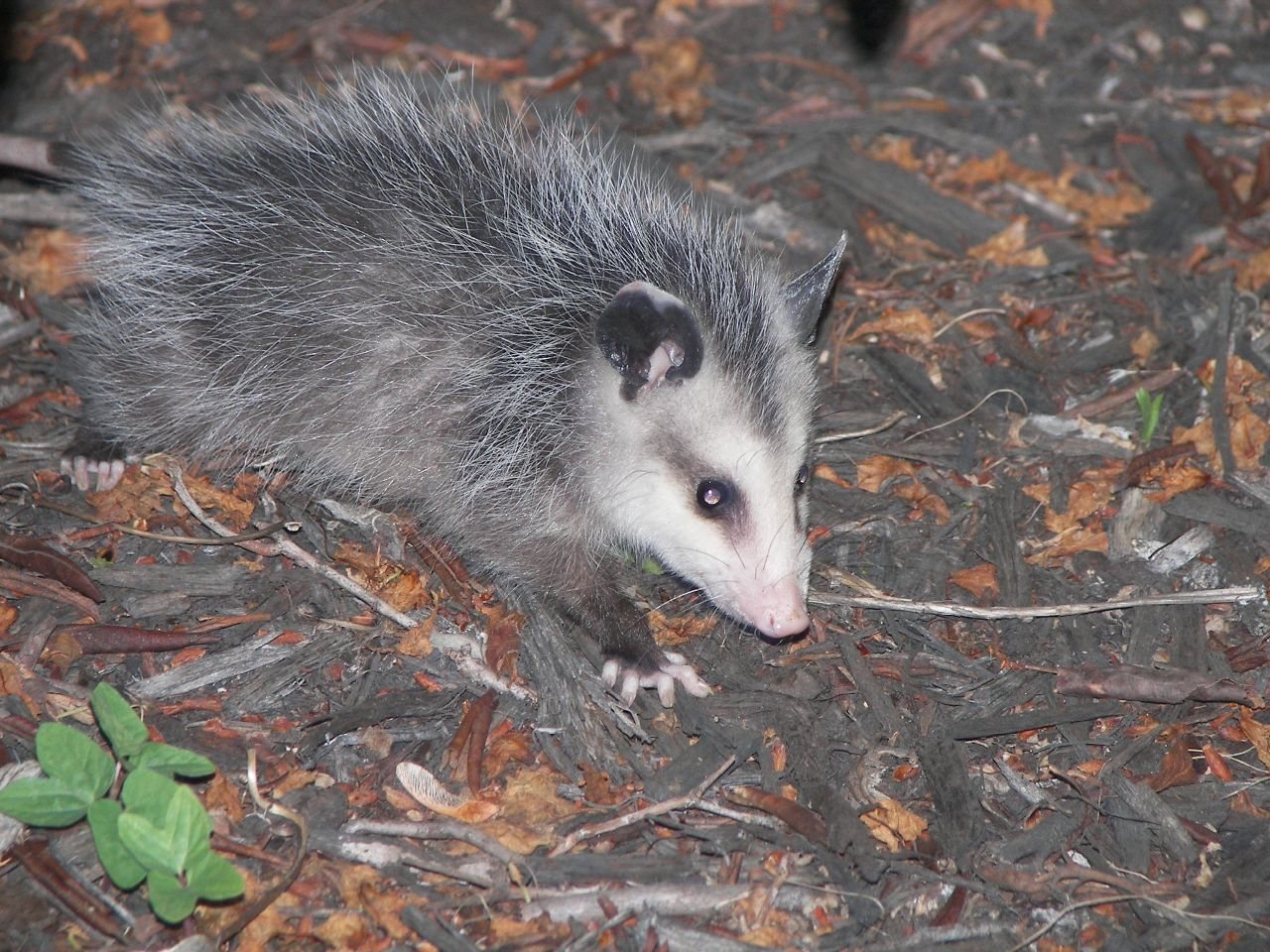
Didelphis marsupialis
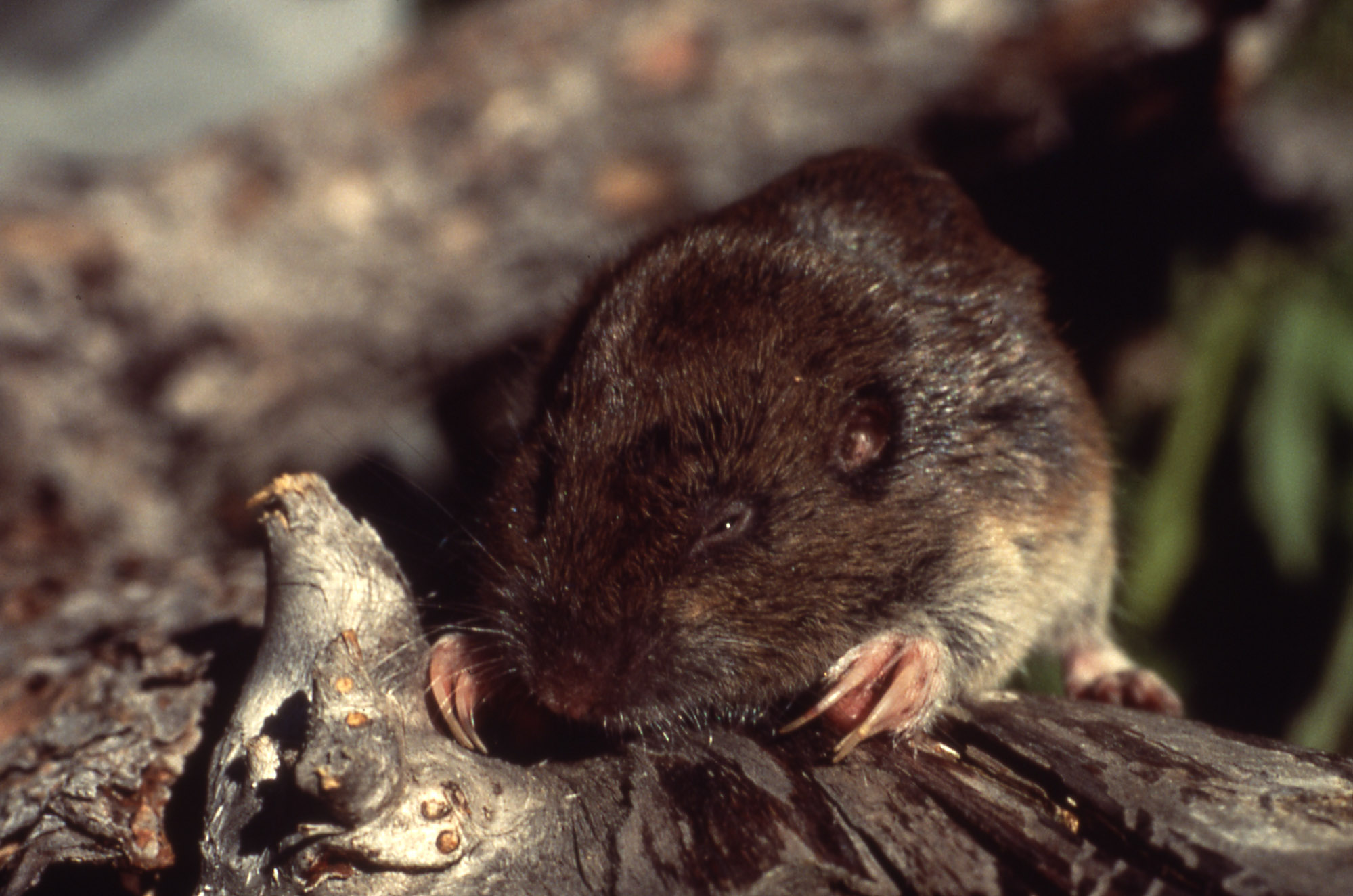
Geomyidae
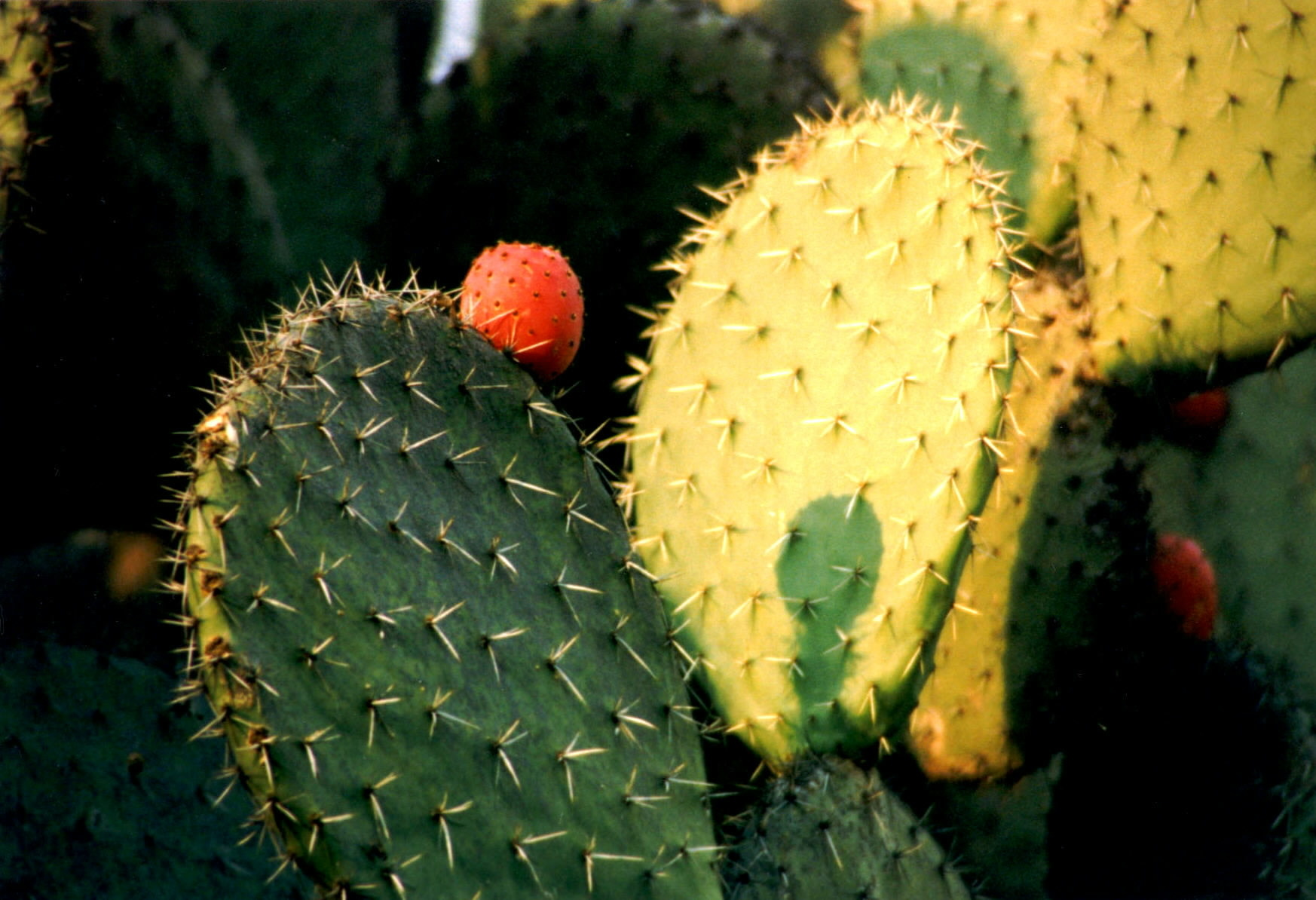
Opuntia ficus indica
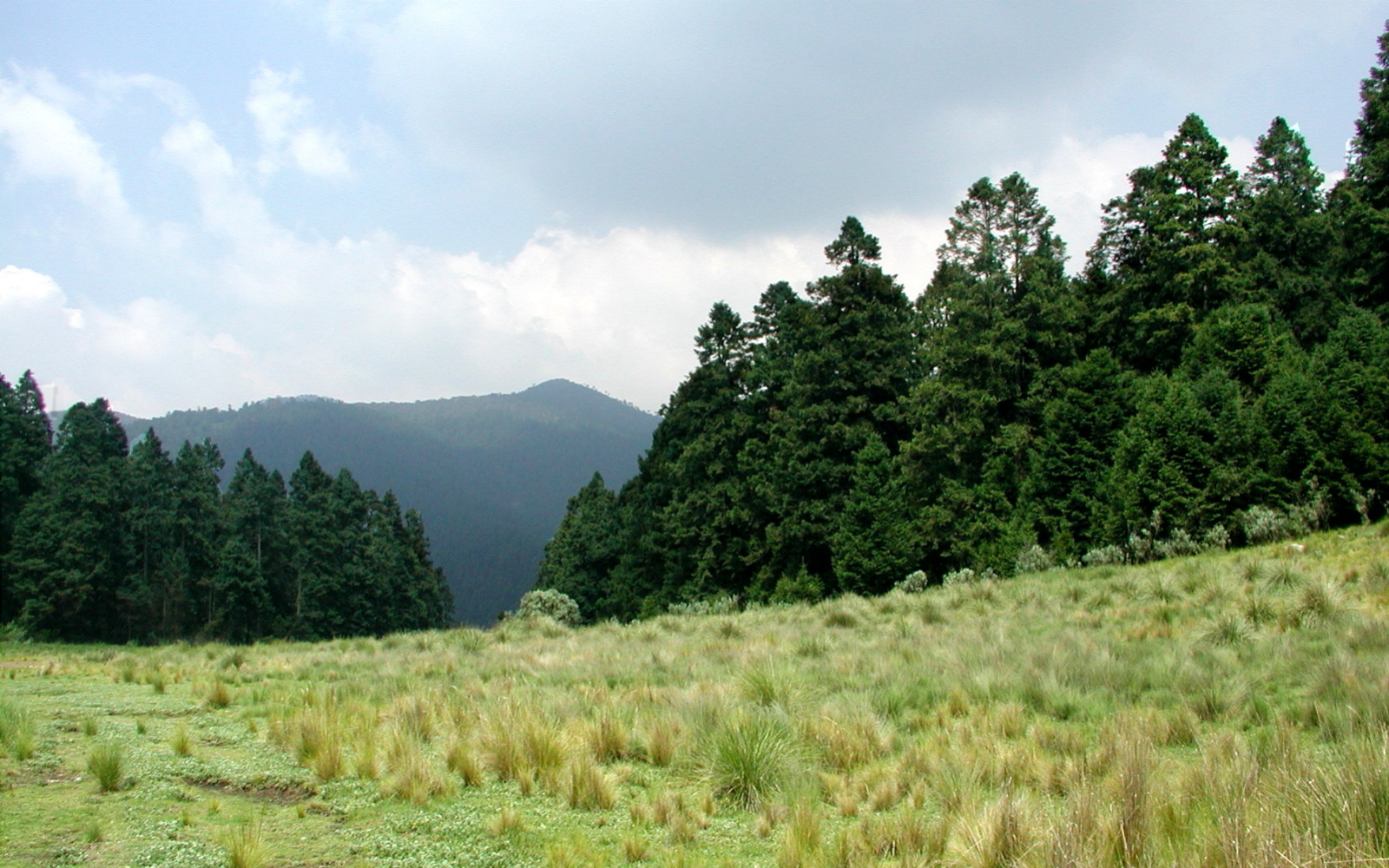
Abies religiosa
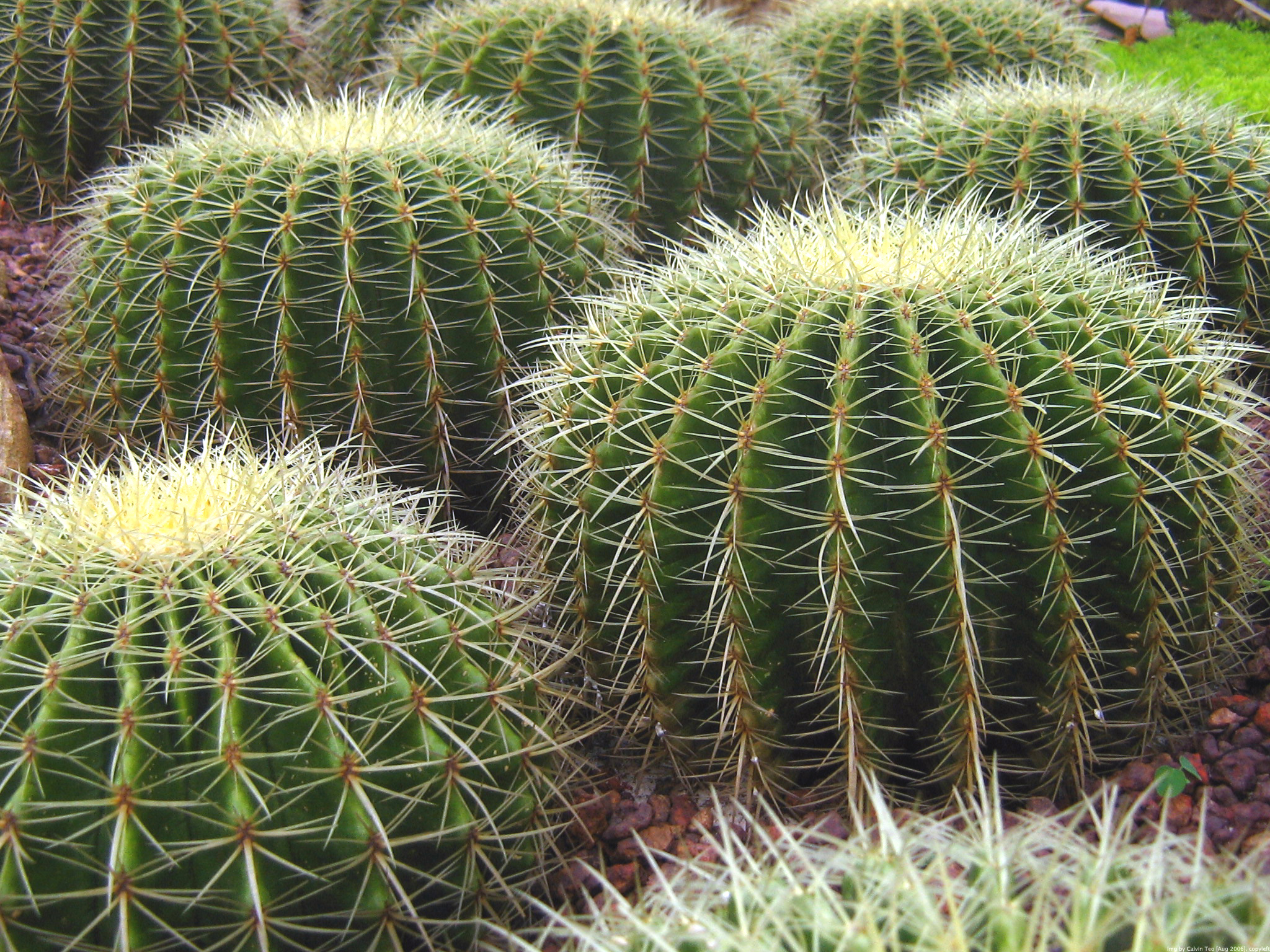
Kroenleinia grusonii
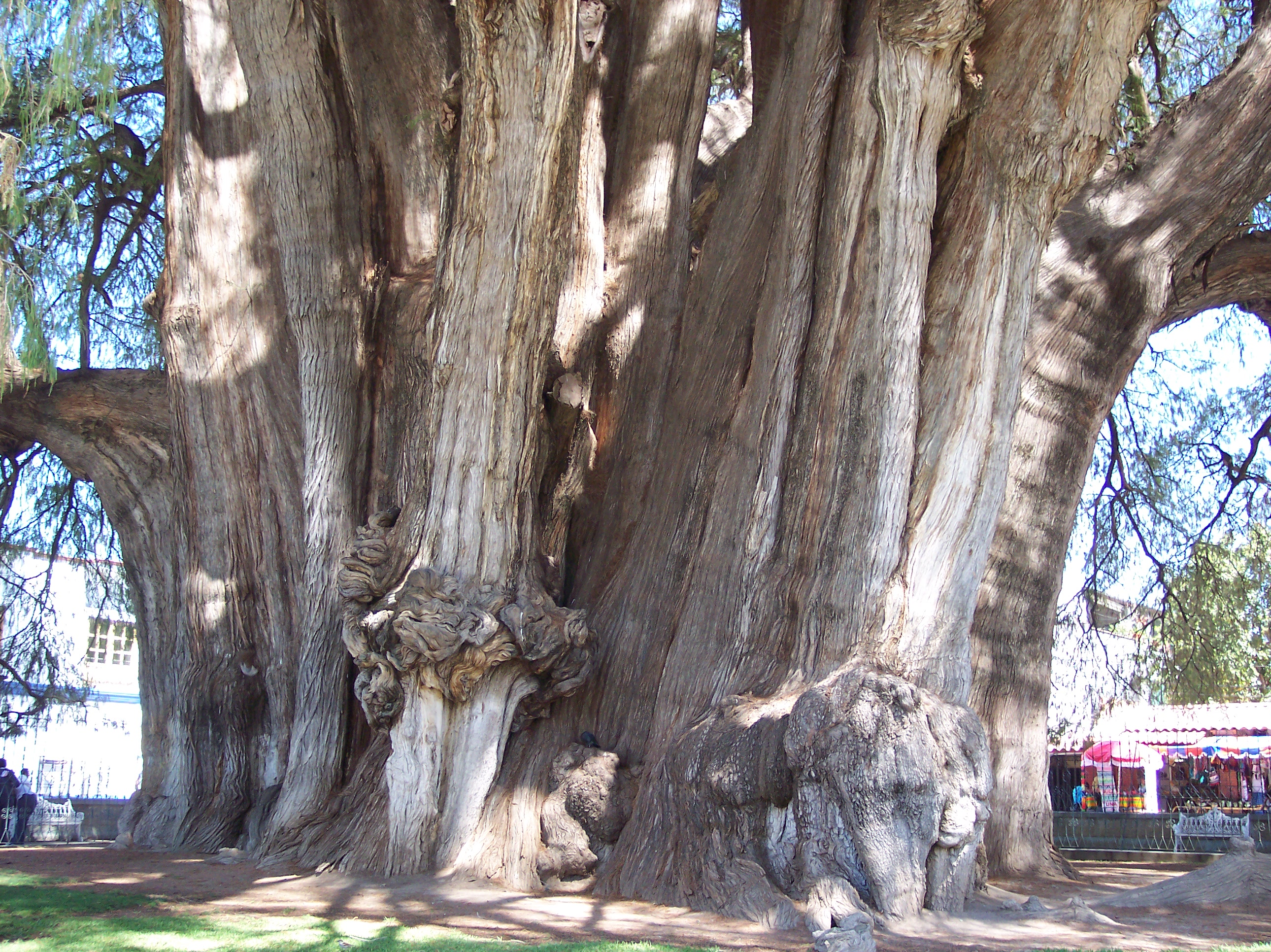
Taxodium mucronatum
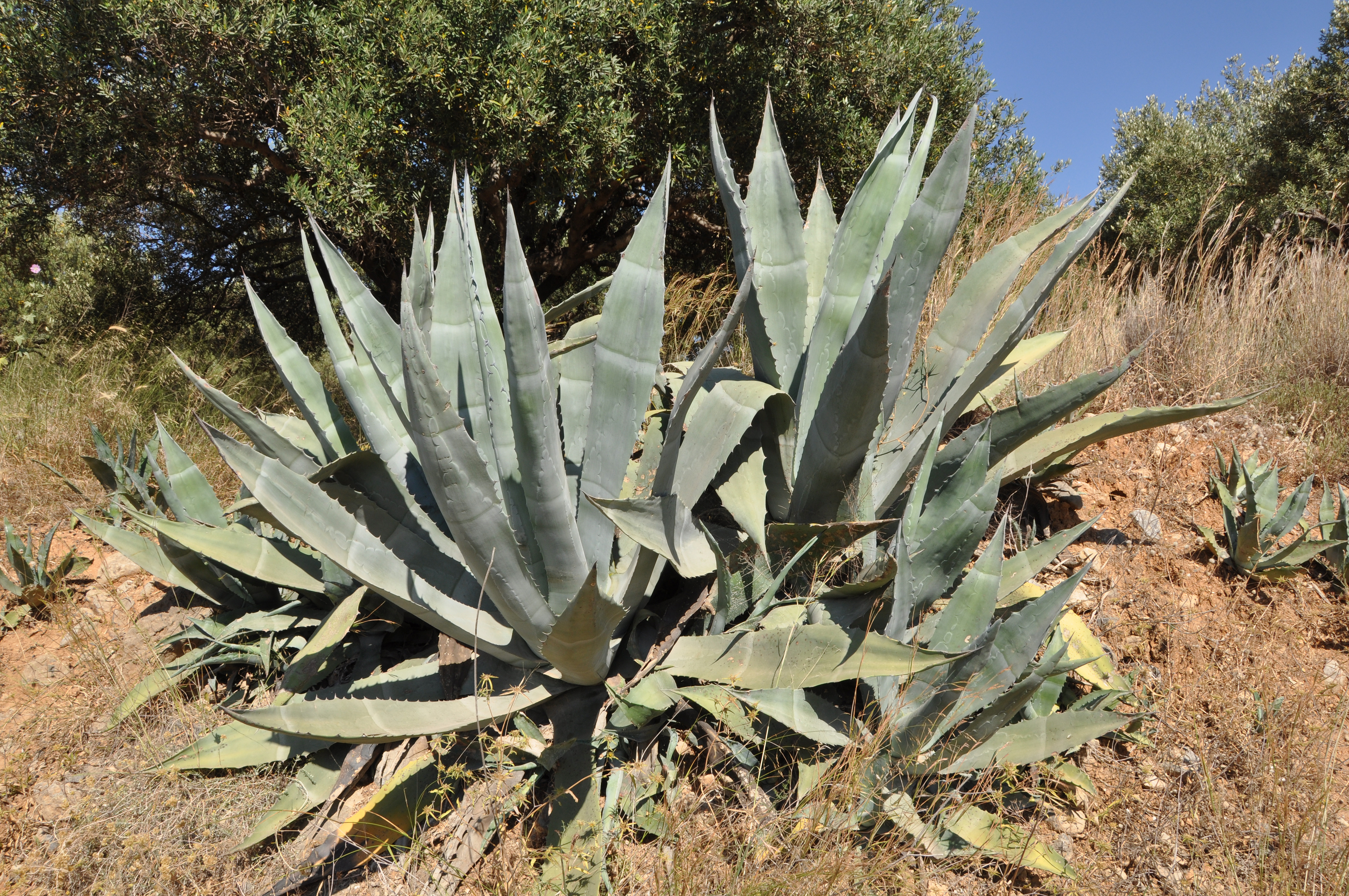
Agave
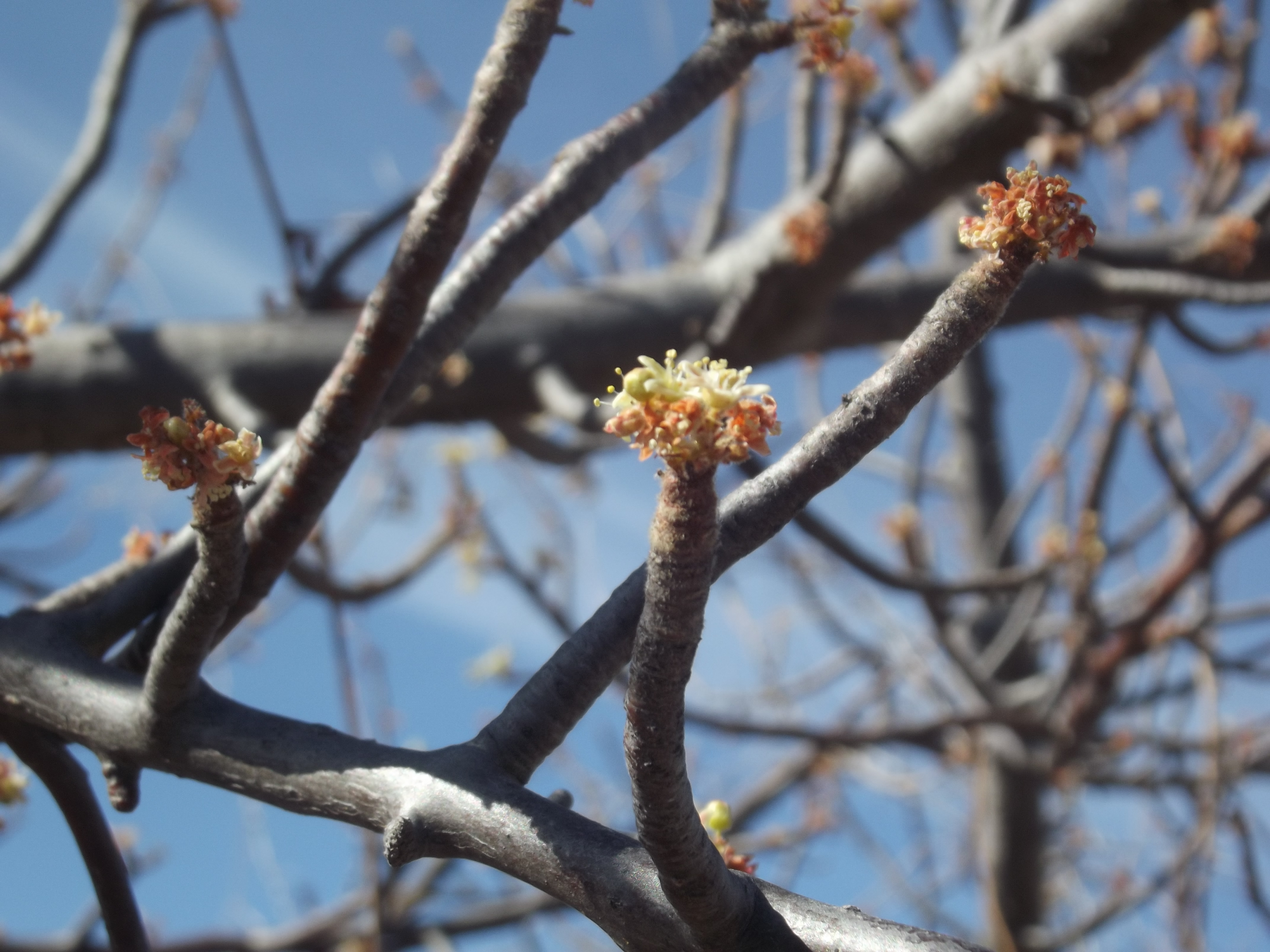
Prunus domestica
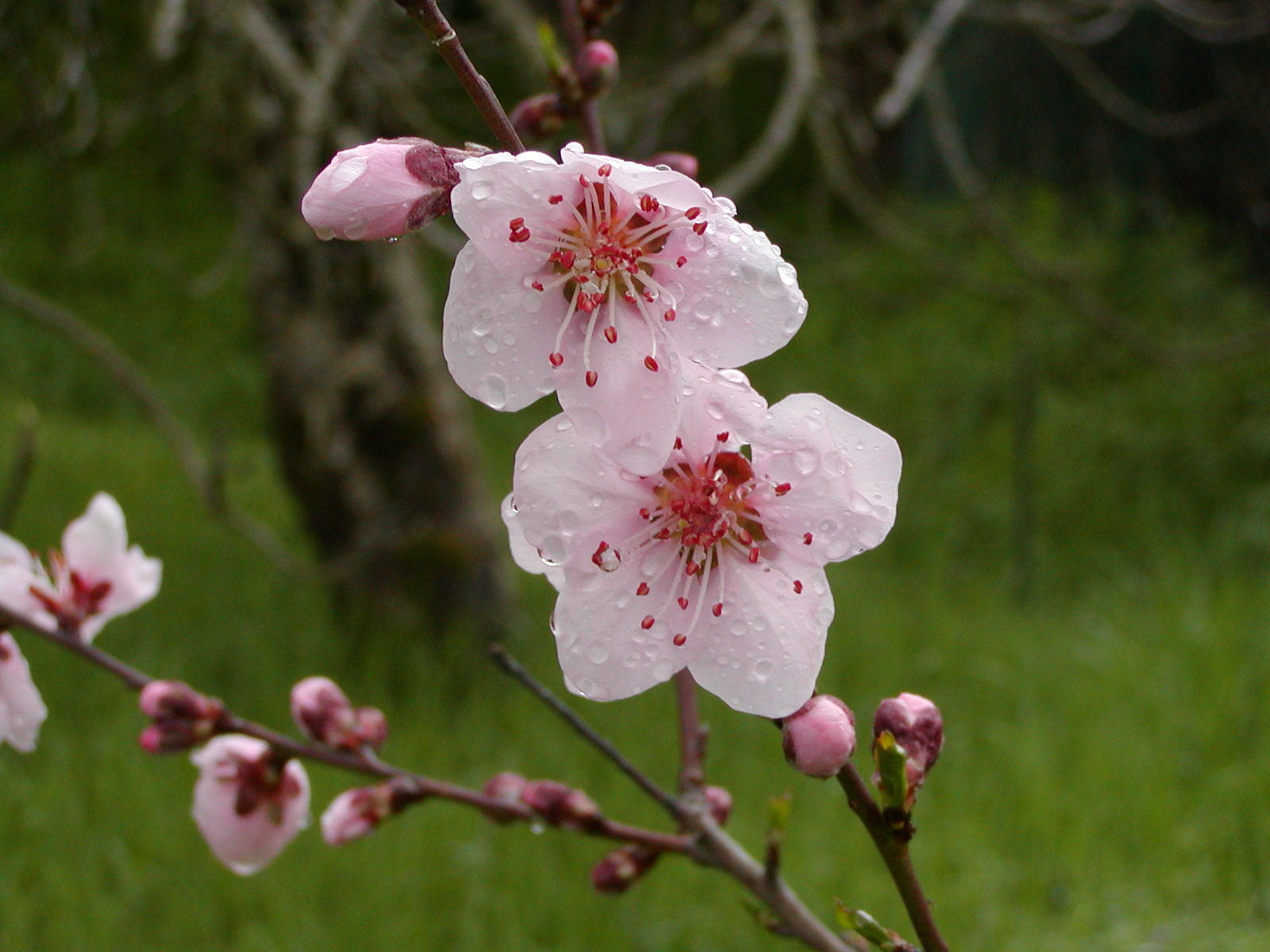
Prunus persica
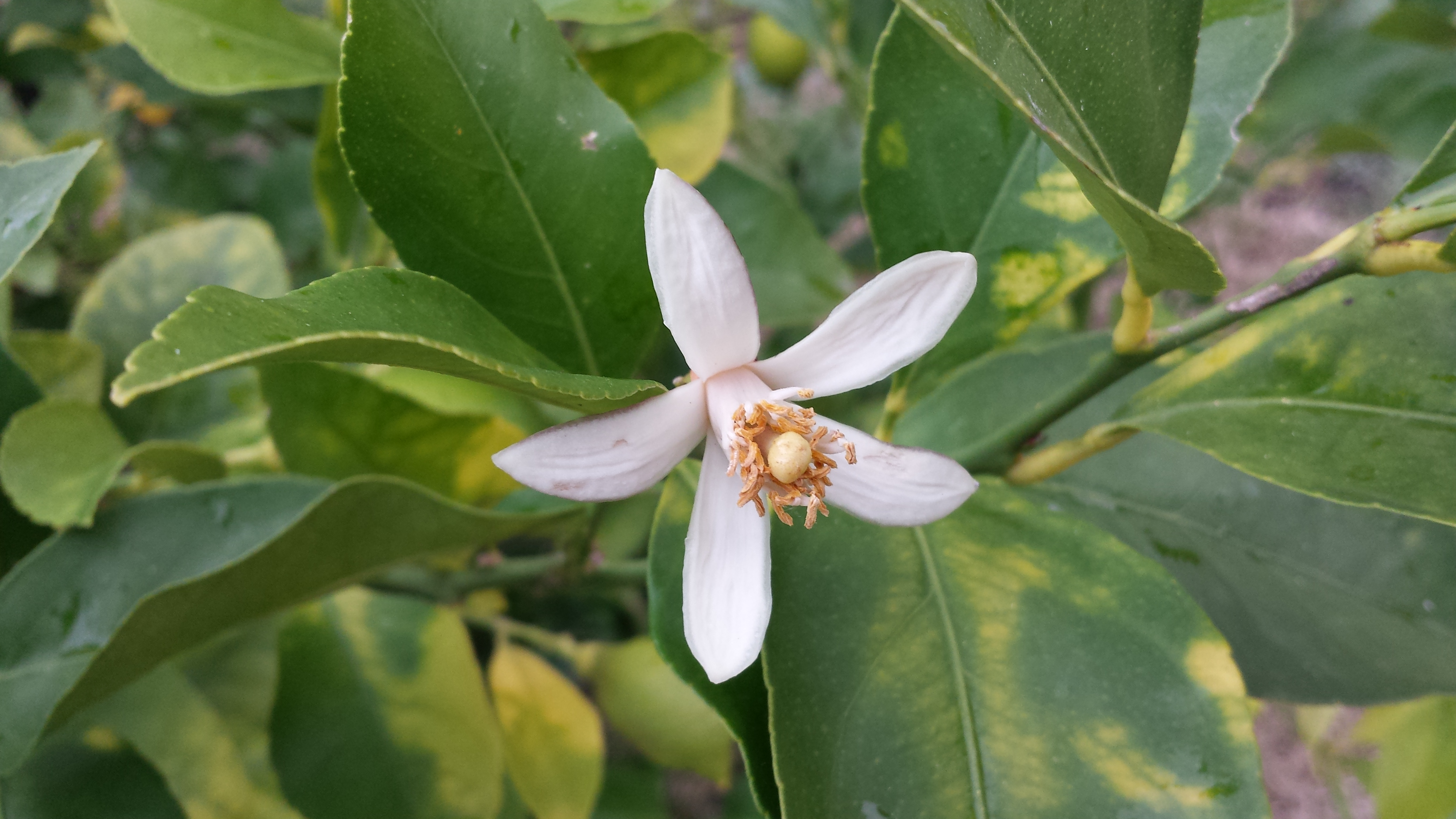
Citrus × limon

### Hidrografía
Los principales ríos de Tlaxcala son: Los Llorones, Zahuapan, Totolac, Altzayanca, El Lindero, Xalpatlahuaya, Atocha, Los Lavaderos-Tizar, Petatula, Rojano, Atotonilco, Grande, Texcalac, La Calzada, Tecoac, La Caldera, Atoyac, Viejo, Amomoloc, El Capulín, San Diego, Tenexac, Tlacaxolo, Atenco, Agegela, El Rosario, El Fondón, Santa Ana Ríos, San José, La Mancera, Las Lajas, El Bautisterio, Tepexilac-La Trinidad, El Águila y Xonecuila.

## Demografía

### Población

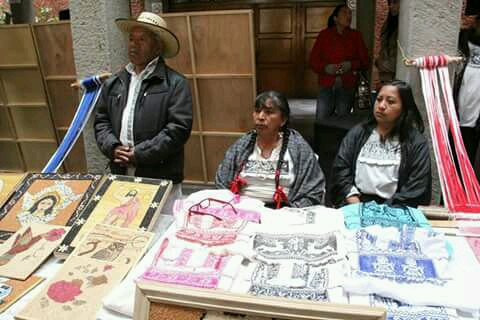
Población nahua de Tlaxcala

Según los datos que arrojó el Censo de Población y Vivienda realizado por el Instituto Nacional de Estadística y Geografía (INEGI) en el año 2020, el estado de Tlaxcala contaba hasta ese año con un total de 1 342 977 habitantes, de dicha cantidad, 650 000 eran hombres y 692 977 eran mujeres.
El tamaño promedio de los hogares en el estado es de 4.3 personas, mientras que a nivel nacional es de 3.9, según el censo poblacional de 2010; no obstante, por municipio varía de 3.8 hasta 5 habitantes por hogar.
En ese mismo año (2020), la densidad poblacional en el estado de Tlaxcala es de 336 personas por kilómetro cuadrado, mientras que a nivel nacional hay 64.3 personas por kilómetro cuadrado.  Hasta ese mismo año el 78 % de la población vive en localidades urbanas y el 22 % en rurales, datos obtenidos también del II Censo de Población y Vivienda realizado por el Instituto Nacional de Estadística y Geografía (INEGI) en el año 2010.

### Principales localidades
La siguiente es una lista de las principales localidades del Estado de Tlaxcala, como se informa en el censo de 2020.

### Zonas metropolitanas

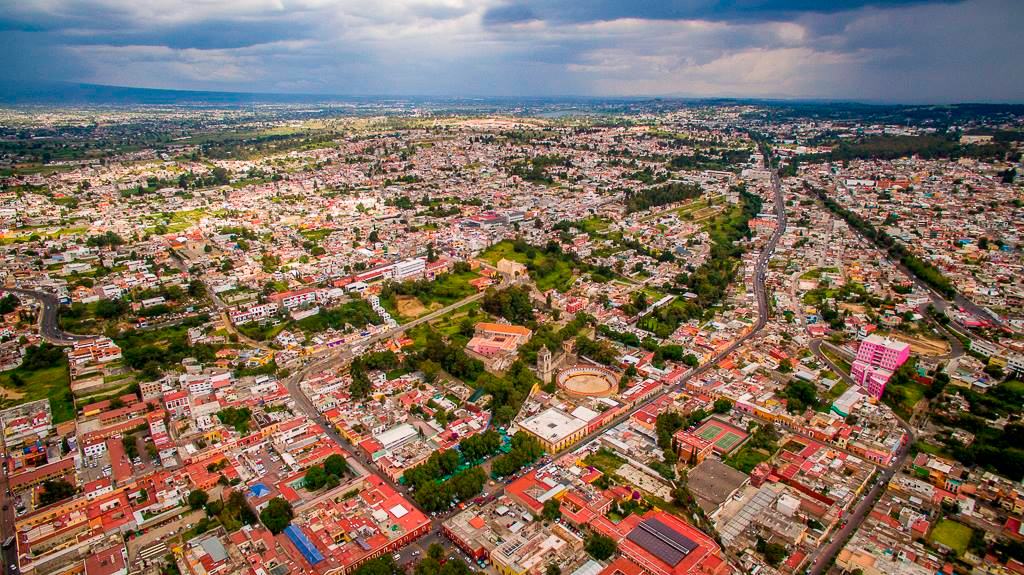
Tlaxcala de Xicohténcatl

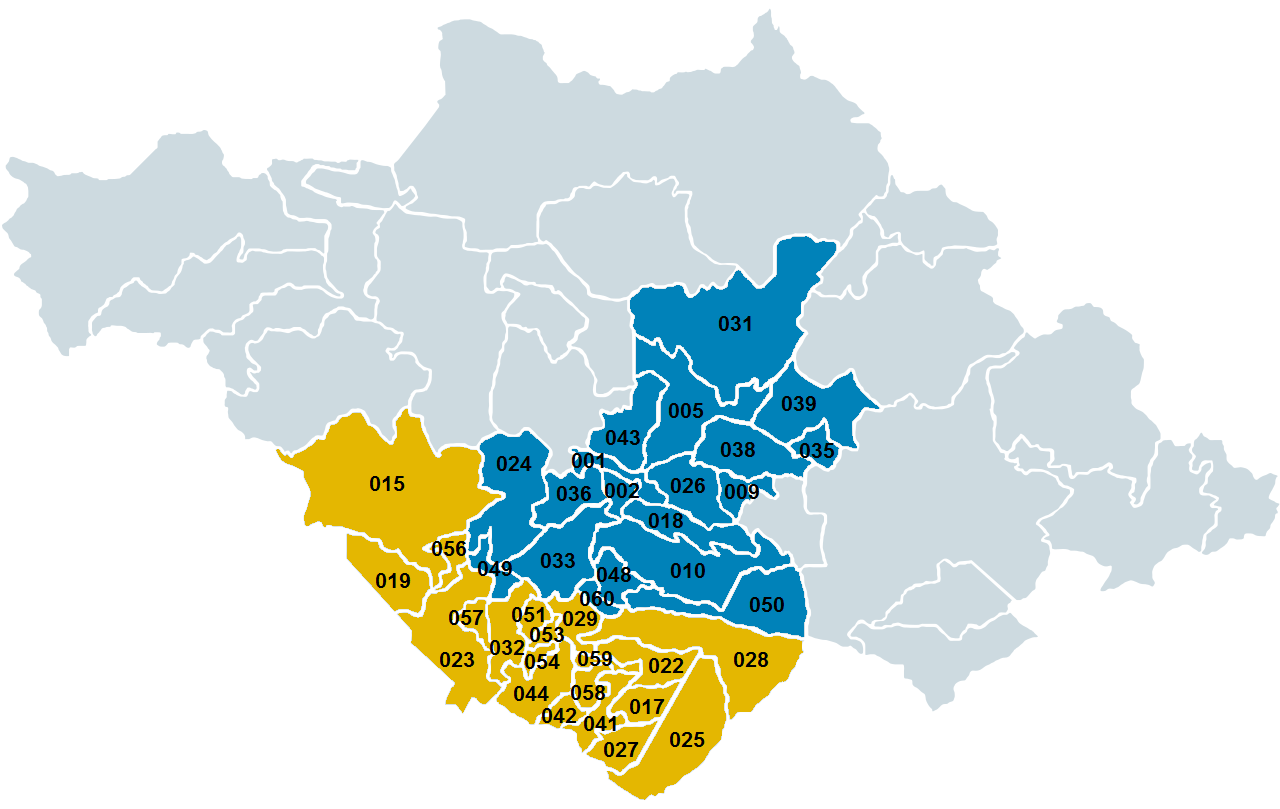
Ubicación de las zonas metropolitanas de Tlaxcala
Zona Metropolitana de Puebla-Tlaxcala
Zona Metropolitana de Tlaxcala-Apizaco

El Plan Estatal de Desarrollo 2011-2016 establece como premisa del Poder Ejecutivo, una nueva vía al desarrollo del Estado; en el eje relativo al Desarrollo Regional Equilibrado contempla primordialmente al Ordenamiento Territorial, Regional y de sus Zonas Metropolitanas.
La zona metropolitana de Puebla-Tlaxcala está conformada por 20 municipios tlaxcaltecas del sur, con una población que asciende a 338 313 habitantes, y 19 municipios integran la Zona metropolitana de Tlaxcala-Apizaco, con 499 567 habitantes, lo que significa que en estas dos zonas se encuentra localizado el 43 % de la población estatal.
En el estudio más reciente sobre zonas metropolitanas (ZM), publicado en 2005 por el Consejo Nacional de Población (CONAPO), el Instituto Nacional de Estadística y Geografía (INEGI) y la Secretaría de Desarrollo Social (SEDESOL), se estableció que en el Estado de Tlaxcala existen solo dos zonas metropolitanas:

#### Zona metropolitana Puebla-Tlaxcala

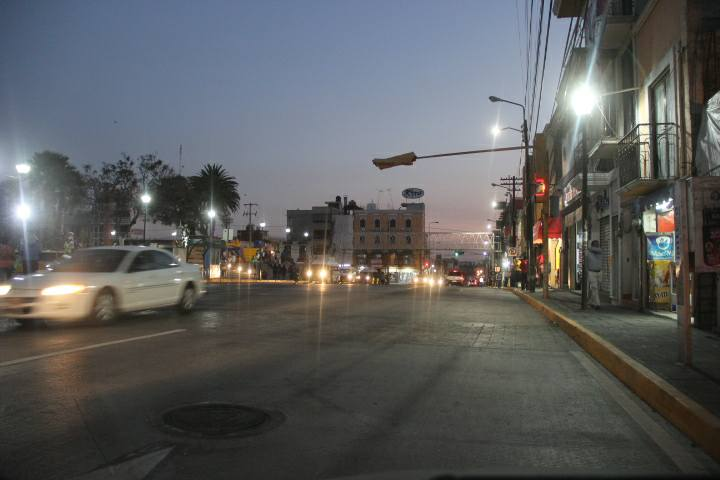
Bulevar metropolitano Puebla-Tlaxcala en Zacatelco

La Zona Metropolitana de Puebla es la región urbana resultante de la conurbación e interacción de varias localidades de municipios centro del estado de Puebla y del sur de Tlaxcala, en México. Esta zona metropolitana es la cuarta en términos poblacionales de México, después de las aglomeraciones urbanas del Valle de México, Guadalajara y Monterrey al contar con 3,199,530 habitantes según los datos del Censo de Población y Vivienda realizado en 2020 por el INEGI.

#### Zona metropolitana Tlaxcala-Apizaco

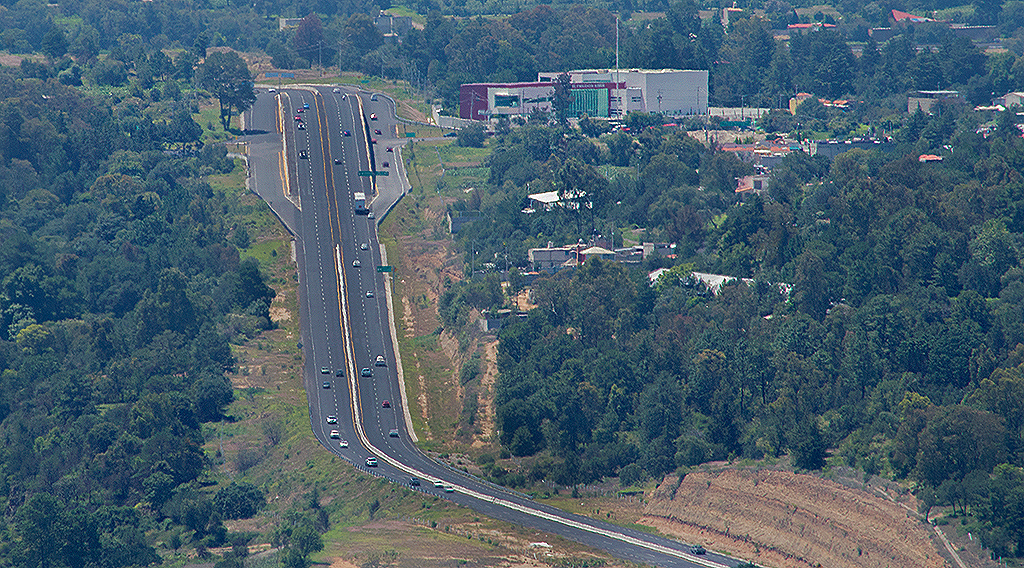
Periférico de Tlaxcala

Es una región urbana situada en el centro del Estado de Tlaxcala que para 2020 contaba con 570 308 habitantes es decir, el 42 % de la población estatal. En la parte central de la ZMTA, se presenta una fuerte interrelación entre la ciudad de Apizaco con Tlaxcala de Xicohténcatl. Estas dos ciudades se han desarrollado históricamente por el constante flujo de bienes y de recursos humanos, dada la comunicación que permiten las vialidades que comunican a ambos, sin dejar al margen a los municipios que se encuentran entre las dos cabeceras municipales.

## División territorial

### Municipios

División territorial del estado

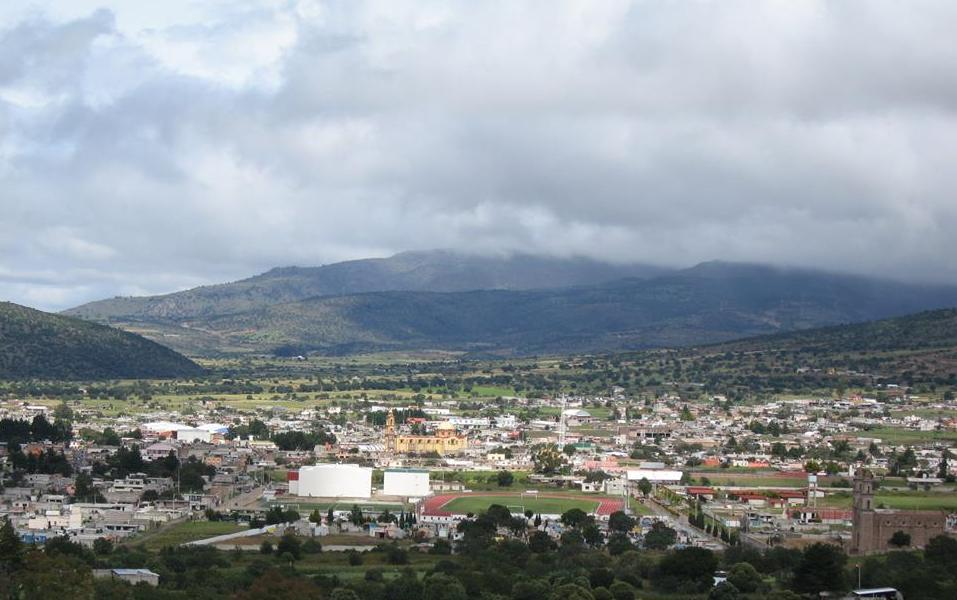
Tlaxco, el municipio más grande del estado.

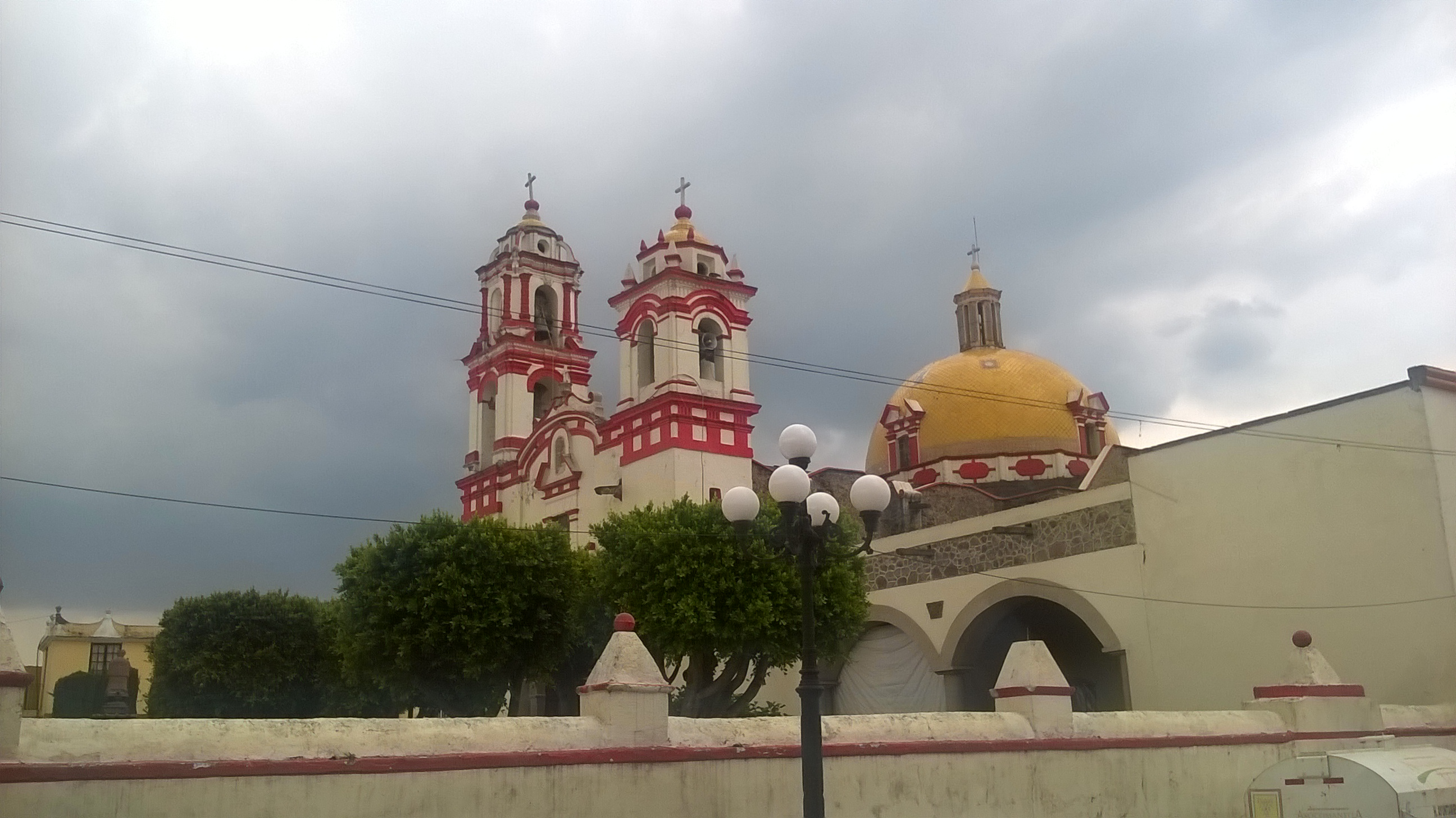
Axocomanitla, es el municipio de menor superficie no solo del estado, sino de todo México.

Tlaxcala cuenta con 60 municipios (de agosto de 1995 a octubre del mismo año, se crearon 16 nuevos municipios). La creación de más municipios en el estado más pequeño del país no estaba originalmente en la agenda del gobierno local, pero este consideró a mediados de 1995 que era necesario conducir institucionalmente esa aspiración comunitaria y vincularla al proyecto de nuevo federalismo, de descentralización administrativa y de democratización de la vida política local. Debido a esto nueve de los diez municipios más pequeños de México se encuentran aquí.
Veintiséis municipios tienen un nombre derivado del náhuatl, uno del español —Españita— y uno combina raíces de ambos idiomas —Terrenate—. Cuatro municipios toman todo su nombre de un personaje histórico y otros diez combinan el apellido con algún término en náhuatl. Del mismo modo, diecisiete hacen referencia a una figura de la Iglesia católica, todos en conjunto con una denominación náhuatl.
Finalmente, Nativitas es el único que tiene su origen del latín. La importancia de conocer el origen etimológico del nombre de un municipio se refleja en el escudo adoptado de manera oficial para representarlos. Además, al enumerar ciertas características del paisaje natural y de las actividades humanas que son propias de cada municipio, estos escudos y representaciones etimológicas se han convertido en un elemento importante de la identidad municipal.

### Regiones
El Programa de Ordenamiento Territorial de la entidad (PEOT) estructuró estas regiones con base en las propiedades viales, naturales, económicas y sociales de los municipios de Tlaxcala, cada región está liderada por un municipio, en donde se concentran las mayores interacciones de desarrollo de la población, dividiéndose así en; Norte (Tlaxco), Oriente (Huamantla), Poniente (Calpulalpan), Centronorte (Apizaco), Centrosur (Tlaxcala) y Sur (Zacatelco).
| \| Regiones socioeconómicas del estado de Tlaxcala. \| Regiones socioeconómicas del estado de Tlaxcala. \| Regiones socioeconómicas del estado de Tlaxcala. \| Regiones socioeconómicas del estado de Tlaxcala. \| Regiones socioeconómicas del estado de Tlaxcala. \| Regiones socioeconómicas del estado de Tlaxcala. \| \| \| Clave \| Región \| Región \| Clave \| Región \| Región \| \| \| ---------------------------------------------------------------------- \| ------------------------------------------------ \| ------------------------------------------------ \| ------------------------------------------------ \| ------------------------------------------------ \| ------------------------------------------------ \| \| \| \| I \| Norte \| \| IV \| Centronorte \| \| \| \| II \| Oriente \| \| V \| Centrosur \| \| \| \| III \| Poniente \| \| VI \| Sur \| \| \| Fuente: Programa de Ordenamiento Territorial de la entidad (PEOT).[88] \| \| \| \| \| \| \| |        |          |       |        |             |  |
| Regiones socioeconómicas del estado de Tlaxcala. |        |          |       |        |             |  |
| Clave | Región | Región   | Clave | Región | Región      |  |
| | I      | Norte    |       | IV     | Centronorte |  |
| | II     | Oriente  |       | V      | Centrosur   |  |
| | III    | Poniente |       | VI     | Sur         |  |
| Fuente: Programa de Ordenamiento Territorial de la entidad (PEOT). |        |          |       |        |             |  |

## Economía

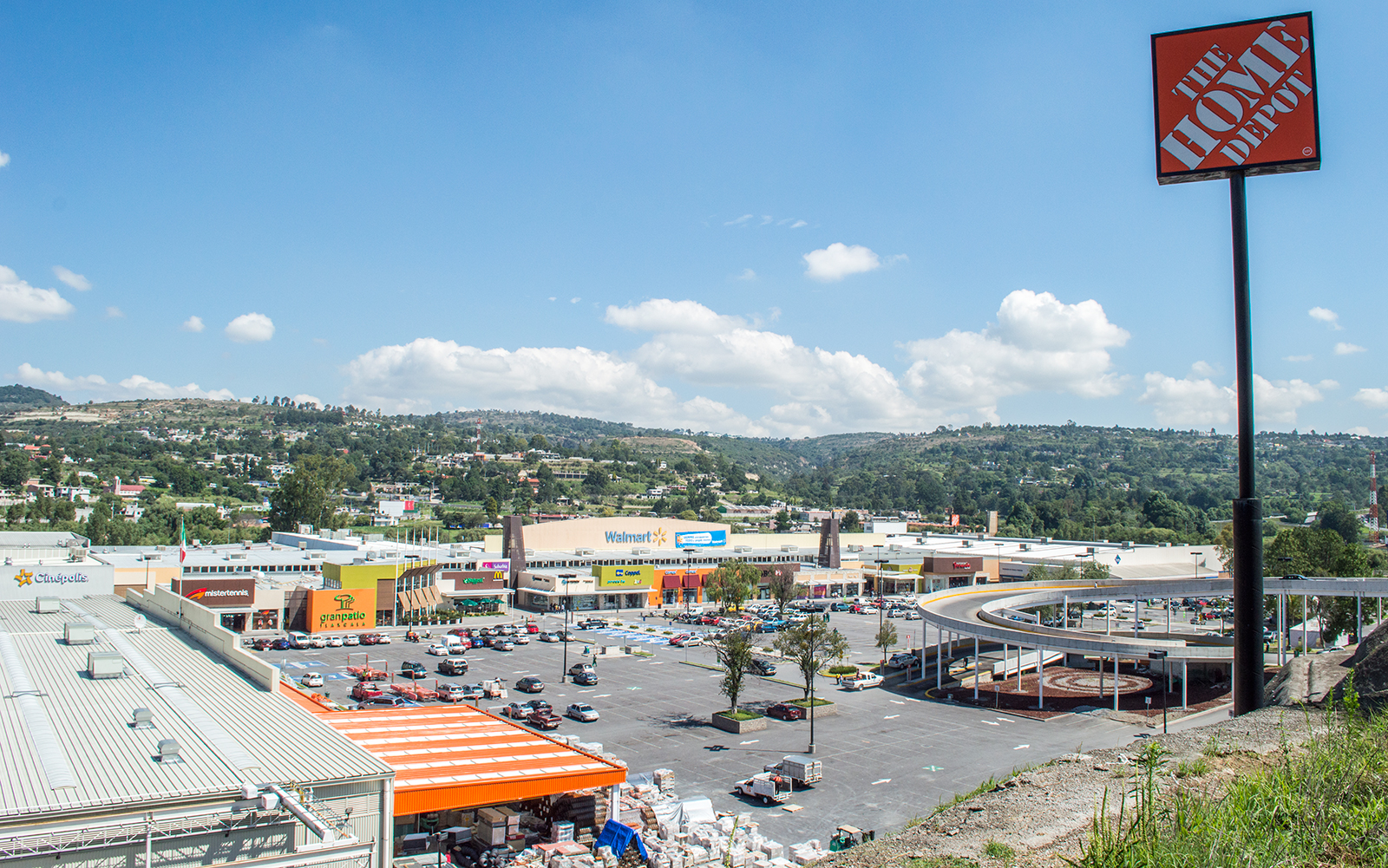
Gran Patio

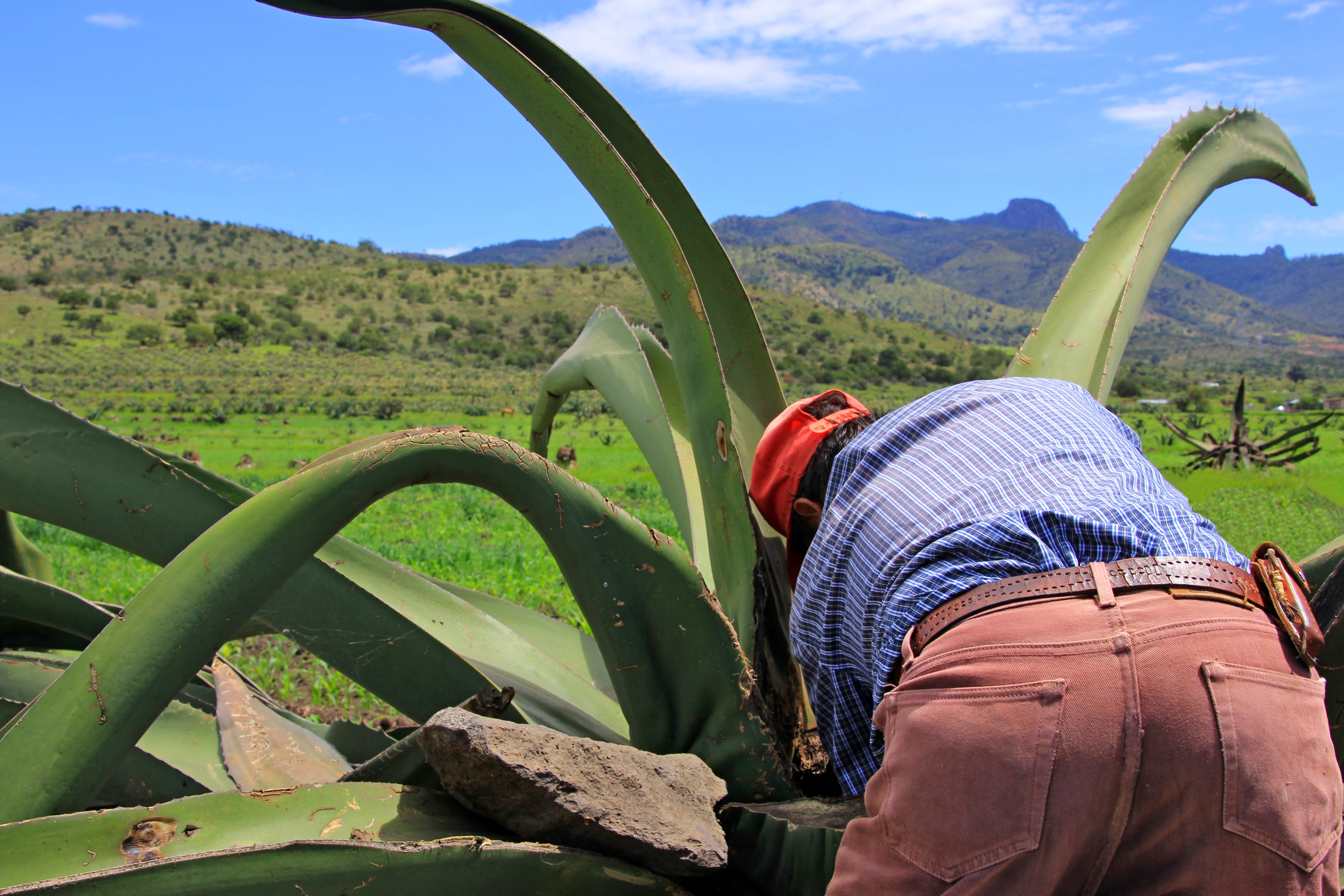
Hacienda pulquera

La actividad económica tradicional agrícola de Tlaxcala ha dado paso, como en muchos otros estados del país, a la industrialización y al sector servicios. En la edición 2006 del Sistema de Cuentas Nacionales de México conducido por el Instituto Nacional de Estadística y Geografía, el producto interno bruto del estado está conformado en un 50 % por la industria manufacturera, destacando los giros de alimentos y bebidas; y el sector de servicios comunales, sociales y personales.
El sector de comercios y de servicios turísticos, así como los servicios inmobiliarios y financieros contribuyen con un 14% y un 12.4% respectivamente. El sector agropecuario, a pesar de su reducida participación económica, genera la mayor producción de espinas y hierbabuena del país, además de ser un importante proveedor de rosas, durazno criollo, cebada y trigo en grano.

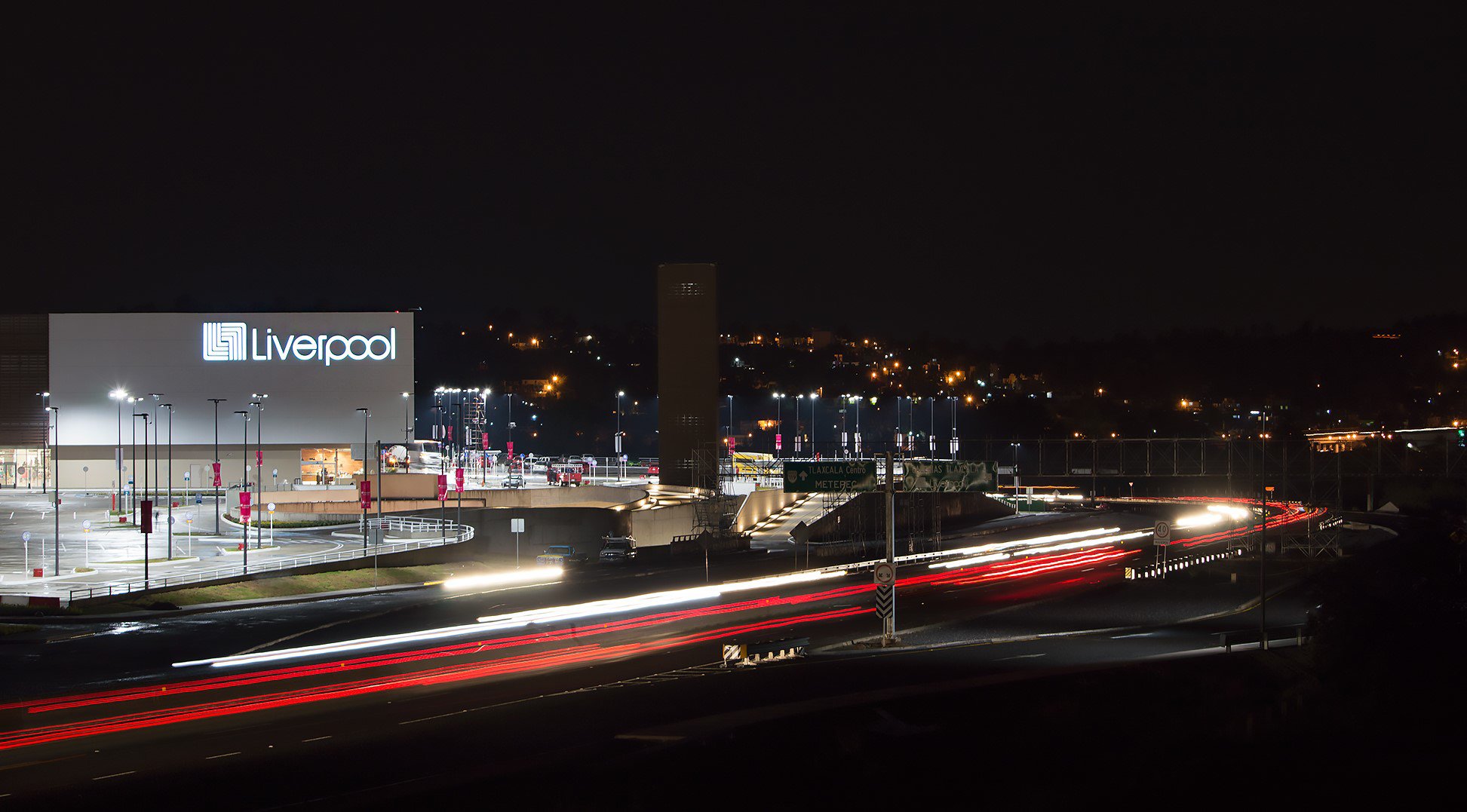
Galerías Tlaxcala

Según datos presentados por el gobierno estatal, el 27 % de los tlaxcaltecas no reciben ingreso alguno o reciben un salario mínimo, es decir, viven en un estado de marginación muy alto. La concentración de esta población se da principalmente en las zonas rurales y en aquellas comunidades dedicadas al agro. Además, el 36 % de la población recibe apenas entre 1 y 2 salarios mínimos, lo que significa ingresos de marginación para más de la mitad de los tlaxcaltecas.
Cabe mencionar que en cuanto al empleo, el gobierno ha trabajado por ampliar la oferta laboral, ya que alrededor de un 40 % de la población trabaja en «empleos no formales»; y el 18 % está ocupado en el campo con ingresos menores a los dos salarios mínimos en la mayoría de los casos.
La infraestructura de transporte terrestre ha sido una de las grandes ventajas del estado desde el inicio de su urbanización. En el año 2004, contaba con una red de carreteras de 2434 km, y 351 km de vías férreas. Cabe mencionar que Tlaxcala cuenta con un aeropuerto localizado a 40 minutos del centro de la capital, en el municipio de Atlangatepec, y un helipuerto en la ciudad de Tlaxcala.

## Educación

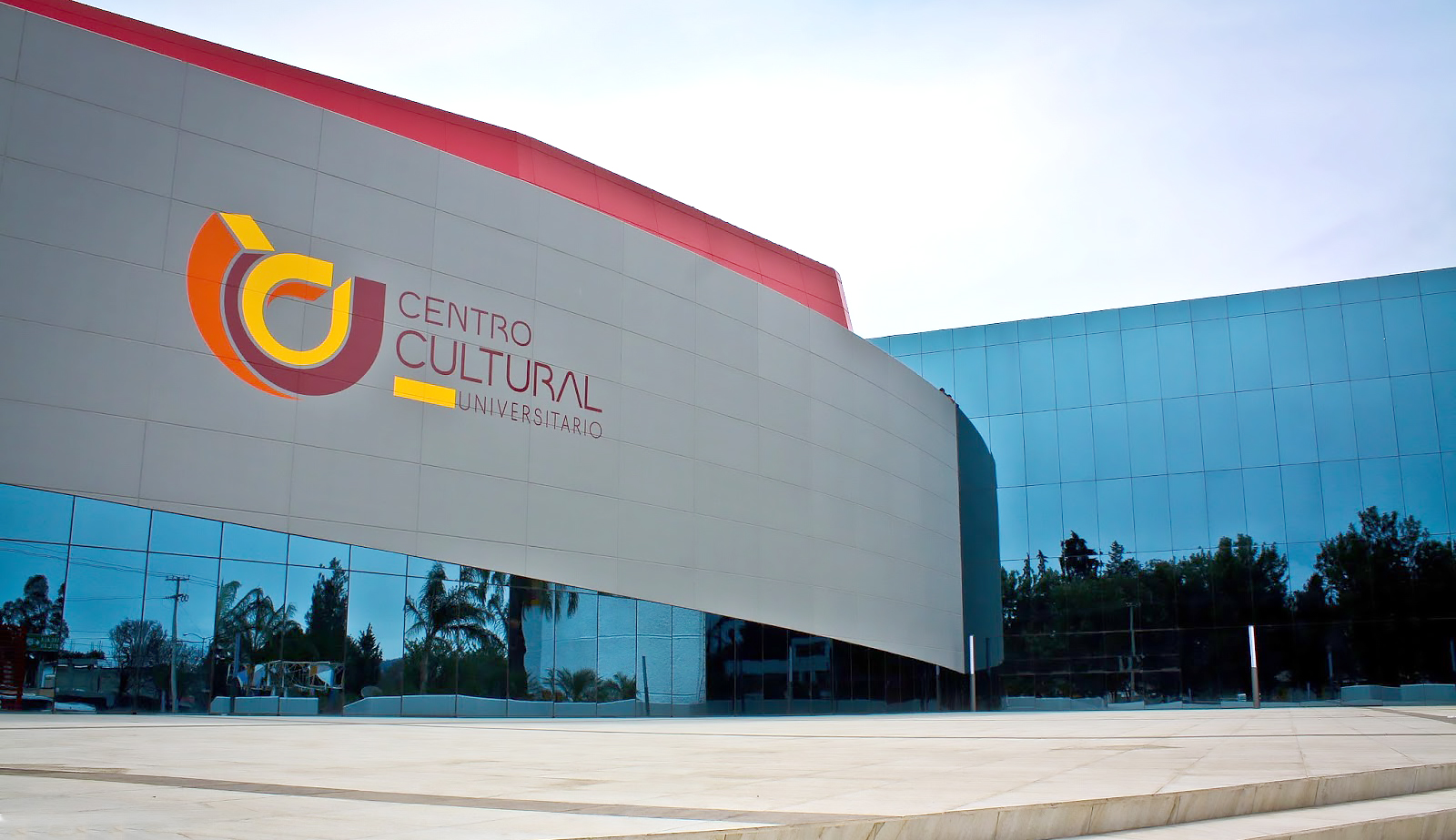
Centro Cultural Universitario

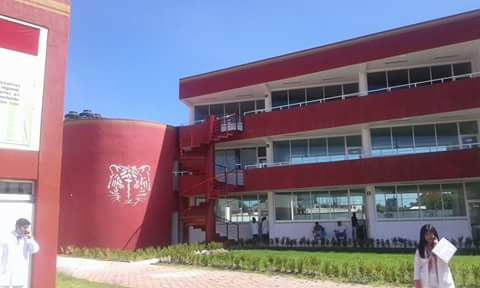
Facultad de Medicina de la UAT, campus Zacatelco.

El sistema educativo estatal formal tiene capacidad para solo el 53% de los alumnos. Casi todo el resto son escolarizados en centros de educación preescolar, los sistemas educativos indígenas y otros centros. La educación primaria y secundaria es en su mayoría proporcionada por la Secretaría de Educación del Estado.
La educación indígena es un sistema de centros preescolares y escuelas primarias que satisfagan las demandas culturales de la población indígena del estado. Estos son de grandes dimensiones y están ubicados en los municipios de Ixtenco, Contla de Juan Cuamatzi, San Pablo del Monte, Teolocholco, Tetlanohcan y La Magdalena.

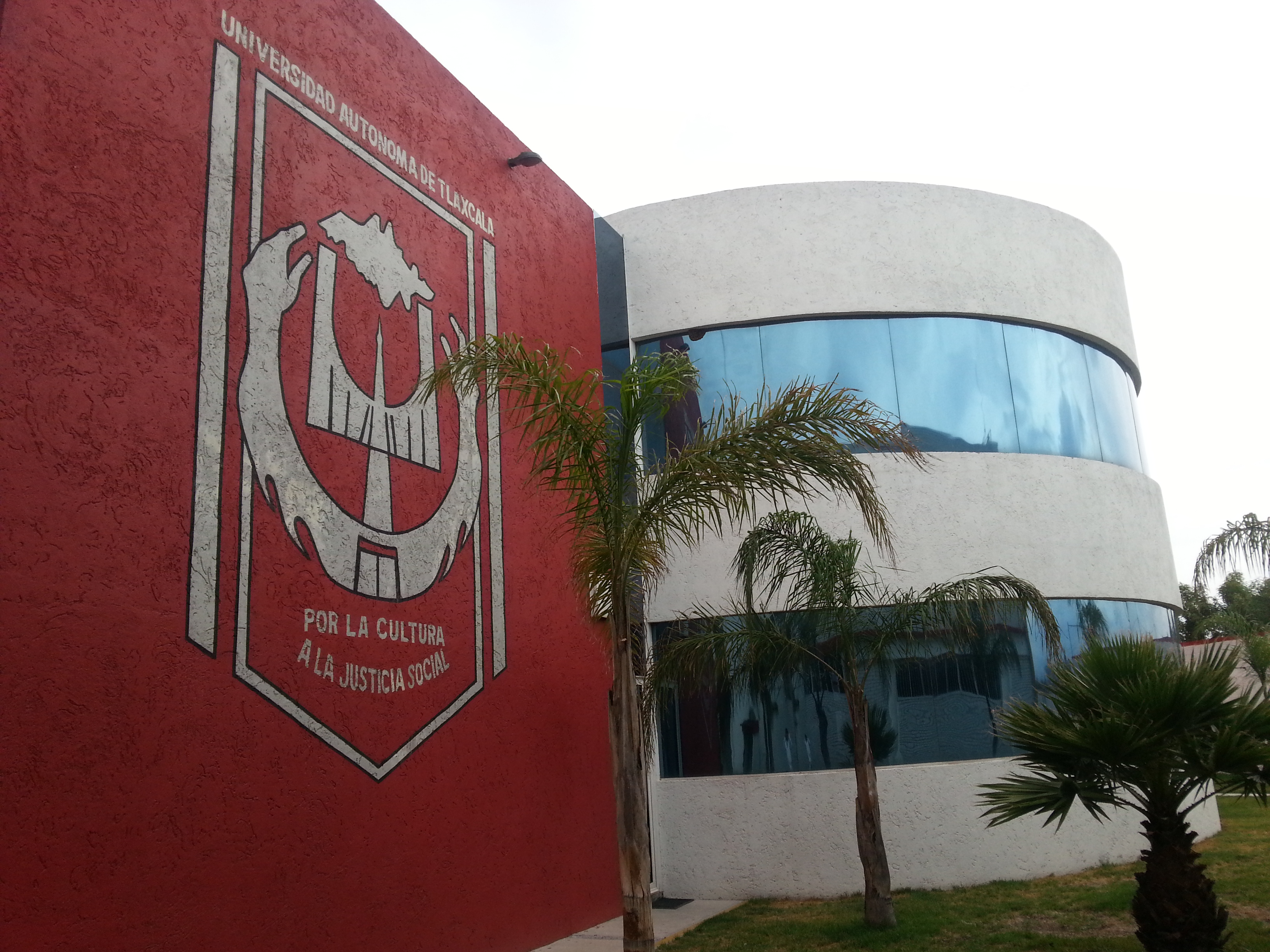
Osteoteca de la Universidad Autónoma de Tlaxcala

La escuela secundaria y la formación profesional es proporcionado por los sistemas escolares del estado nombrados CBTIS, CETIS, CECYTE, CBTA, COBAT y el CONALEP. La mayoría de estas escuelas son de tipo profesional.
La educación superior es proporcionada por las instituciones públicas y privadas, el más importante es la Universidad Autónoma de Tlaxcala (UAT), que también ofrece la más amplia gama de especialidades distribuidas en los diferentes campus alrededor del estado, como los de Apizaco, Huamantla, Zacatelco y Chiautempan, así como las Unidades Académicas Multidisciplinarias de Calpulalpan y San Pablo del Monte.
Otras universidades y colegios públicos incluyen el Instituto Tecnológico de Apizaco, Instituto Tecnológico Agropecuario de Xocoyucan, Escuela Normal Estatal Lic. Benito Juárez, la Universidad Tecnológica de Tlaxcala y a partir del 21 de febrero de 2021 la Unidad Profesional Interdisciplinaria de Ingeniería campus Tlaxcalteca (UPIIT) del Instituto Politécnico Nacional, este campus se localizar en plaza bicentenario en Tlaxcala de Xicoténcatl.
Las instituciones privadas incluyen la Universidad del Valle, Universidad de Calpulalpan, Instituto Tecnológico de Tlaxcala, el Centro de Estudios Superiores de Tlaxcala y la UPAEP.
Además de los centros tradicionales de educación existen centros de formación técnica, de gestión estatal, que son considerados como una prioridad educativa para Tlaxcala. Estos centros capacitan a las personas con cursos cortos con habilidades industriales o comerciales. Algunos de estos centros incluyen el Centro de Capacitación Tecnológica Industrial (CECATI) y el Instituto de Capacitación para el Trabajo en Tlaxcala (ICATLAX). El estado también tiene un sistema de bibliotecas con 129 de ellas públicas localizadas en 59 municipios, con una colección de 588,758 volúmenes.

## Turismo
Tlaxcala es el estado más pequeño del país y en tal proporción tiene el 0.29% de las llegadas de turistas al país. Este porcentaje incluye un poco más de 278 000 visitantes según las estadísticas de Sectur en 2013, de los cuales casi 5000 son extranjeros y 274 000 nacionales, sobre todo de los estados circunvecinos, Ciudad de México, Estado de México, Puebla, Hidalgo y Veracruz.
El noventa y cinco por ciento de las personas que visitan Tlaxcala son de México y la mayoría de estos son del vecino estado de Puebla. Los visitantes extranjeros son en su mayoría alemanes, franceses y suizos que están interesados en la historia de México.
Esta afluencia corresponde a un flujo mensual que ha sido medido para encontrar las razones de la actividad turística en el Estado, confirmando que Tlaxcala es un destino cultural y vacacional cuyo promedio de estancia es de 1.4 días, siendo más frecuente en fines de semana, períodos vacacionales de julio-agosto y noviembre-diciembre donde coincide con la Feria de Todos los Santos.
El ecoturismo es relativamente nuevo aquí y en gran parte se centra en el parque nacional La Malinche, que alberga el volcán La Malinche, que tiene 4461 m (14 636 pies) de alto. En él se puede acampar, andar en bicicleta de montaña, montar a caballo, rapel y escalar el volcán en sí. En el pico de la Malinche, es posible ver los volcanes Popocatépetl, Iztaccíhuatl (en Puebla / Estado de México) y el pico de Orizaba (Veracruz).

Principales destinos turísticos de Tlaxcala
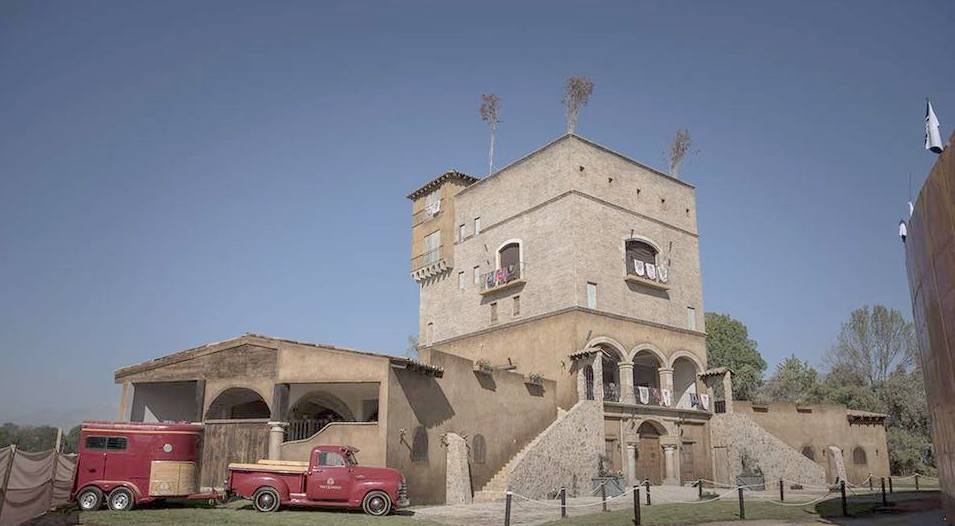
Val'Quirico Tetlatlahuca
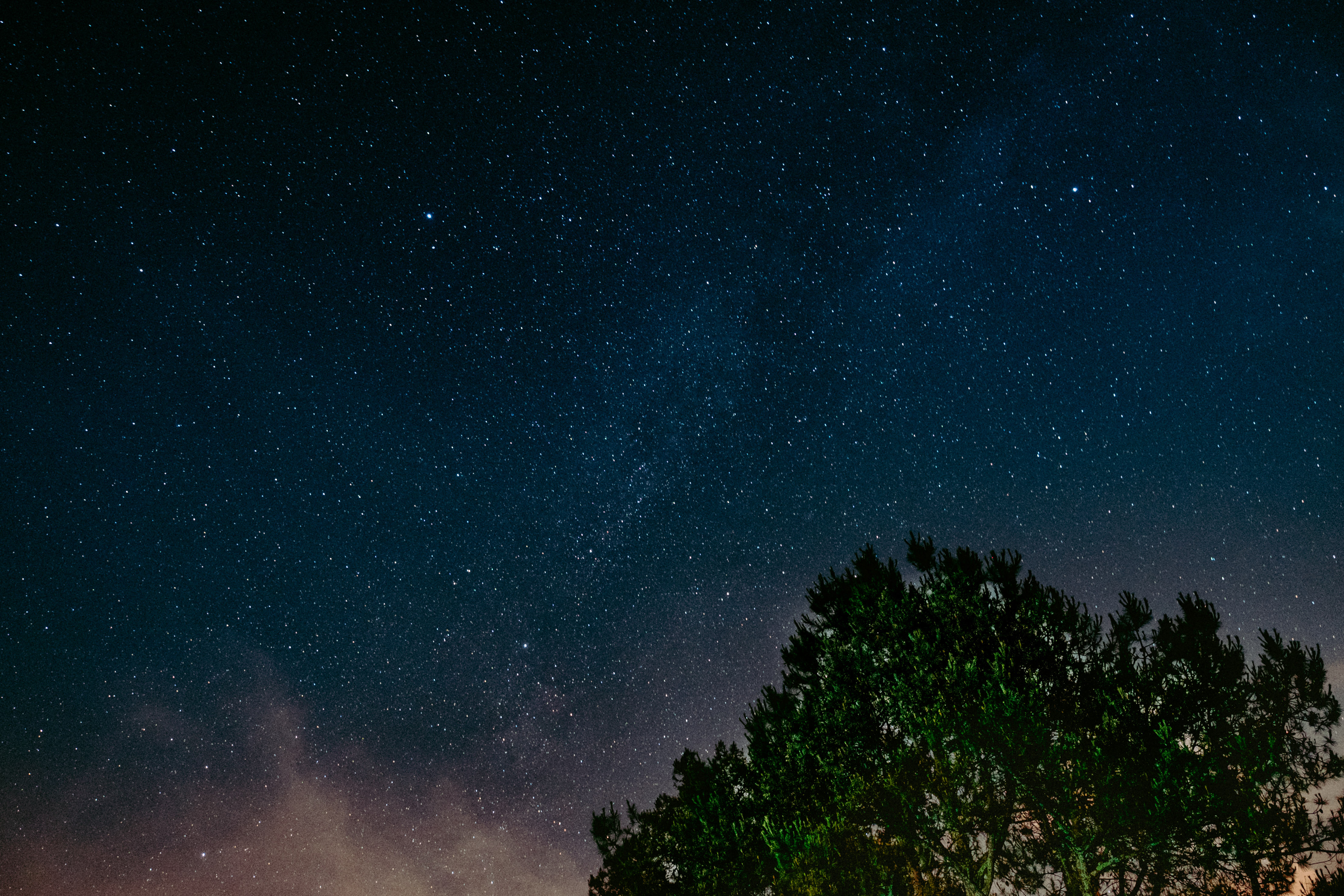
Santuario de las Luciérnagas
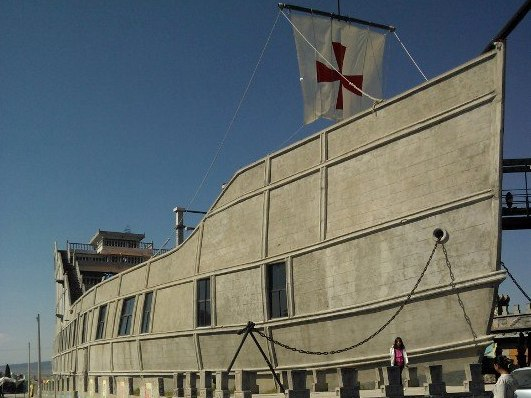
La Barca de la Fe Tlaxco
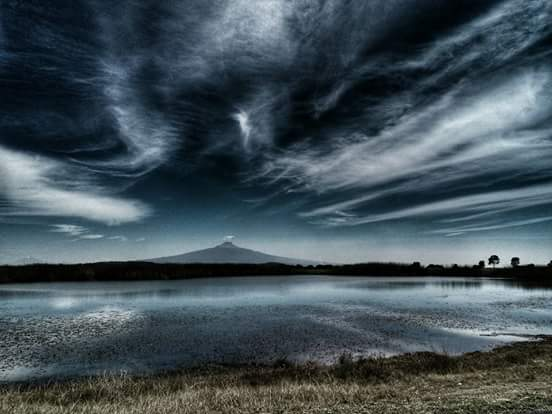
Laguna de Acuitlapilco
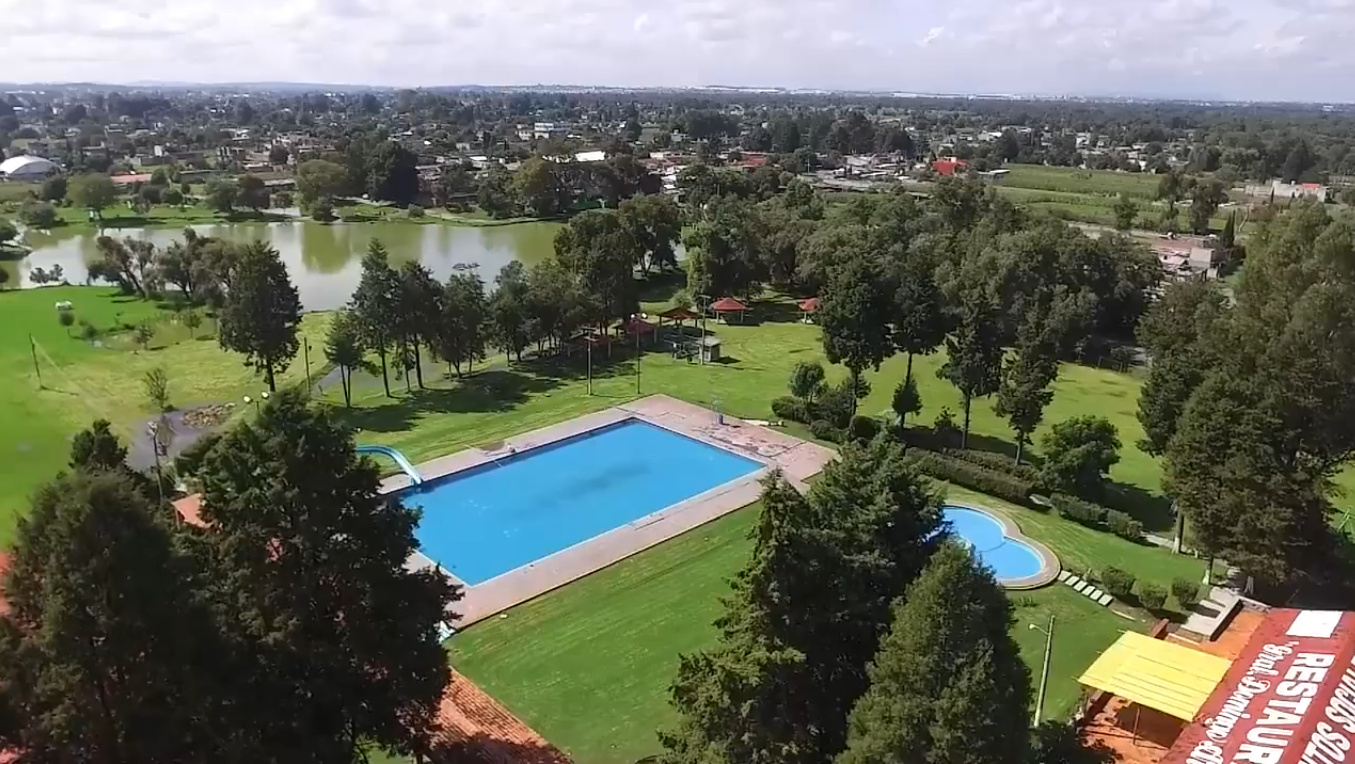
Centro Turístico EDA Zacatelco
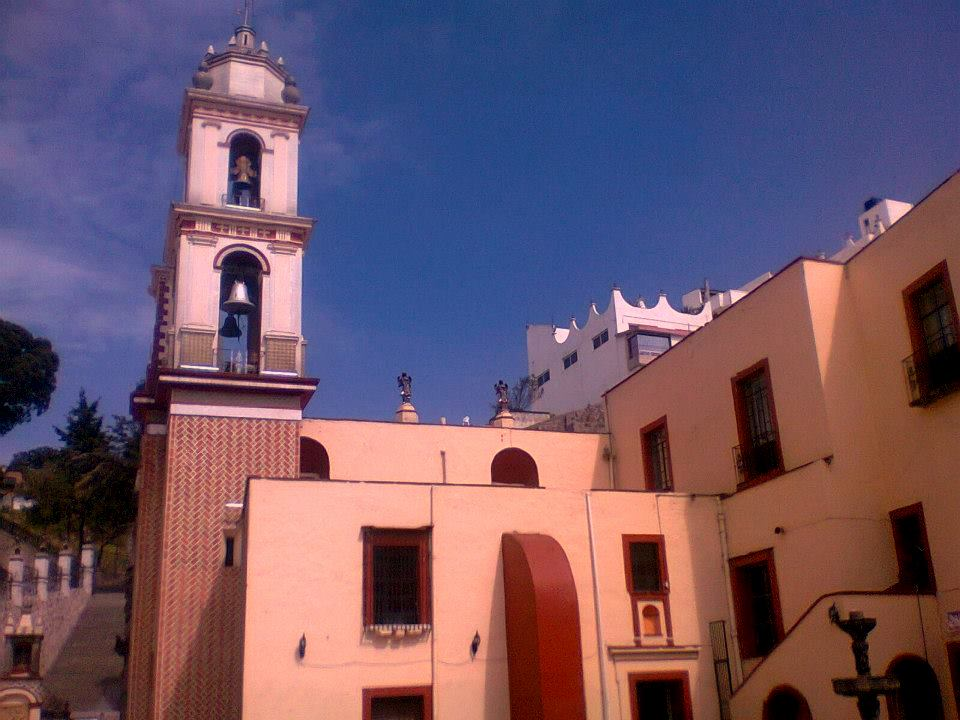
San Miguel del Milagro
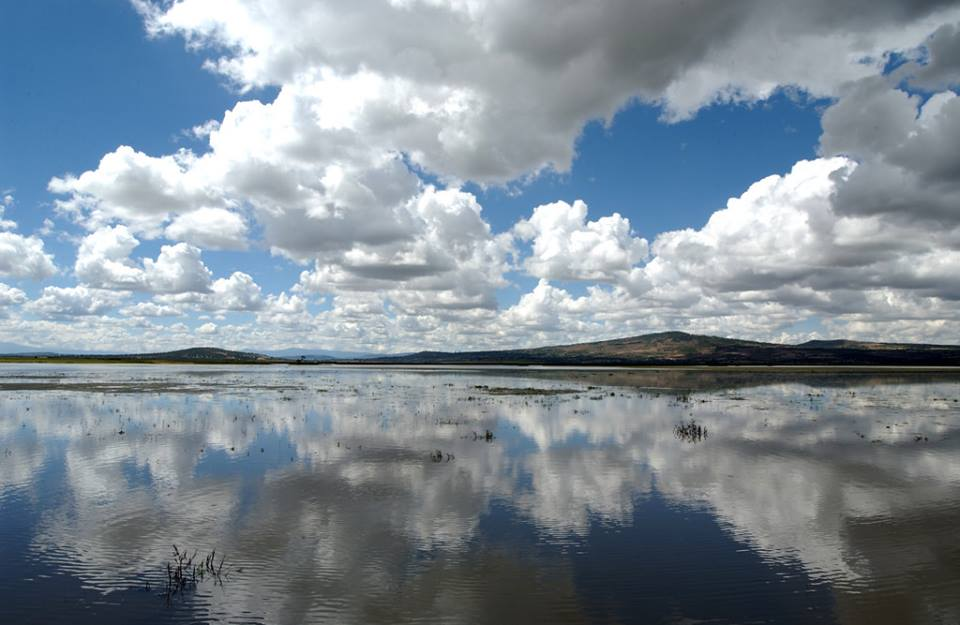
Laguna de Atlangatepec
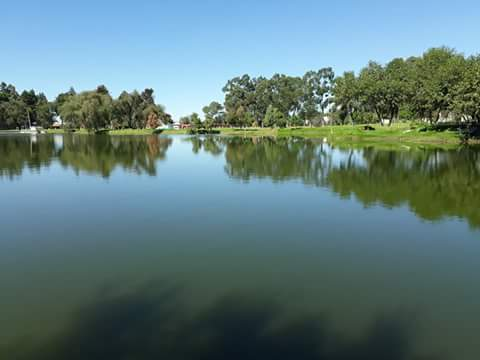
Laguna de Acomulco
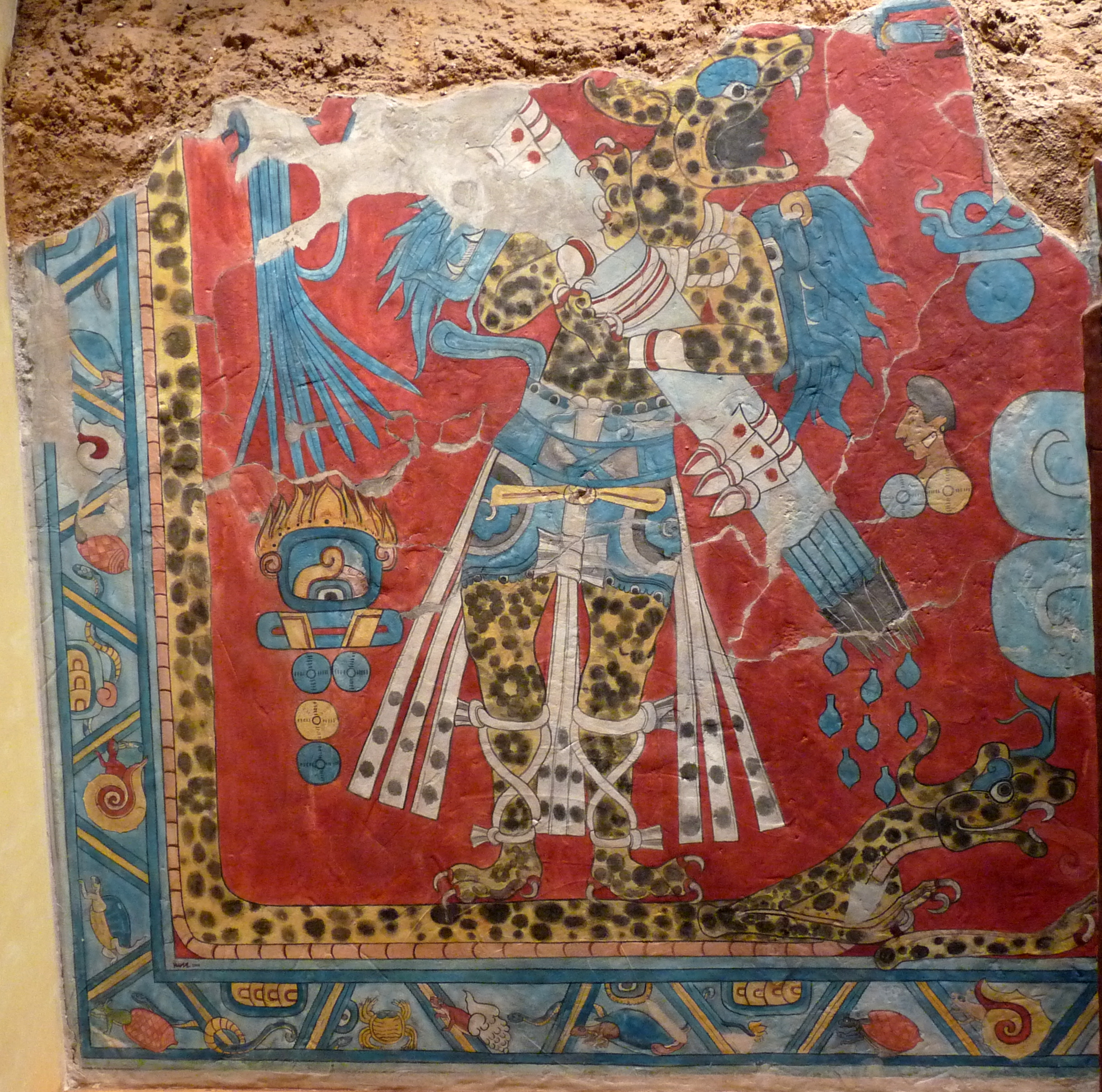
Cacaxtla, Nativitas.
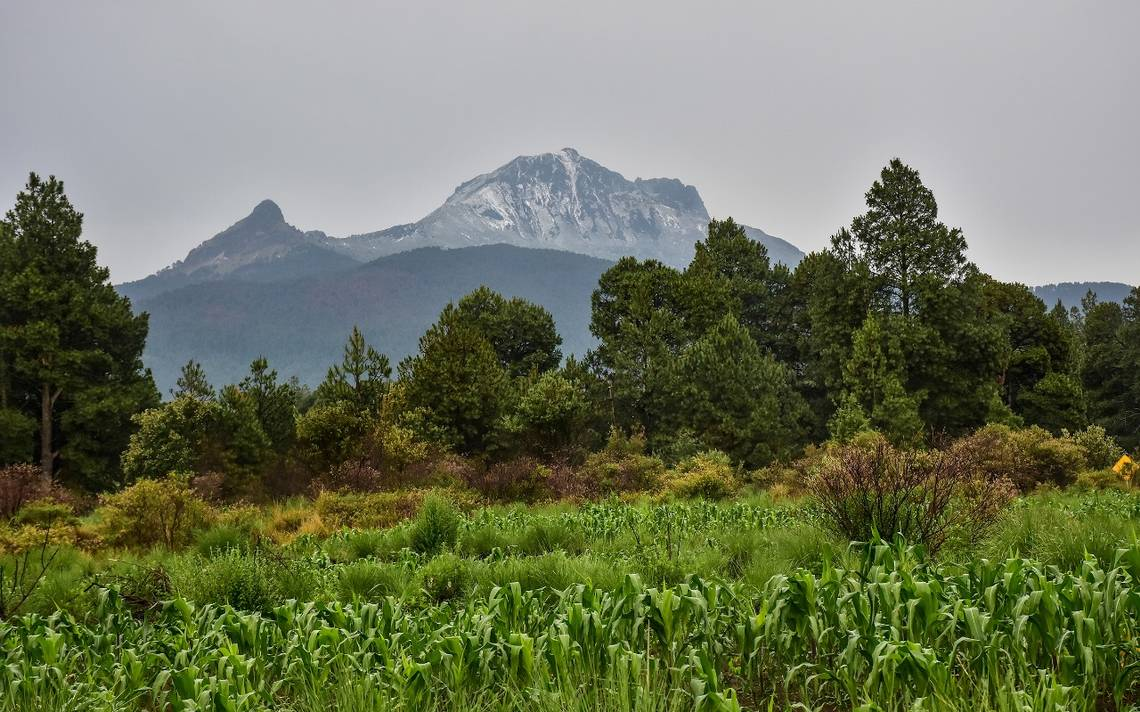
Parque Nacional "La Malinche"
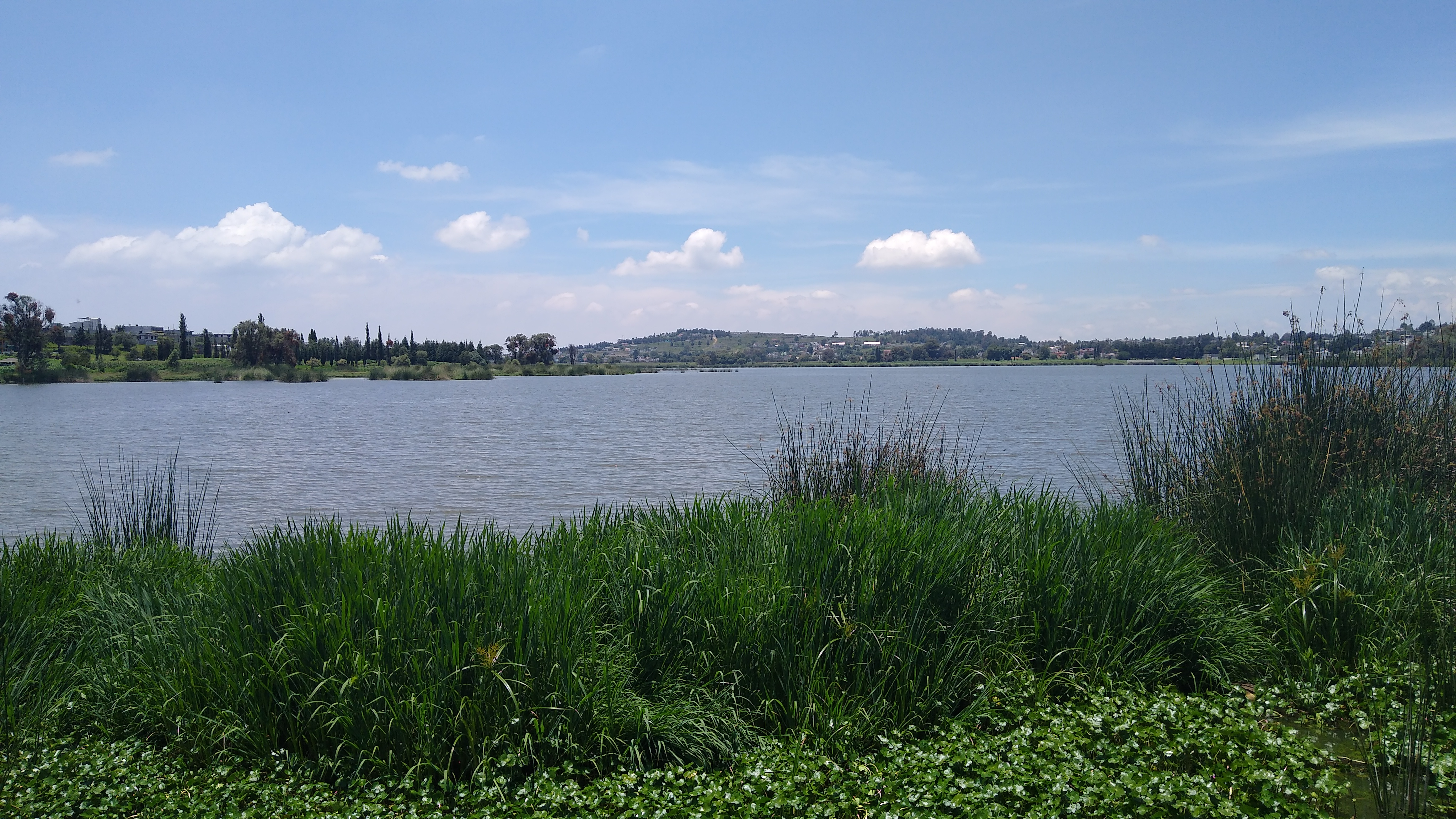
Laguna de Acuitlapilco

### Pueblos Mágicos
Desde el 2007, Huamantla fue reconocida por la Secretaría de Turismo con el título de Pueblo Mágico, 8 años después, en 2015 Tlaxco se convirtió en el segundo Pueblo Mágico del estado.

## Cultura

### Arte popular

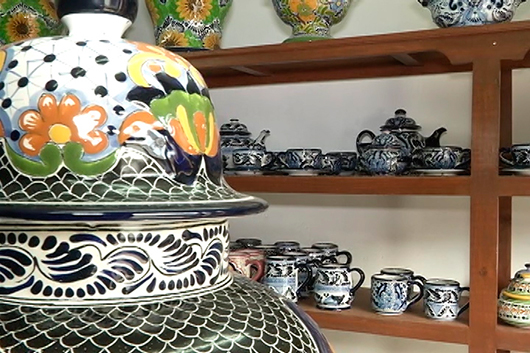
Talavera de San Pablo del Monte

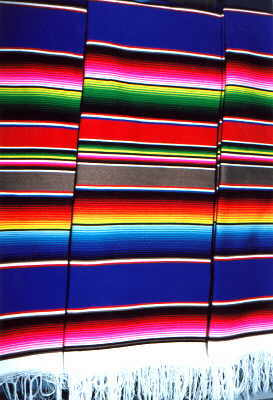
Sarapes de Chiautempan

Algunas de las artesanías tienen sus orígenes en la época prehispánica como es el caso de los textiles en el que se hacían en telares de cintura y con técnicas rudimentarias. Limpiaban y maceraban las fibras del maguey, palma, lechuguilla y algodón, hasta hacerlas flexibles, después las teñían con colorantes vegetales o minerales.
En San Pablo del Monte, se trabaja la cerámica tipo Talavera también el ónix y los cuadros popotillo, en Ixtenco se elaboran prendas de algodón, donde los bordadores otomíes reproducen sobre las telas, sin dibujo, figuras prehispánicas y coloniales mezcladas; también se realizan alfombras y cuadros de semillas de diferentes cereales que forman figuras, paisajes e imágenes religiosas.
Por otro lado en, Tlaxco se producen orfebres de la plata, donde confluyen elementos prehispánicos y coloniales, empleando la técnica de la cera perdida. En Atltzayanca se fabrican salterios de sonoridad, —tradición del siglo XVIII—. La cestería en Nativitas y Santa Apolonia Teacalco. El barro vidriado y comales de Tzompantepec y la Trinidad Tenexyecac.
Mientras que en Contla, Chiautempan e Ixcotla, se fabrican los sarapes, tapetes y gobelinos donde se conservan las formas y colores de los antepasados tlaxcaltecas, conocidos como «saltillos». En San Sebastián Atlahapa se elabora una antigua tradición artesanal, «el barro bruñido». Y en Tlatempan, se crean máscaras de carnaval. Así mismo, en Ixtacuixtla, se realizan alebrijes, artesanías de cartón y figuras para carros alegóricos. En Xaltocan los canteros plasman bases de mesas, macetones, entre otros. Españita elabora figuras con hoja seca de maíz conocida con el nombre en nahuatl como «totomoxtli» o «totomoxtle».

### Zonas arqueológicas

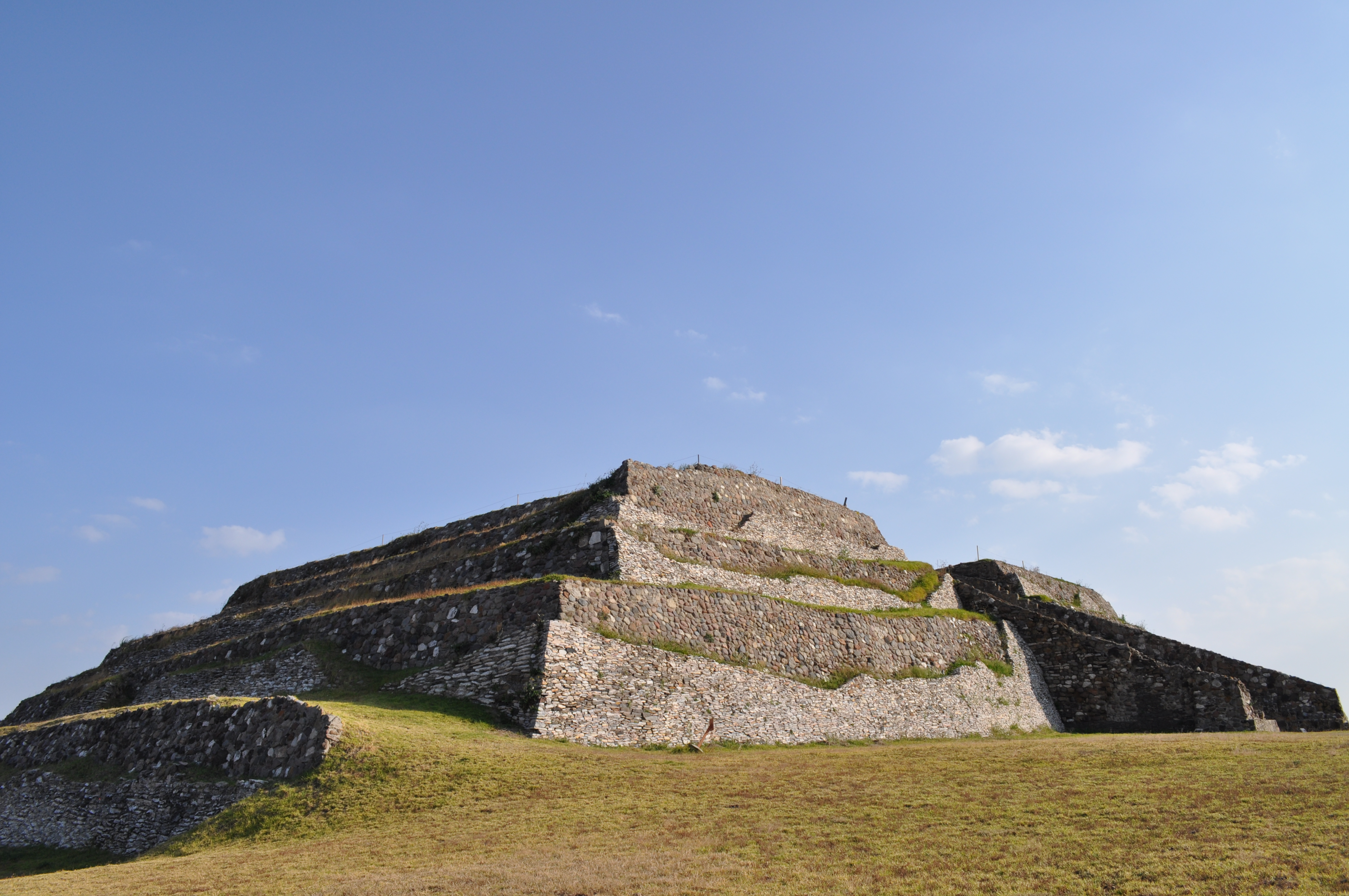
Pirámide de las flores

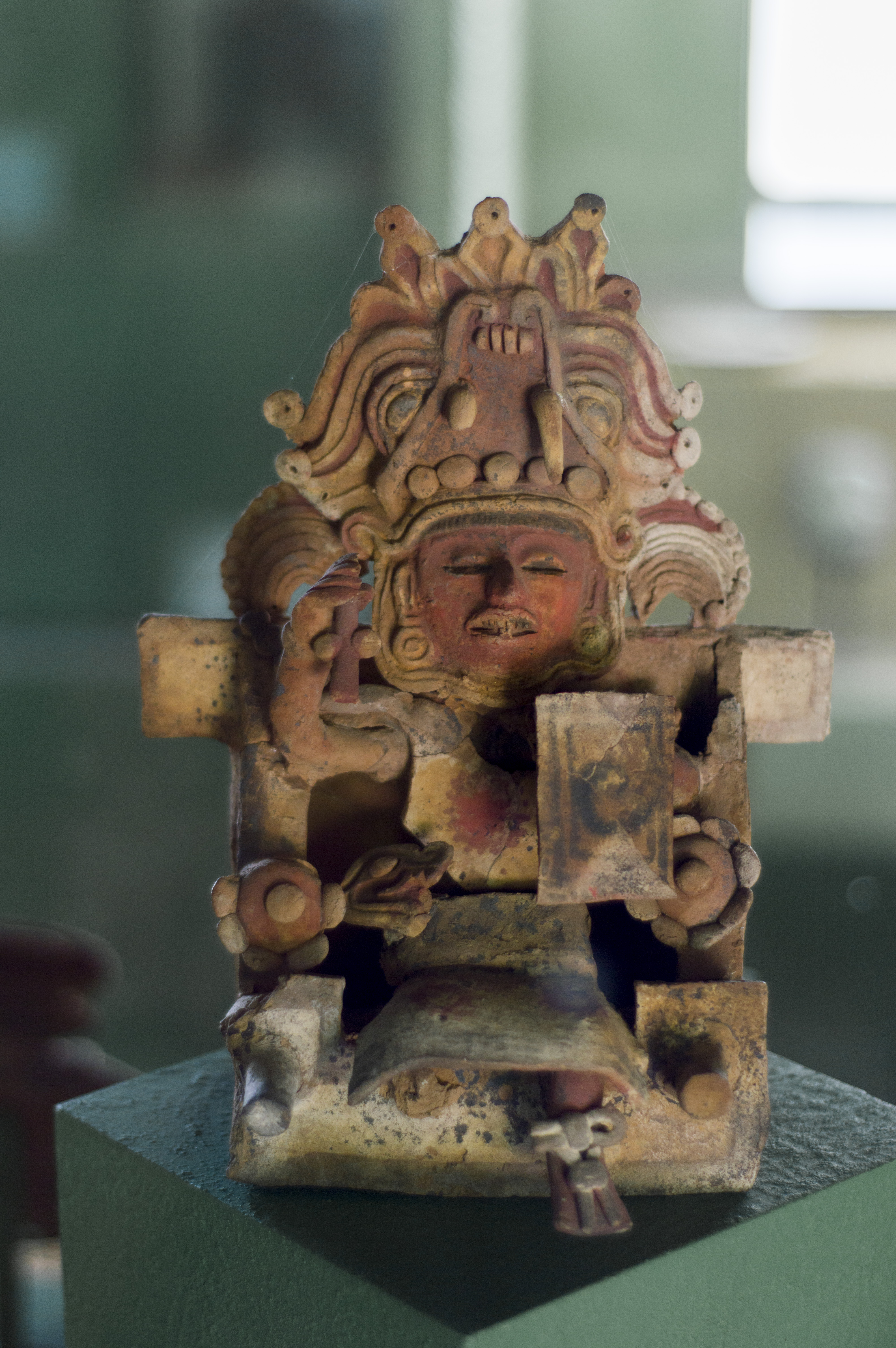
Figura de barro de la zona arqueológica de Xochitécatl

En Tlaxcala, según información del Instituto Nacional de Antropología e Historia (INAH) y el Sistema de Información Cultural (SIC), se tienen registrados 4 sitios arqueológicos en la entidad. Los sitios arqueológicos son aquellos donde han sido encontradas evidencias de ocupación humana anterior, y no necesariamente corresponden a sitios prehispánicos, aunque la mayor parte lo sean. La zona que concentra la mayor parte de estos sitios es el área centro y sur donde se establecieron los antiguos tlaxcaltecas de la república de Tlaxcallan. Los 4 sitios arqueológicos corresponden a Cacaxtla-Xochitécatl, Tizatlán, Ocotelulco y Tecoaque.

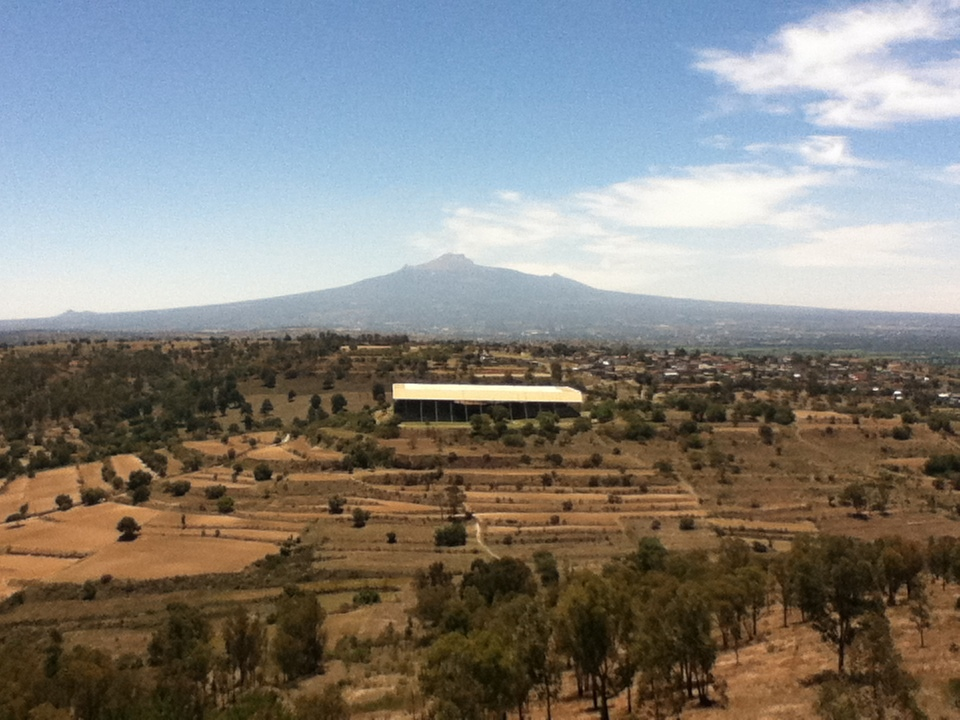
Cacaxtla

En Cacaxtla se encuentra un conjunto de murales de la época prehispánica, tales como el «Hombre Ave» y el «Hombre Jaguar». Pertenecieron a la cultura olmeca-xicalanca y fueron descubiertos el 13 de septiembre de 1975. Fueron pintados entre los años 750 y 800 d. C. En el Museo de Sitio de Cacaxtla se exhiben piezas que fueron halladas en el lugar. Por su parte, Xochitécatl se integra por un conjunto de monumentos, siendo uno de los asentamientos más antiguos en el valle de Tlaxcala. Los monumentos y las piezas arqueológicas constituyen una muestra ejemplar del culto a las montañas y a la fertilidad.
La zona arqueológica de Tecoaque de acuerdo con el Instituto Nacional de Antropología e Historia (INAH), fue el sitio en el que se capturó una caravana española perteneciente a la expedición de Pánfilo de Narváez, quien tenía la encomienda de aprehender a Hernán Cortés. Los datos arqueológicos corroboran esta historia y entre los hallazgos que la apoyan están los restos óseos de hombres, mujeres y niños españoles, negros y mulatos que formaron parte de la caravana, además de un gran número de objetos europeos que traían consigo.
En Tizatlán se pactó la alianza entre españoles y tlaxcaltecas, lo cual desencadenó la caída del Imperio Mexica. Por lo que se aprecian objetos rescatados como figurillas de Tláloc de uso ritual, una colección de cerámica, planos del basamento, reproducciones de los murales y altares del Palacio de Xicohténcatl «El Huehue». A la llegada de los españoles, Tlaxcala se dividía en señoríos —Tepeticpac, Tizatlán, Quiahuiztlán y Ocotelulco—. En Ocotelulco se realizaron «El Altar Polícromo» en el cual se distingue un mascarón donde reposa Xipe-Totec, y «el Desollado», de cuya boca emerge Tezcatlipoca con nariguera de turquesa y una banda ocre bajo sus ojos.

### Arquitectura

#### Haciendas
En 1874, fueron fundadas las primeras haciendas ganaderas tales como Huizcolotepec y San José Tepeyahualco, principalmente para la llegada de los virreyes a México. En la última década del siglo XIX surgieron La Trasquila, San José Atlanga, y San José de la Laguna. En la actualidad, Tlaxcala es el estado con más ganaderías de todo México.

Haciendas ganaderas y pulqueras de Tlaxcala
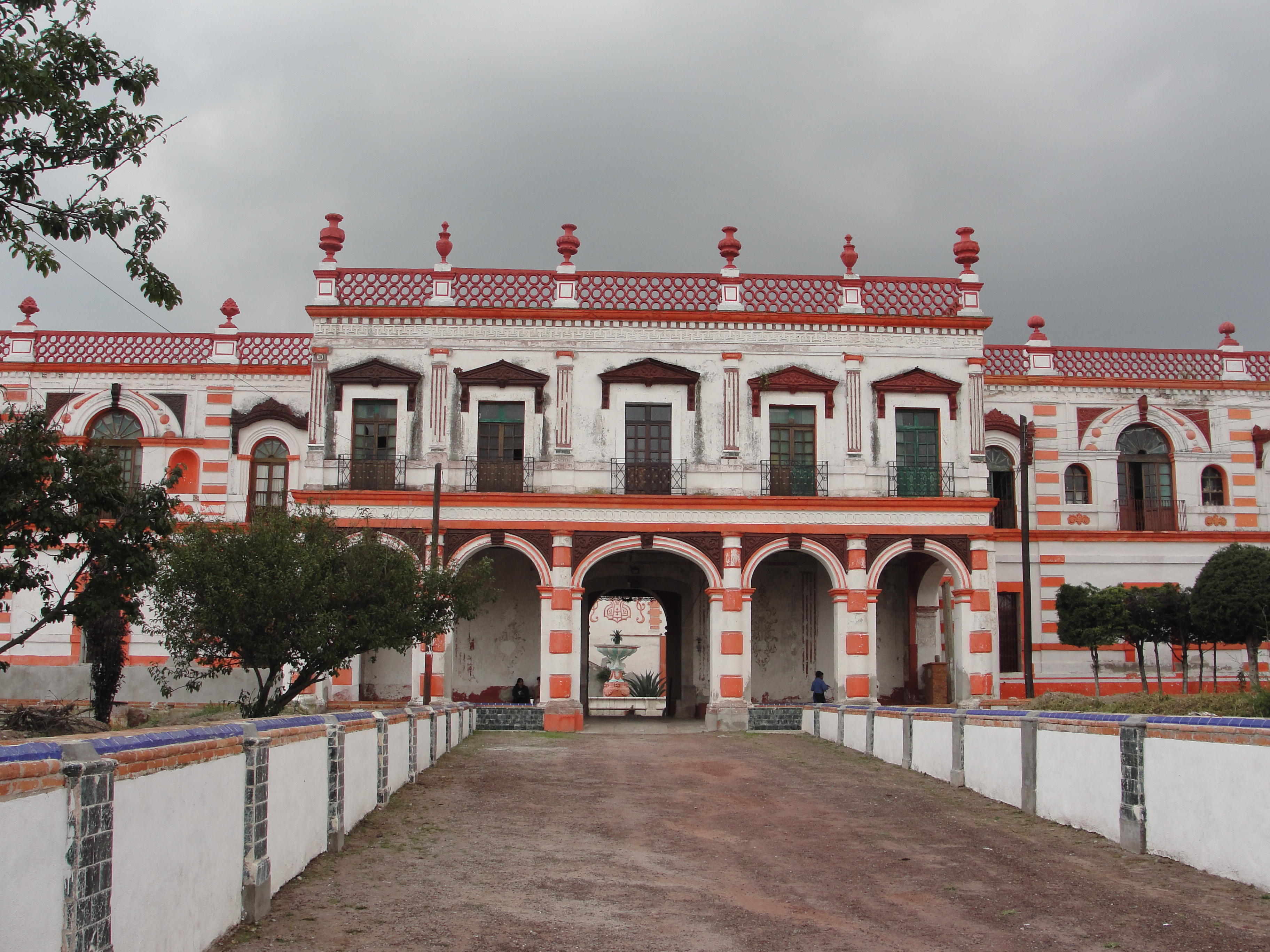
Hacienda de San Bartolomé
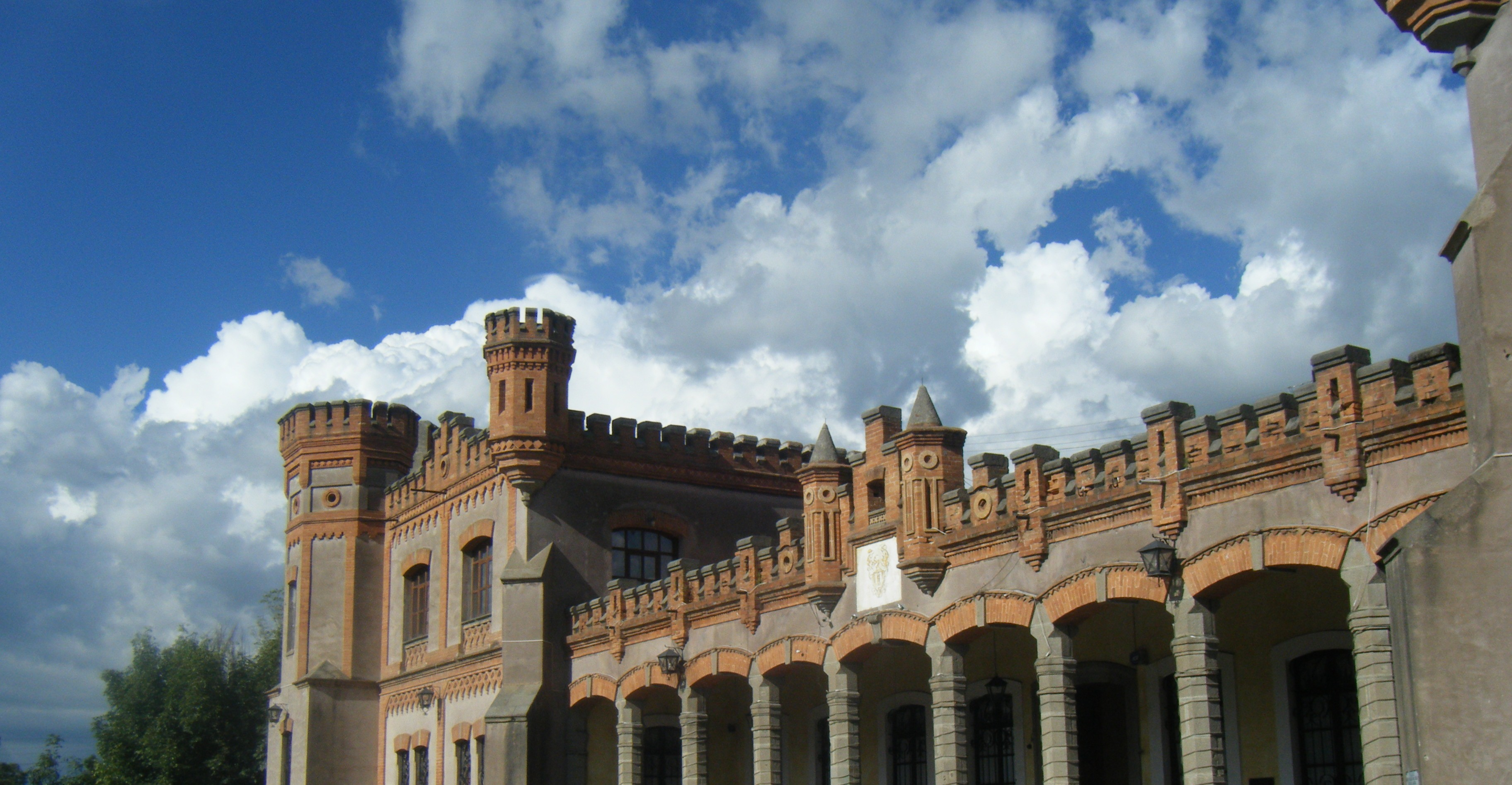
Hacienda de Soltepec
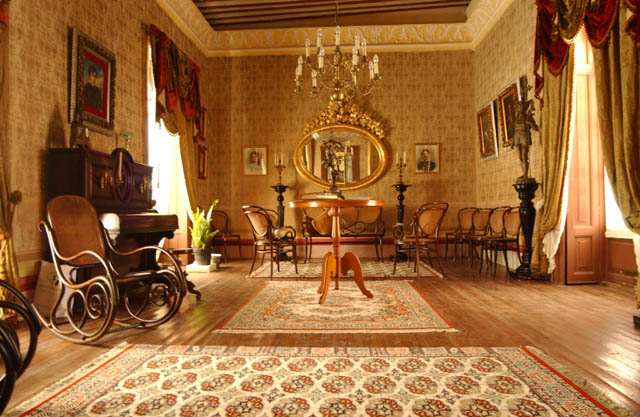
Hacienda de Tenexac
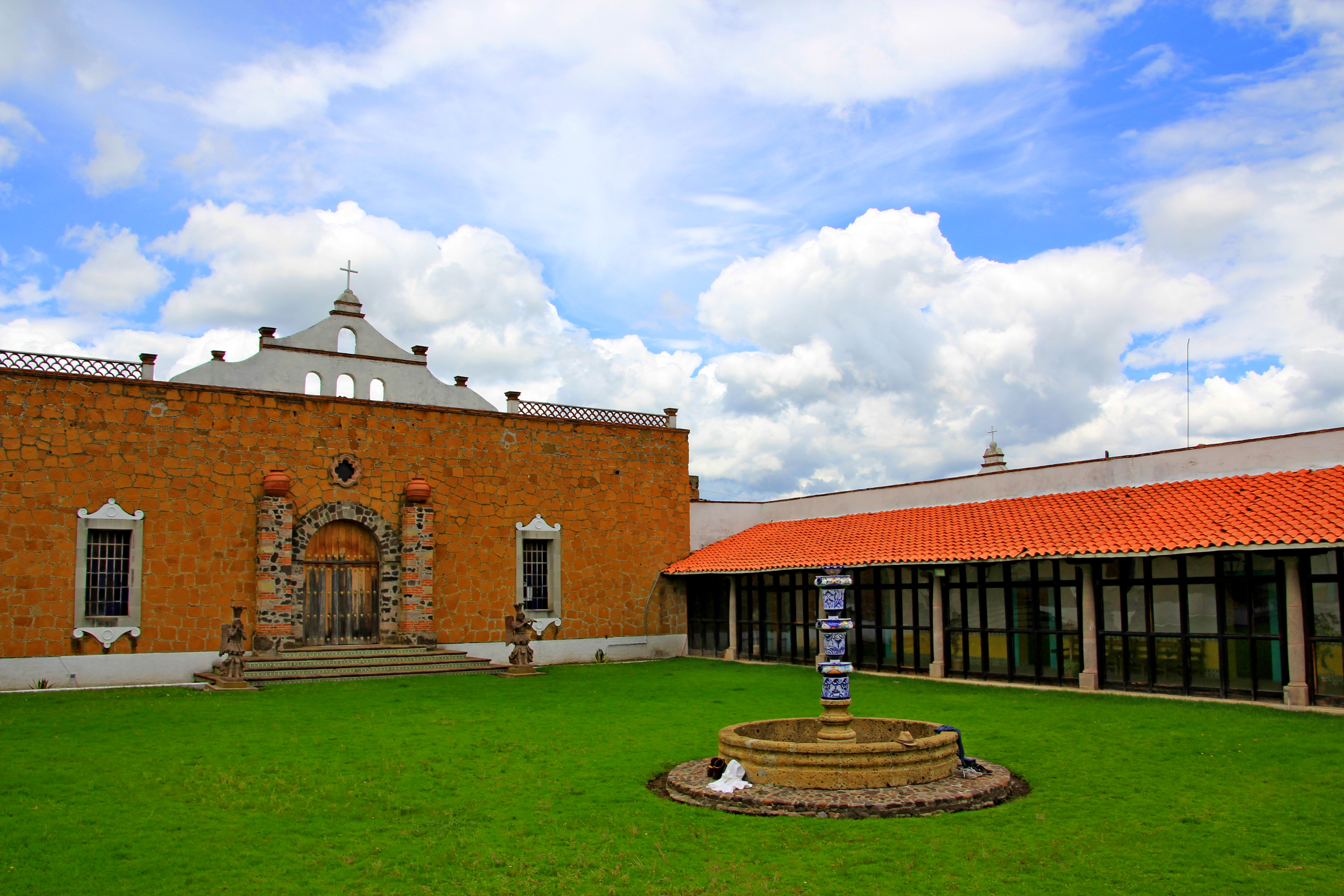
Hacienda ganadera de Tlaxco

#### Arquitectura colonial religiosa
Terminada la conquista militar por Hernán Cortes, la Orden Franciscana inició la conquista espiritual en 1524, para lo cual edificaron doce conventos, entre los cuales se encuentra la Catedral de Tlaxcala, uno de los cuatro primeros continentales de América en la capital de la provincia de Tlaxcala dedicado a la Virgen de la Asunción, así como el Convento de Santa María de la Concepción, San Francisco en Tepeyanco, San Luis Obispo en Huamantla, San Judas y San Simón en Calpulalpan, el Convento Franciscano de Nuestra Señora de los Ángeles en Chiautempan, entre otros. Con la cedulación de estos comienza la construcción de los templos diocesanos de la arquitectura barroca de los siglos XVII y XVIII.
De este modo, se fundan las parroquias barrocas de San Nicolás de Bari en Panotla, San Dionisio en Yauhquemehcan, San Agustín en Tlaxco, Santa Cruz Tlaxcala, San Bernandino de Siena en Contla, Santa María Magdalena en Tlatelulco, Santa Isabel en Xiloxoxtla, San Francisco en Tepeyanco, Santa Inés en Zacatelco y San José en Tlaxcala.

Arquitectura colonial religiosa en Tlaxcala
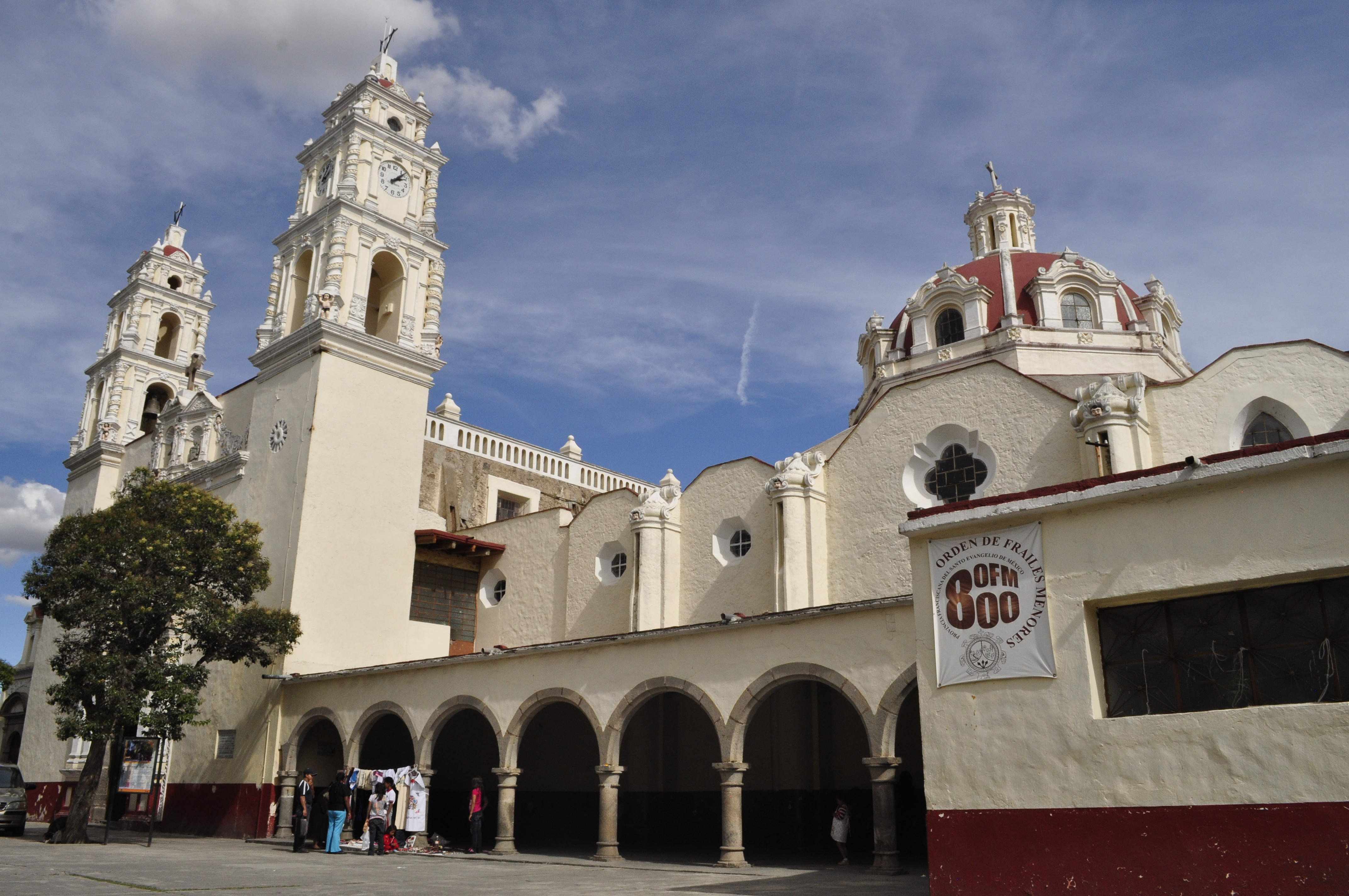
Calpulalpan|Parroquia San Antonio de Padua
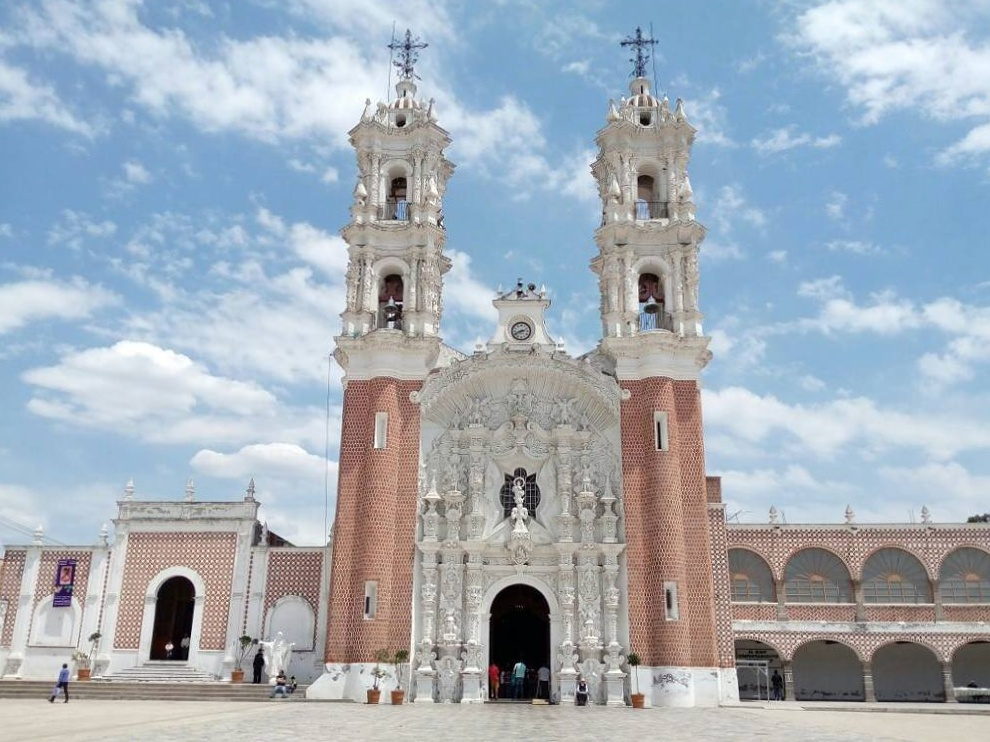
Basílica de Ocotlán
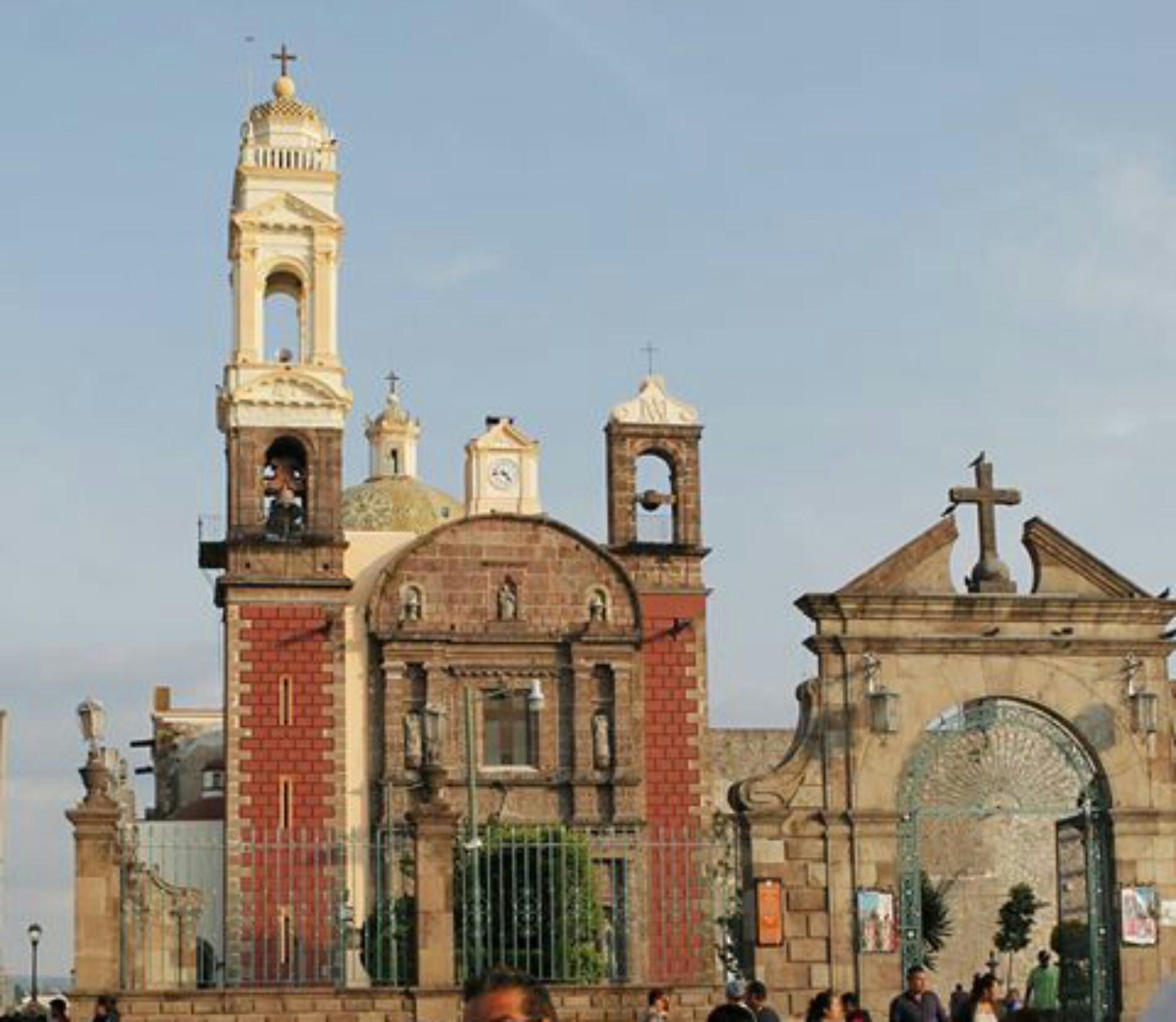
Parroquia de Santa Inés
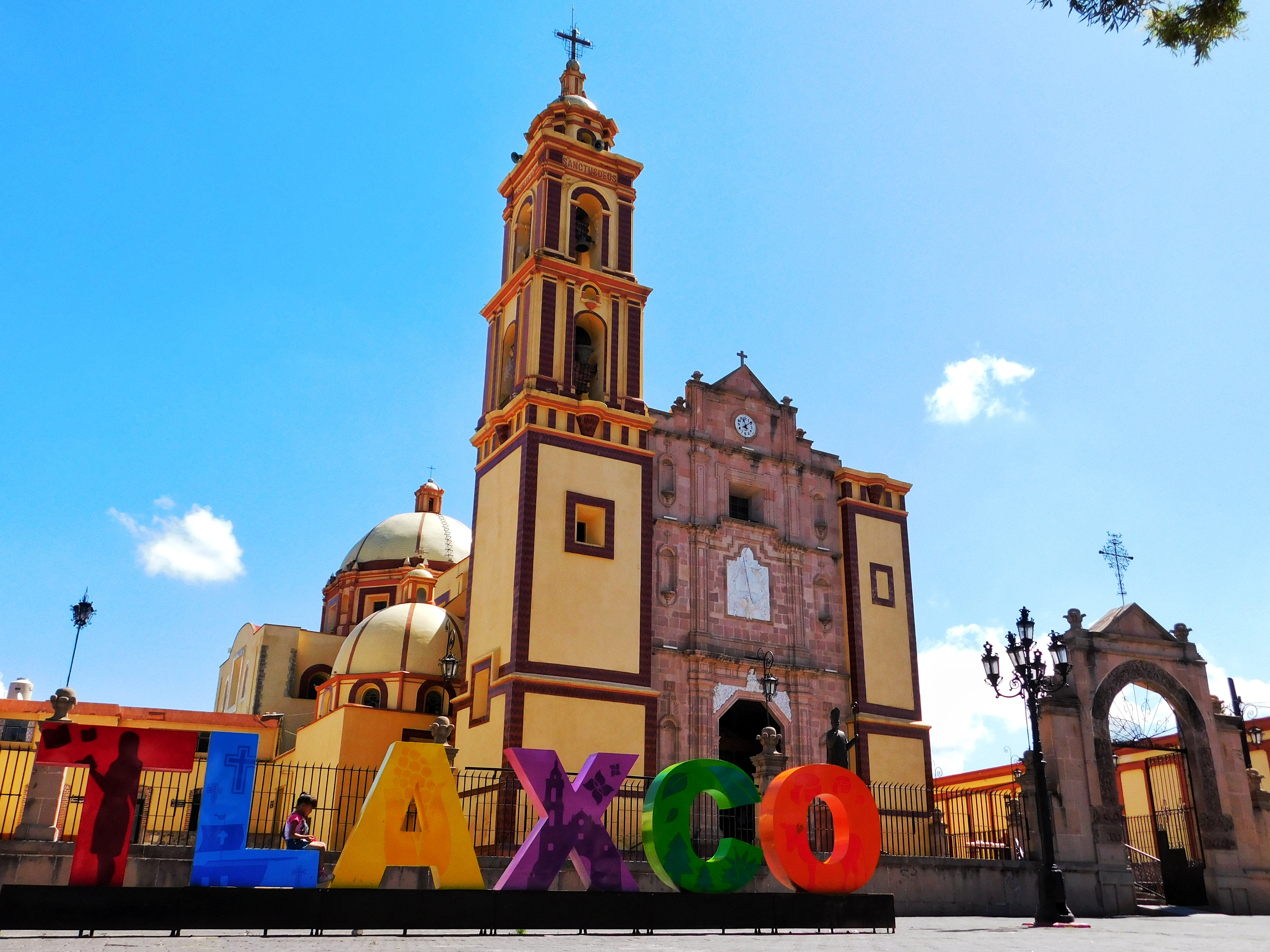
Templo de San Agustín
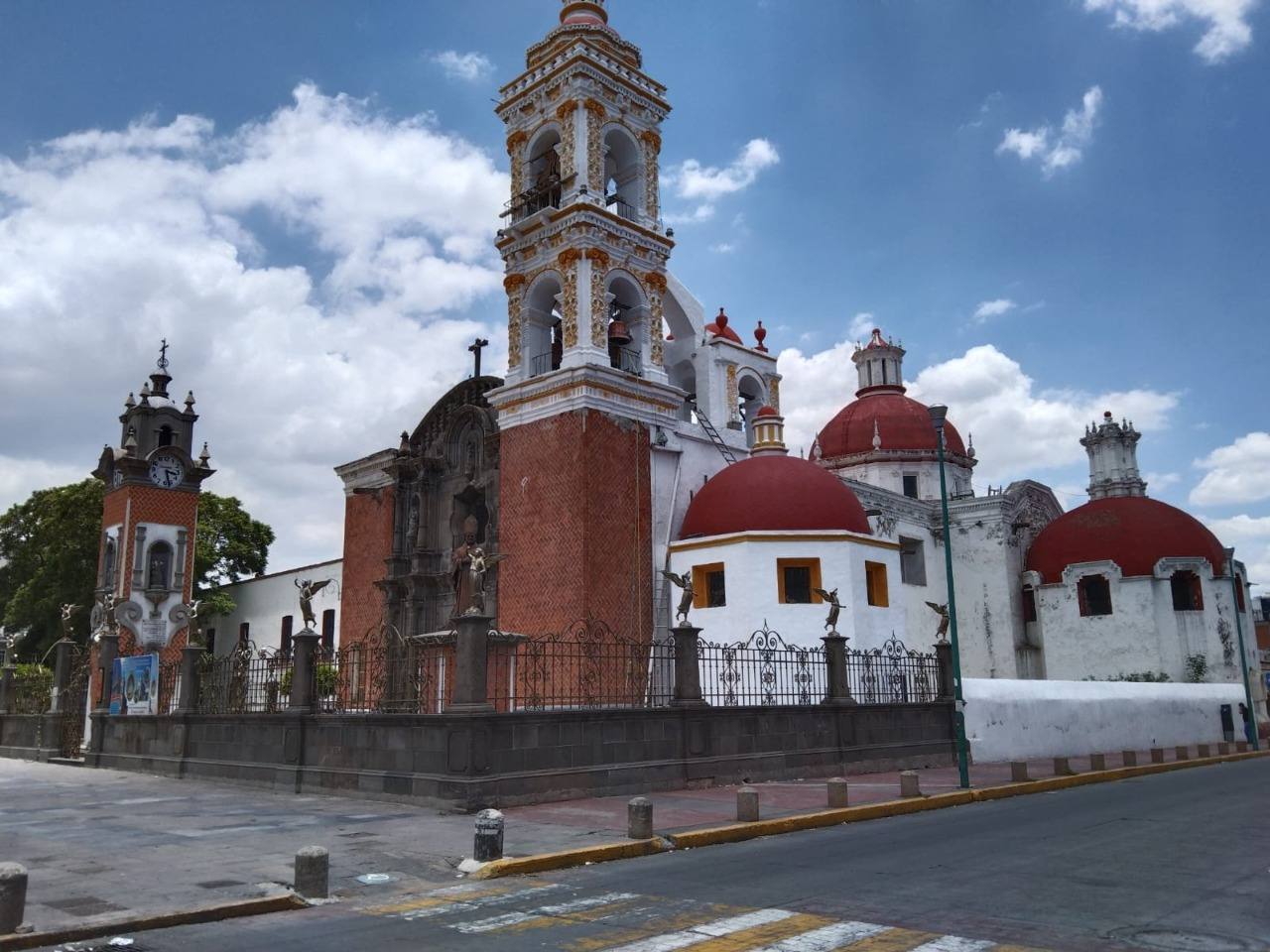
Parroquia de nuestra señora de Santa Ana
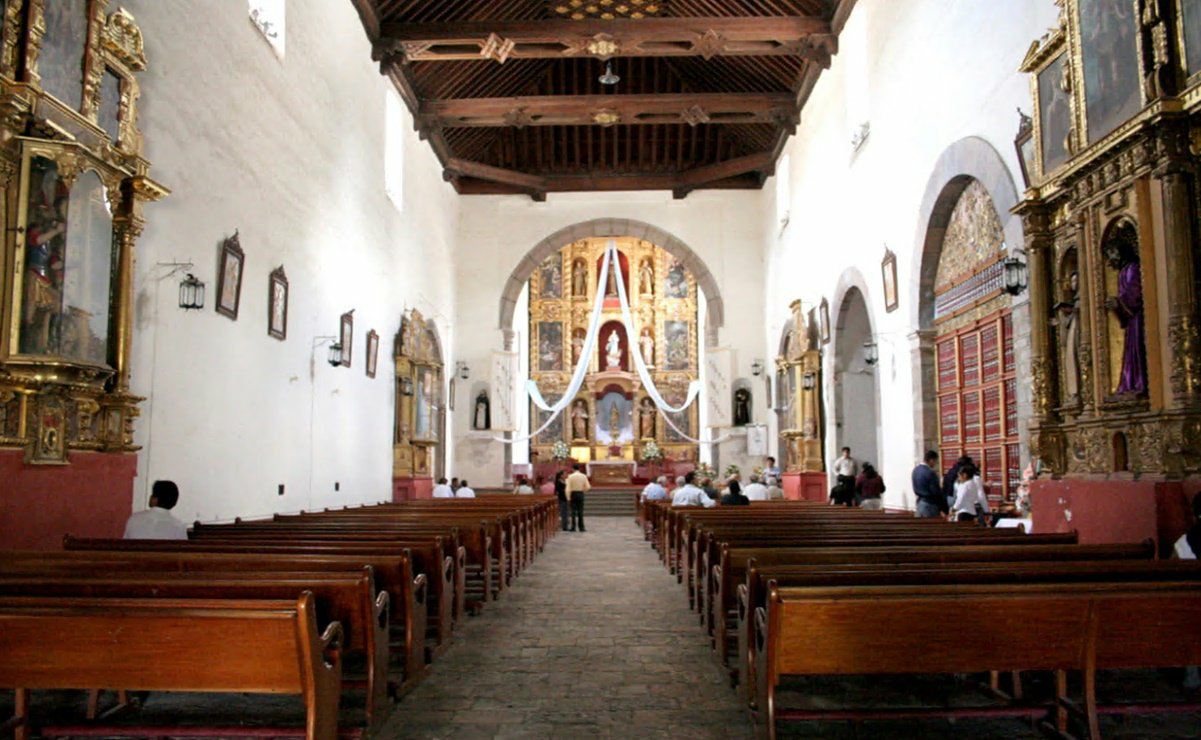
Conjunto Conventual y Catedralicio de Tlaxcala
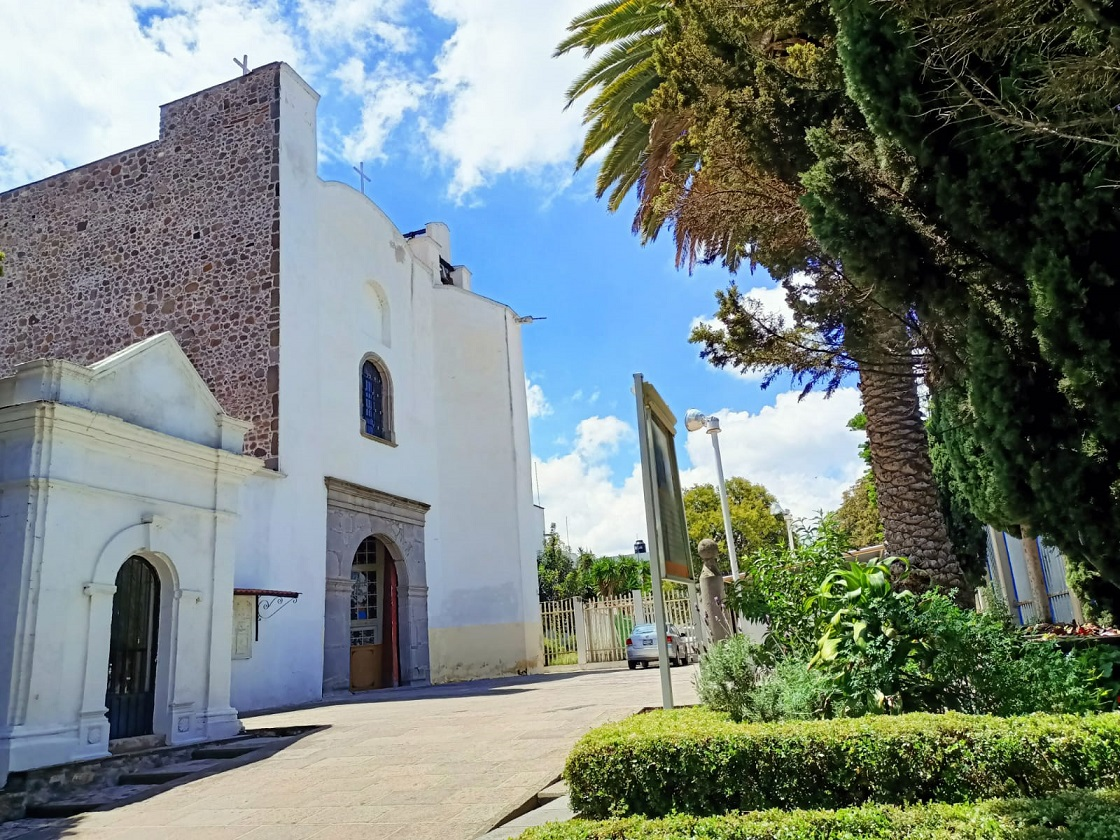
Convento Franciscano de Chiautempan

#### Otros complejos arquitectónicos

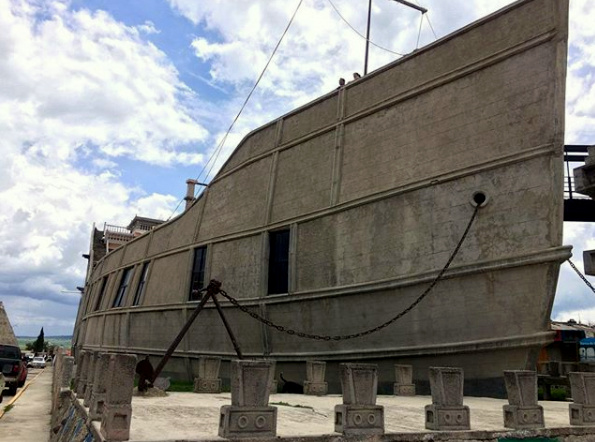
La Barca de la Fe

Entre las construcciones contemporáneas se encuentran las de estilo gótico y sincretismo como La Barca de la Fe en el norte de Tlaxcala y la Basílica menor de la Misericordia en la Zona metropolitana de Tlaxcala-Apizaco, siendo estas dos únicas construcciones distintas al resto en el estado de estilo barroco.

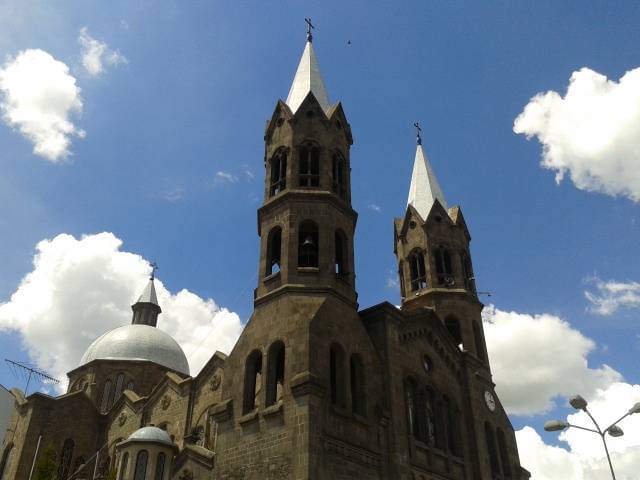
Basílica de la Misericordia

La Barca de la Fe es un complejo arquitectónico en forma de velero, creado por el párroco Arnulfo Mejía Rojas, ubicado al norponiente del estado, en el poblado de José María Morelos Buenavista, donde también funge como templo parroquial y zona recreativa. El sincretismo religioso es la tesis principal de la arquitectura y decoración del templo.
En el año de 1974, se comenzó un proyecto de un nuevo templo, con una forma rectangular pero debido a varios sucesos dentro de la población, tales como la separación del pueblo, la construcción se detuvo y en 1984 un sacerdote, Arnulfo Mejía Rojas decidió, en plebiscito con la población, cambiar rotundamente el diseño de la iglesia, a una de mayores dimensiones, en forma de barco.
En Apizaco se encuentra la Basílica de la Misericordia la cual es una iglesia católica de estilo gótico, su construcción data del siglo XVII, durante los años 1930 fue demolida la construcción original, para dar paso al proyecto arquitectónico actual inspirado en el templo de la Sagrada Familia de Barcelona, España. El 5 de diciembre de 1963 fue reconocida como Basílica Menor por el exdelegado Apostólico de la Santa Sede, Luigi Raymondi, mediante el decreto que emitió el papa Paulo VI en Roma erigido el 12 de mayo de 1964. La iglesia es comparada a las catedrales del continente europeo.

### Patrimonio nacional

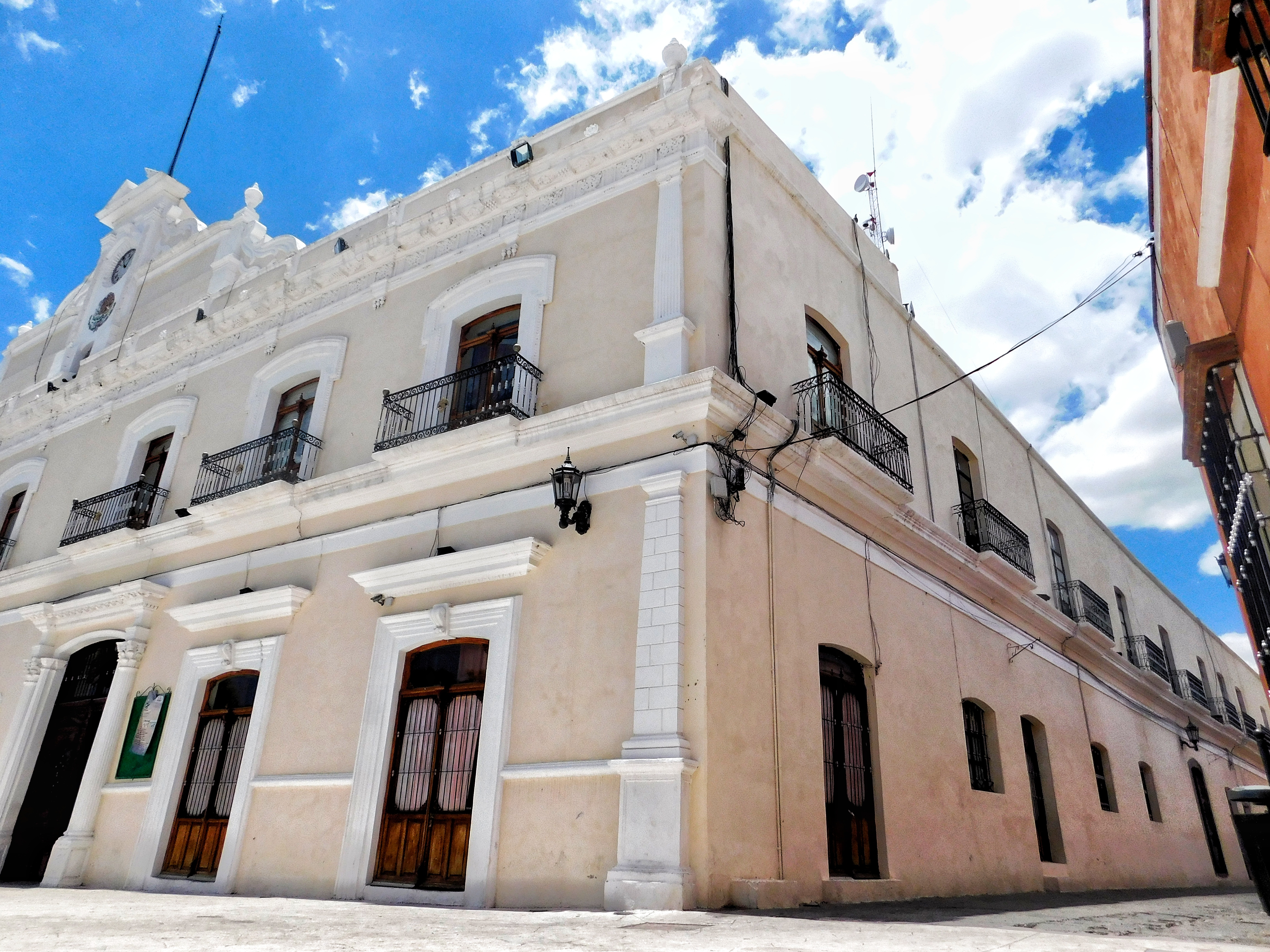
Centro histórico de Huamantla

En la década de los 1980, el Instituto Nacional de Antropología e Historia (INAH) declaró seis zonas de monumentos históricos en la entidad como patrimonio de la nación. El primer sitio en recibir esta distinción fue el centro histórico de Huamantla, protegiendo 1.68 km2 formada por 86 manzanas que comprenden alrededor de 267 edificios, fue decretado y aprobado por el presidente Miguel de la Madrid el 25 de octubre de 1984 y puesta en vigor de acuerdo a su publicación en el Diario Oficial de la Federación el 12 de noviembre de 1984.

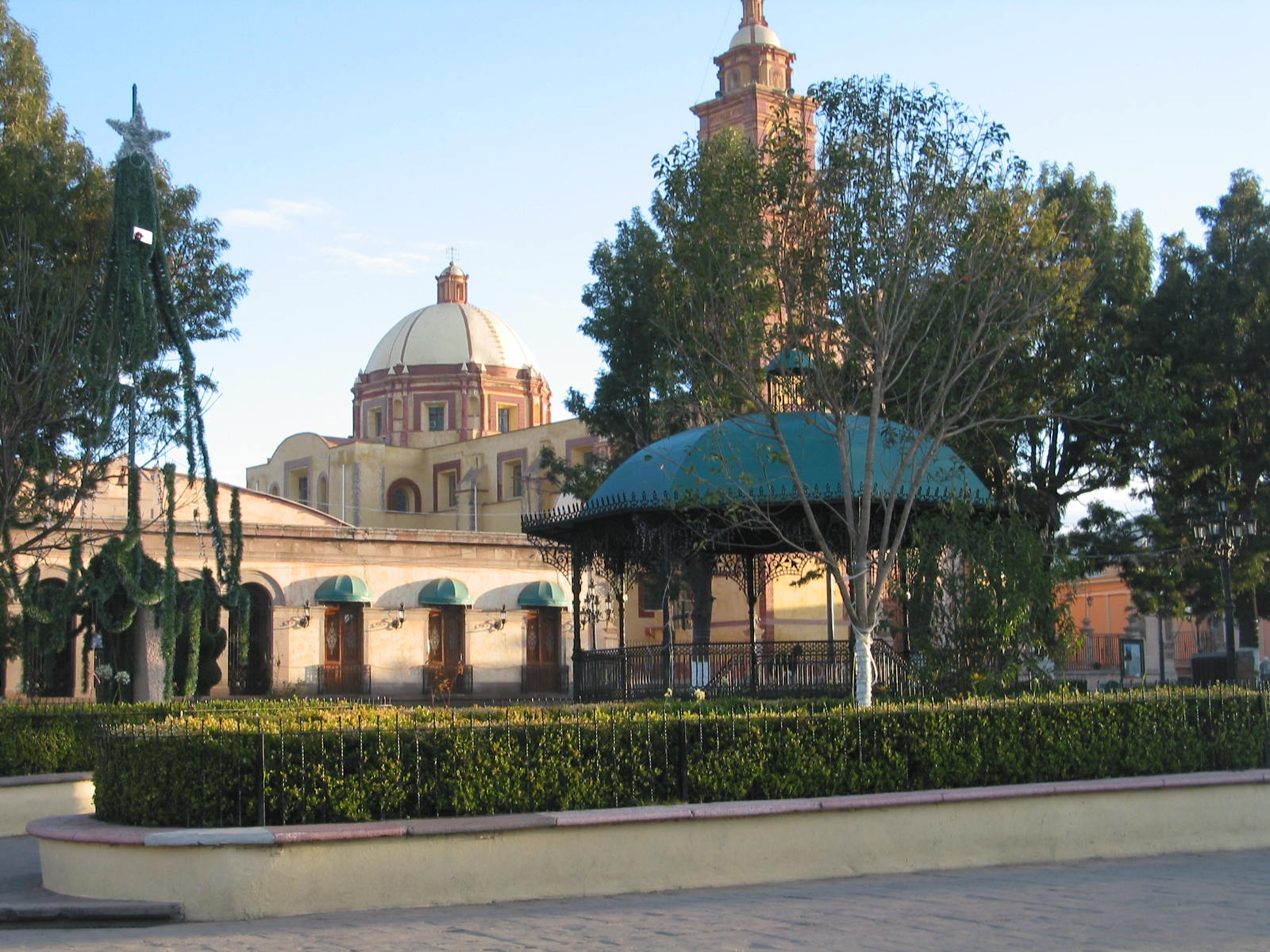
Centro histórico de Tlaxco

Dos años más tarde, el 1 de abril de 1986, el centro histórico de Ixtacuixtla recibió el título de patrimonio de la nación. En los días siguientes, Miguel de la Madrid dictaminó el centro histórico de Calpulalpan, el 3 de abril del mismo año, cubriendo un área de 0,793 km² formada por veintinueve manzanas que comprenden aproximadamente 64 edificios.
El 4 de abril de 1986, se constituyó el centro histórico de Apetatitlán, el cual abarca 0.284 km2 formada por dieciséis manzanas que comprenden alrededor de 51 edificios. El centro histórico de Tlaxco fue instituido el 9 de abril de 1986. rodeando 0.57 km2 formada por dieciocho manzanas que comprenden aproximadamente 109 edificios. Finalmente, el centro histórico de Tlaxcala fue establecido el 11 de abril de 1986, que consta de un área de 0.503 km2 formada por 3 manzanas que comprenden alrededor de 124 edificios construidos entre los siglos XVI al XIX.

### Gastronomía
La cocina tlaxcalteca es, como otras cocinas mexicanas, una gastronomía mestiza, aunque con mayor influencia indígena enriquecida con ingredientes españoles que da forma a una variedad de sabores, aromas y colores. El pueblo tlaxcalteca fue una sociedad que por mucho tiempo se enfrentó al imperio mexica, dando como resultado un aislamiento y bloqueo comercial durante más de sesenta años que privó a los tlaxcaltecas de diversos ingredientes de otras provincias, tales como la sal marina y el cacao. Dicho bloqueo obligó a los tlaxcaltecas a aprovechar todos los recursos que tenían a su alcance. Un ejemplo es el tequesquite como sustituto de la sal, obtenido principalmente de la zona de Tequexquitla.

Platillos típicos de Tlaxcala
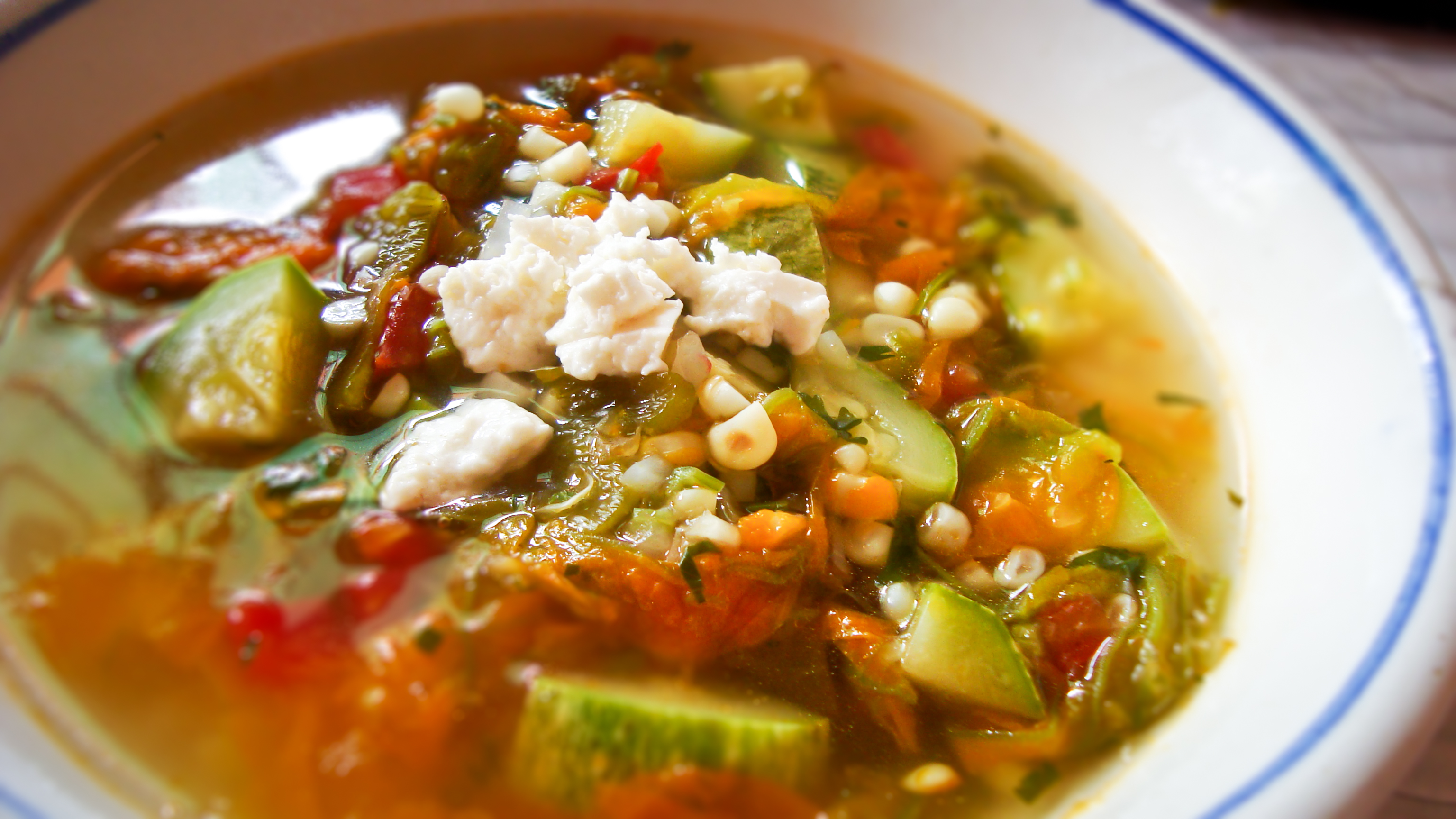
Sopa tradicional de Tlaxcala
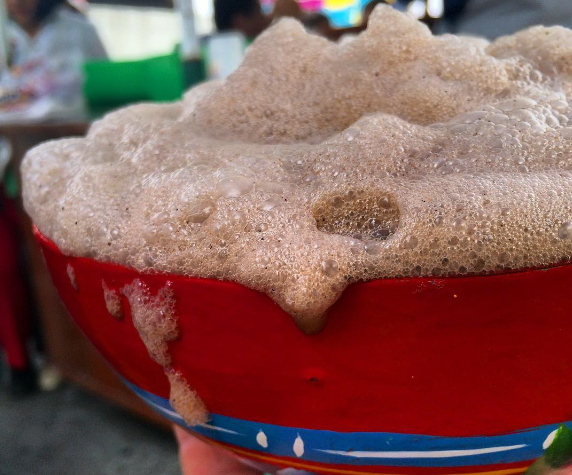
Bebida de cacao
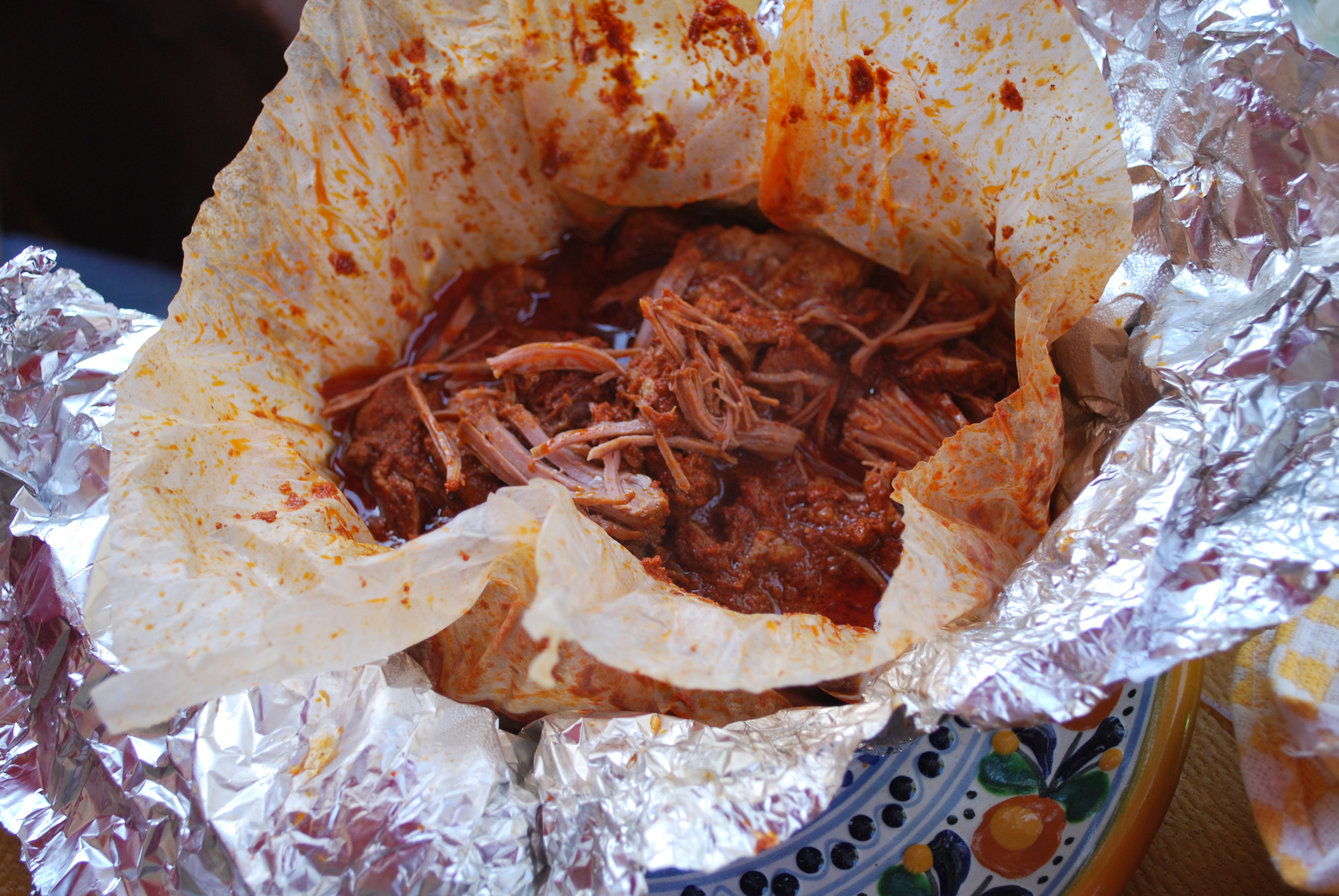
Mixiotes de Tlaxcala

### Tradiciones

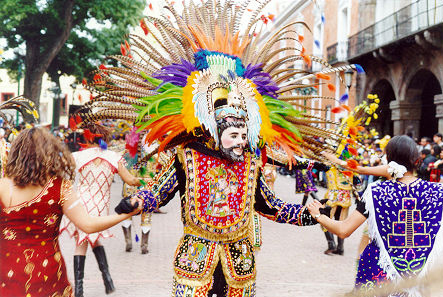
Carnaval de Tlaxcala

Considerada cuna de la nación y el mestizaje, en Tlaxcala se entrelazan la tradición prehispánica con la española en fiestas y ferias populares, donde es celebrado el Día de Muertos del 28 al 2 de noviembre. Los altares son decorados con papel china, donde se colocan alimentos como el  pan de muerto, mole, tamales, atole, dulces de camote o calabaza en tacha. También se ornamenta de flores de cempasúchil y garra de león cultivada en los campos de los municipios de Tepeyanco y Zacatelco.
Otra de las celebraciones ilustres de la entidad es el Carnaval de Tlaxcala, llevado a cabo durante febrero y marzo. Las danzas de «huehues» son las más representativas, formadas entre 20 y 40 parejas, las cuales se nombran de acuerdo a la región a la que pertenezcan.

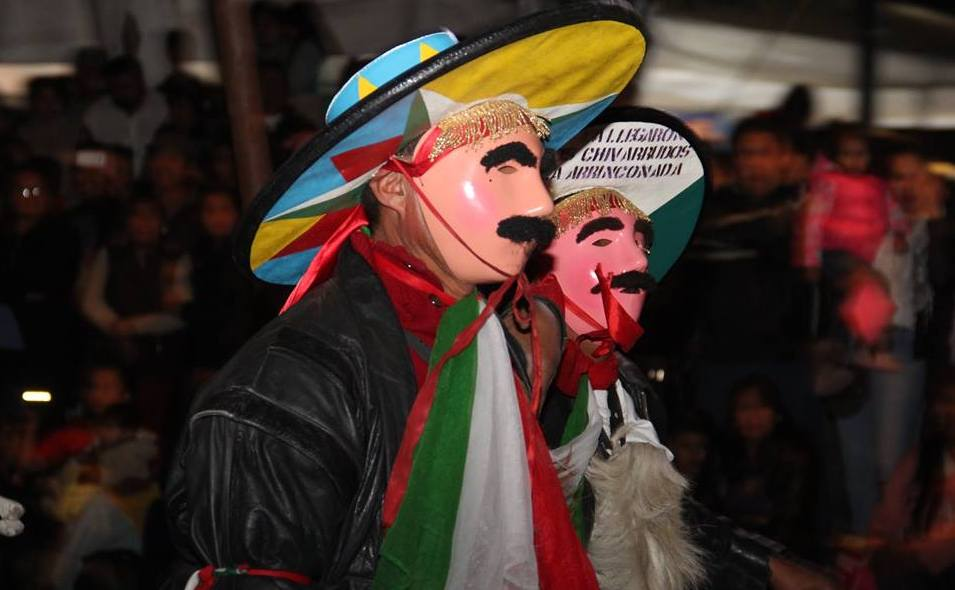
Danza de Chivarrudos

Por ejemplo, la región sur, en donde bailan los «charros», quienes llevan a cabo la danza «la culebra», una danza propiciatoria de lluvias. También, existen camadas de «Chivarrudos» en el sur del Estado, especialmente en Papalotla, Xicohtzinco y Zacatelco. Los danzantes vestidos con pantalones de cuero y portando sombreros de varas y papeles de colores hacen una remenbranza de los tiempos porfiarianos cuando se arreaba el ganado por los caminos.
En la región centro se concentran las camadas conocidos como «Los Blancos» como en las comunidades de Ixtulco y Chiautempan. En las comunidades de Amaxac de Guerrero, Contla de Juan Cuamatzi, Santa Cruz Tlaxcala y Panotla se realizan las danzas de cuadrillas Francesas. Los danzantes son conocidos como «Catrines» o «Levitas» debido al abrigo largo como a la usanza prerrevolucionaria en México propia de extranjeros principalmente europeos, el sombrero de copa o sorbete de pelo de camello y la sombrilla que usan simulando la forma de vestir de la burguesía rememorando lo hispano.

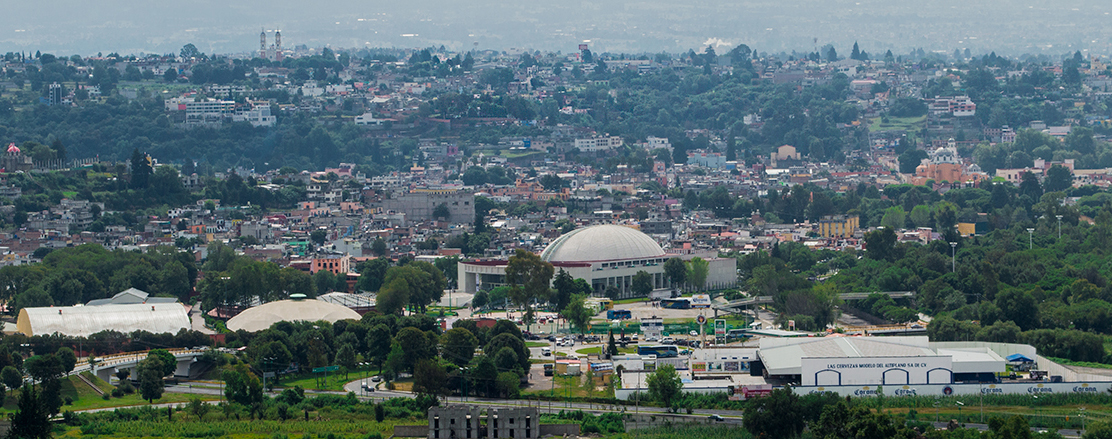
Centro expositor, sede de la Feria de Tlaxcala

La feria de Tlaxcala fue inaugurada por primera vez por el presidente de la República Adolfo López Mateos, para lo que fue construido el centro expositor por el gobernador Isidro Candia Galván, la primera feria se llevó a cabo en el año 1963.
La feria se desarrolla en la última semana del mes de octubre y las tres primeras semanas de noviembre, en ella participan los 60 municipios del estado, para muestras artesanales y gastronómicas; asimismo, se implementan las corridas de toros, espectáculos ecuestres, exposiciones ganaderas y presentaciones artísticas. La feria de Tlaxcala se ha colocado como una de las más reconocidas e importantes de México.
La huamantlada es una copia de las Fiestas de San Fermín de Pamplona, España, durante años se realizó de la misma manera pero para los años 1960 cambió el nombre y la forma de Pamplonada a Huamantlada. Consiste en soltar toros de lidia que corren por la calle de Huamantla. Una noche previa al evento, los pobladores del circuito realizan una verbena popular amenizada con pequeñas bandas de música, fiesta que continúa hasta la mañana siguiente. La Huamantlada se realizó por primera vez el 15 de agosto de 1954 y surgió a iniciativa de aficionados, como Raúl González y Jorge Aguilar quienes en su estancia en España presenciaron los Sanfermines.

## Relaciones públicas

### Estados hermanos
El estado de Tlaxcala está hermanado con los siguientes estados:
- Puebla (2012)[158]
- Veracruz (2012)[158]
- Jalisco (2011)[159]
- Ciudad de México (2014)[160]